# Ленин, Владимир Ильич
Влади́мир Ильи́ч Ле́нин (фамилия при рождении — Улья́нов; также известен под двойной фамилией Улья́нов-Ле́нин; 10 (22) апреля 1870, Симбирск, Российская империя — 21 января 1924, Большие Горки, Сухановская волость, Подольский уезд, Московская губерния, РСФСР, СССР) — российский революционер, юрист, крупный теоретик марксизма, советский политический и государственный деятель, создатель Российской социал-демократической рабочей партии (большевиков), один из организаторов и руководителей Октябрьской революции 1917 года в России, первый председатель Совета народных комиссаров РСФСР и Совета народных комиссаров СССР, создатель первого в мировой истории социалистического государства.
Марксист, публицист, идеолог и создатель Третьего (Коммунистического) интернационала, основатель Союза Советских Социалистических Республик. Сфера основных политико-публицистических работ — материалистическая философия, теория марксизма, антикапитализм и антиимпериализм, теория и практика осуществления социалистической революции, построения социализма и коммунизма (см. Военный коммунизм и НЭП), политическая экономия социализма.
Мнения и оценки исторической роли Владимира Ульянова (Ленина) отличаются крайней полярностью. Вне зависимости от положительной или отрицательной оценки деятельности Ленина даже многие некоммунистические исследователи считают его наиболее значительным революционным государственным деятелем в мировой истории.

## Биография

### Детство, образование и воспитание

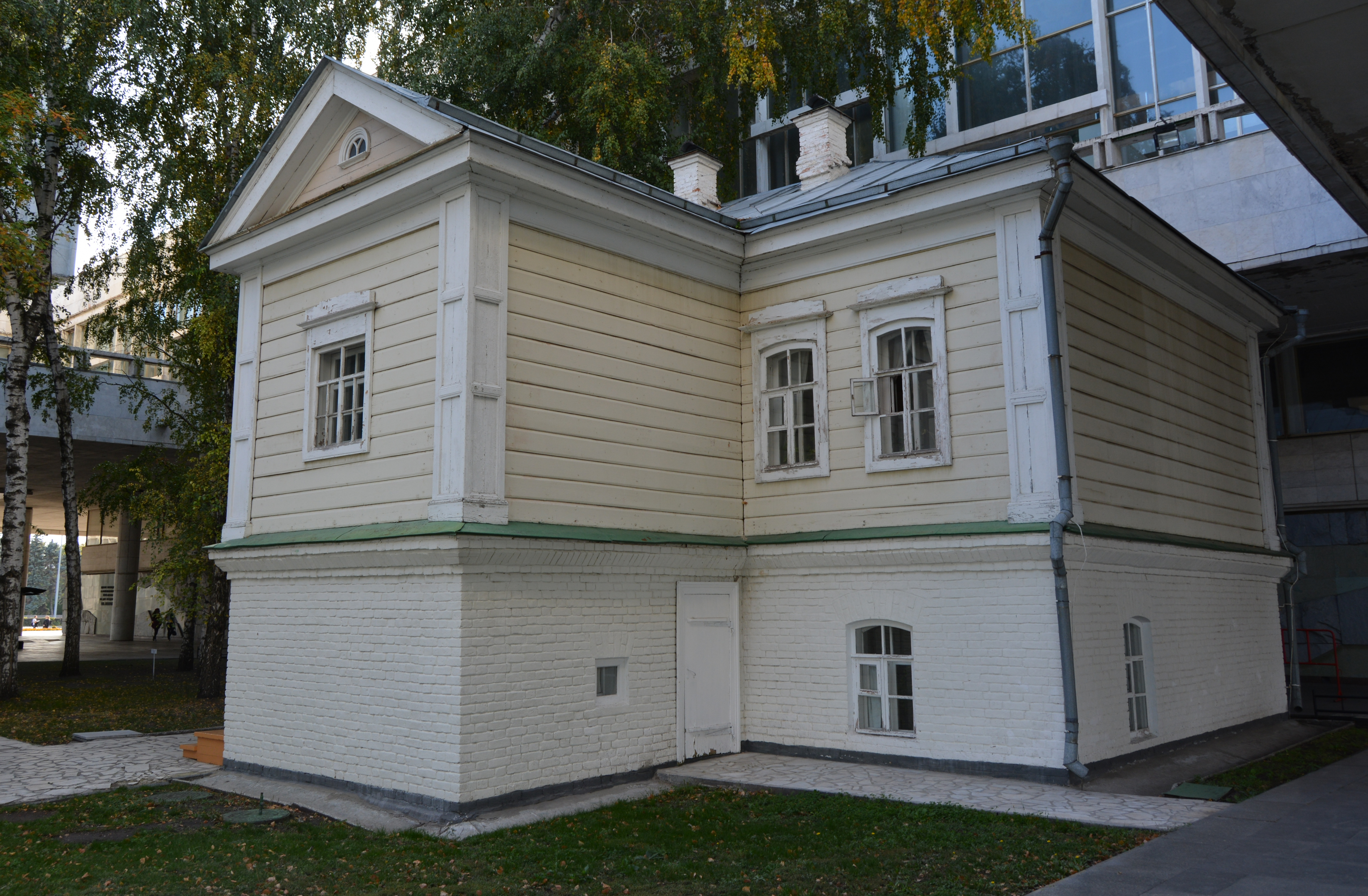
Дом, где родился В. И. Ленин

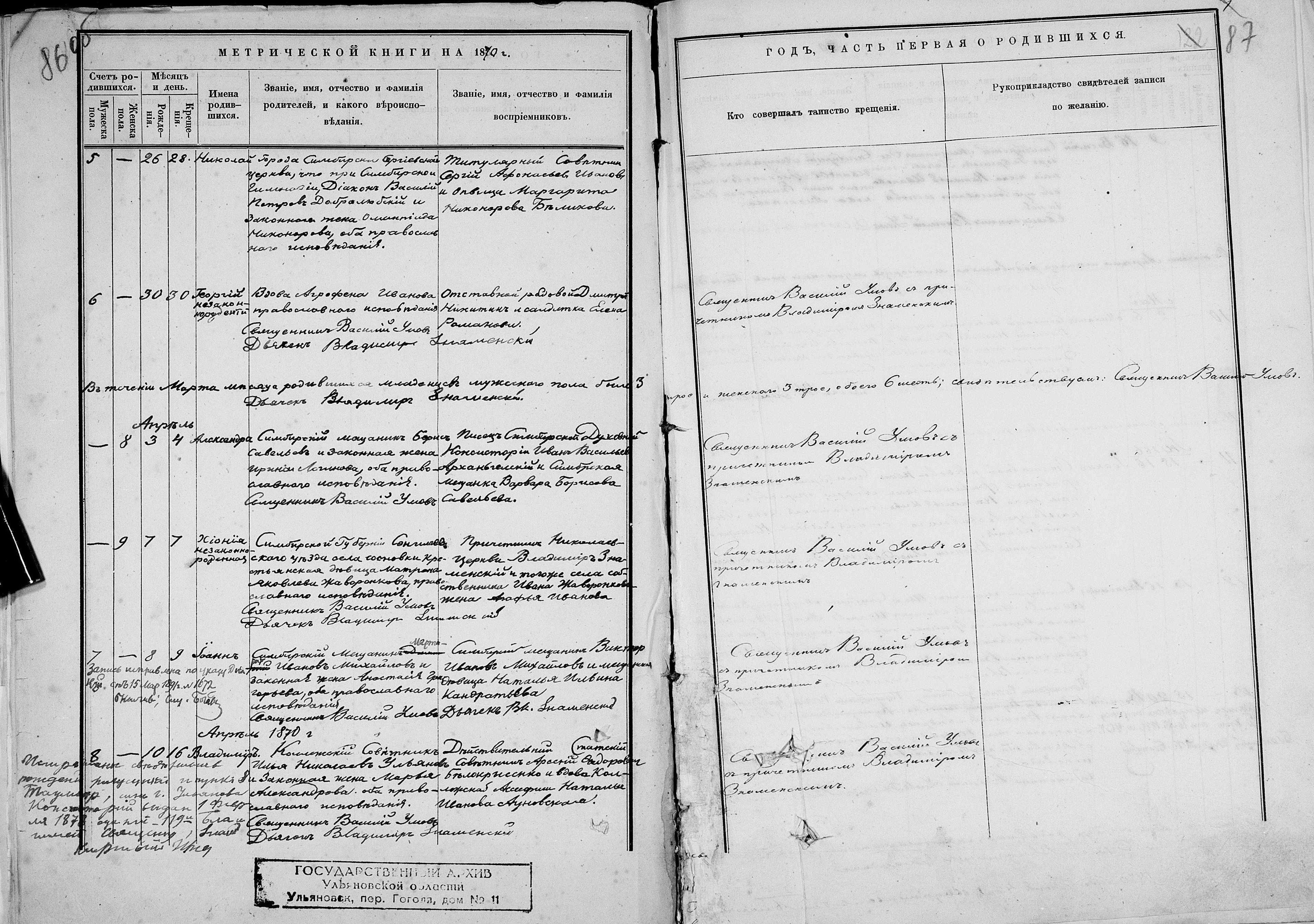
Запись о рождении Владимира Ильича Ульянова (Николаевская церковь (Симбирск))

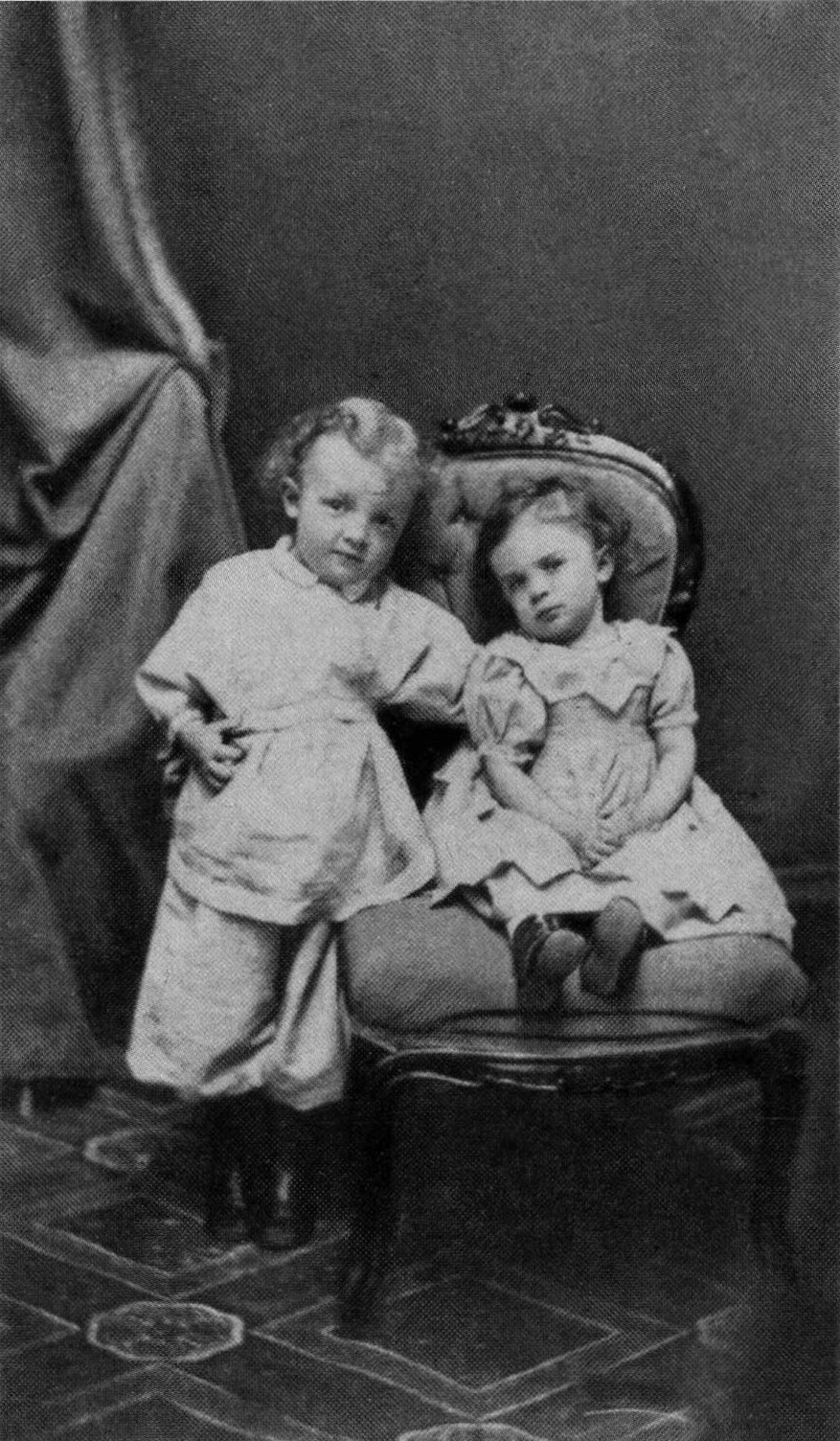
Володя Ульянов в возрасте 4 лет со своей сестрой Ольгой. Симбирск, 1874 год

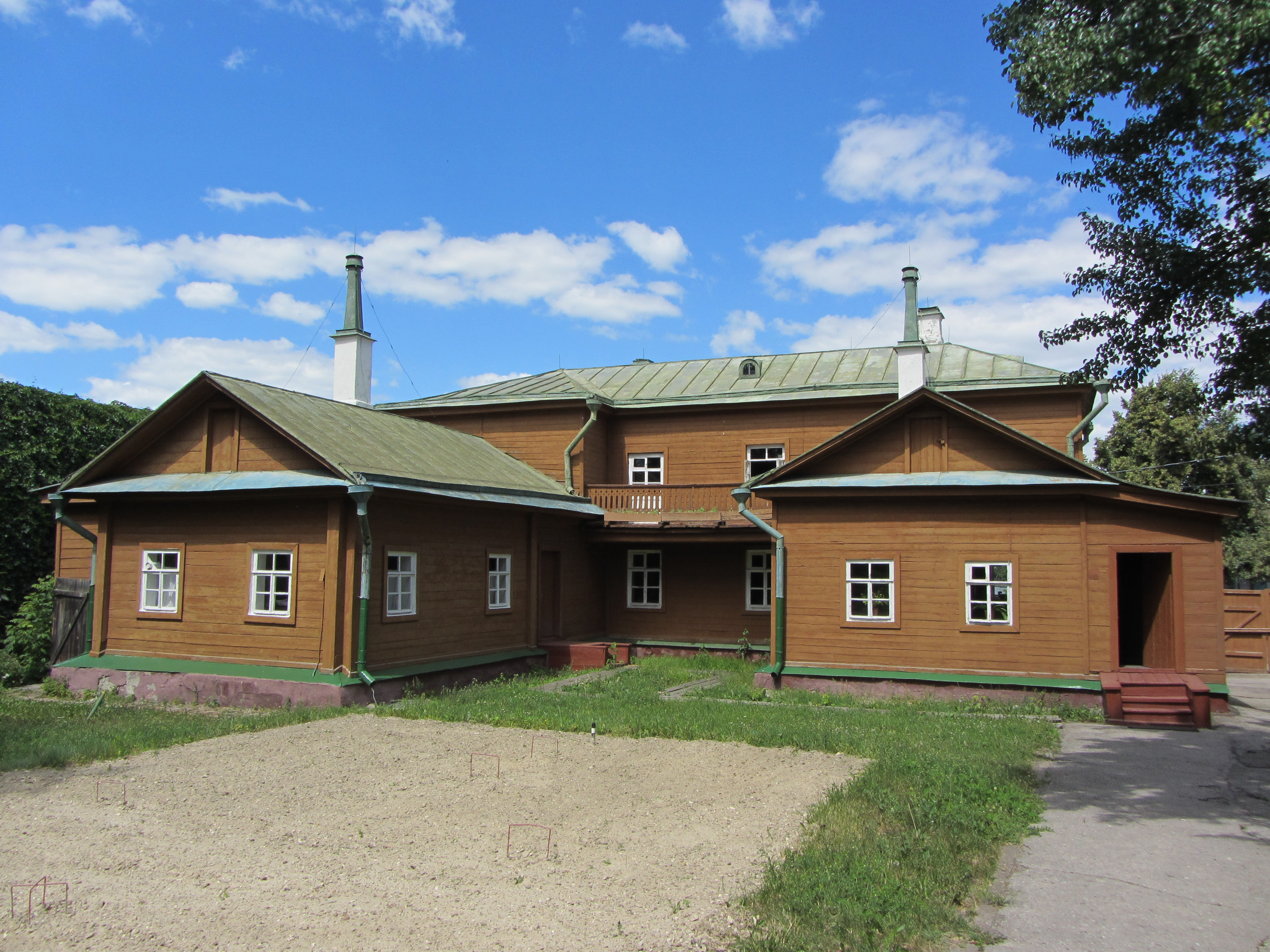
Дом-музей В. И. Ленина (Ульяновск) — в этом доме жила семья Ульяновых (1878—1887)

Генеалогическое древо Владимира Ленина

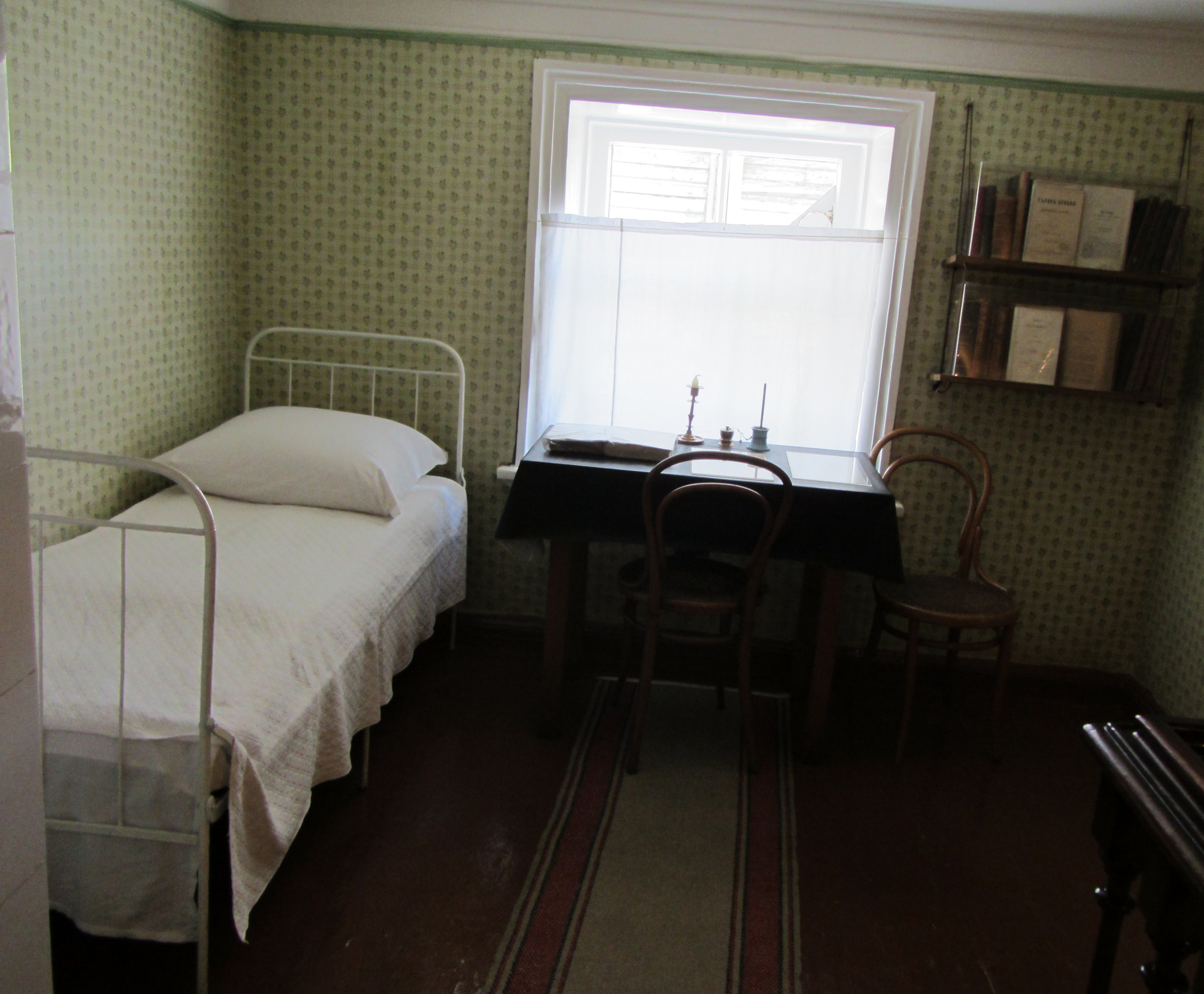
Комната В. И. Ленина, в которой он прожил с 1878 по 1887 год. Ныне Дом-музей В. И. Ленина (Ульяновск)

Владимир Ильич Ульянов родился 22 апреля 1870 года в Симбирске (ныне Ульяновск) в семье инспектора народных училищ Симбирской губернии Ильи Николаевича Ульянова (1831—1886), — сына бывшего крепостного крестьянина села Андросово Сергачского уезда Нижегородской губернии Николая Ульянова (вариант написания фамилии: Ульянина), женатого на Анне Смирновой — дочери астраханского мещанина (по версии советской писательницы М. С. Шагинян, происходившей из рода крещёных калмыков). Мать — Мария Александровна Ульянова (урождённая Бланк, 1835—1916), шведско-немецкого происхождения по матери и, по разным версиям, украинского, немецкого или еврейского — по отцу. Дедом Владимира по матери был, по одной из версий, еврей, принявший православие, Александр Дмитриевич Бланк. По другой версии, он происходил из семьи немецких колонистов, приглашённых в Россию Екатериной II. Исследователь семьи Ульяновых М. С. Шагинян утверждала, что Александр Бланк был украинцем.
И. Н. Ульянов дослужился до чина действительного статского советника, который в Табели о рангах соответствовал военному чину генерал-майора и давал право на потомственное дворянство.
В 1879—1887 годах Владимир Ульянов учился в Симбирской гимназии, которой руководил Фёдор Михайлович Керенский, отец А. Ф. Керенского, будущего главы Временного правительства (1917).
В 1887 году окончил гимназию с золотой медалью и поступил на юридический факультет Императорского Казанского университета. Фёдор Михайлович Керенский был очень разочарован выбором Володи Ульянова, так как советовал ему поступать на историко-словесный факультет университета ввиду больших успехов младшего Ульянова в латыни и словесности.
Вплоть до 1887 года ничего не известно о какой-либо революционной деятельности Владимира Ульянова. Его крестили в православие и до 16 лет он вместе с родителями принадлежал к симбирскому религиозному Обществу преподобного Сергия Радонежского (при Сергиевской церкви Симбирской гимназии), отойдя от религии, вероятно, в 1886 году. Оценки по закону Божьему в гимназии у него были отличными, как и почти по всем остальным предметам. В его аттестате зрелости лишь одна четвёрка — по логике. Также он знал английский, французский, немецкий. Изучал польский, итальянский язык. Понимал чешский, шведский. По некоторым сведениям, мог также владеть татарским языком.
В 1885 году в списке учеников гимназии указано, что Владимир — «ученик весьма даровитый, усердный и аккуратный. Успевает во всех предметах очень хорошо. Ведёт себя примерно» (Выписка из «Кондуитного и квартирного списка учеников VIII класса Симбирской гимназии». Дом-музей В. И. Ленина в Ульяновске). Первая награда по решению педагогического совета была вручена ему уже в 1880 году, после окончания первого класса — книга с золотым тиснением на переплёте: «За благонравие и успехи» и похвальный лист.
Историк В. Т. Логинов в своей работе, посвящённой детству и юности Ленина, приводит большой фрагмент из воспоминаний одноклассника В. Ульянова А. Наумова, будущего министра царского правительства. Эти же воспоминания цитирует историк В. П. Булдаков, по мнению которого свидетельства Наумова ценны и непредвзяты; историк считает весьма характерным такое описание В. Ульянова:

Способности он имел совершенно исключительные, обладал огромной памятью, отличался ненасытной научной любознательностью и необычайной работоспособностью… Воистину, это была ходячая энциклопедия… Он пользовался среди всех его товарищей большим уважением и деловым авторитетом, но… нельзя сказать, чтобы его любили, скорее — ценили…В классе ощущалось его умственное и трудовое превосходство…хотя…сам Ульянов никогда его не выказывал и не подчёркивал.
По мнению Ричарда Пайпса:

В Ленине-юноше удивляет как раз то, что, в отличие от большинства своих современников, он не выказывал никакого интереса к общественной жизни. В воспоминаниях, вышедших из-под пера одной из его сестёр до того, как железная лапа цензуры легла на всё, что писалось о Ленине, он предстаёт мальчиком чрезвычайно старательным, аккуратным и педантичным, — в современной психологии это называется компульсивным типом. Он был идеальным гимназистом, получал отличные оценки практически по всем предметам, включая поведение, и это год за годом приносило ему золотые медали. Его имя было в начале списка окончивших курс гимназии. Ничто в скудных сведениях, которыми мы располагаем, не говорит о бунте — ни против семьи, ни против режима. Фёдор Керенский, отец будущего политического соперника Ленина, бывший директором гимназии в Симбирске, которую посещал Ленин, рекомендовал его для поступления в Казанский университет как «замкнутого» и «необщительного» молодого человека. «Ни в гимназии, ни вне её, — писал Керенский, — не было замечено за Ульяновым ни одного случая, когда бы он словом или делом вызвал в начальствующих и преподавателях гимназии непохвальное о себе мнение». Ко времени окончания гимназии в 1887 году у Ленина не было «определённых» политических убеждений. Ничто в начале его биографии не изобличало в нём будущего революционера; напротив — многое свидетельствовало о том, что Ленин пойдёт по стопам отца и сделает заметную служебную карьеру.
В том же 1887 году, 8 мая, его старшего брата — Александра — казнили как участника заговора «Террористической фракции» с целью покушения на жизнь императора Александра III. Произошедшее стало глубокой трагедией для семьи Ульяновых, не подозревавшей о революционной деятельности Александра.
В Казанском университете Владимир был вовлечён в нелегальный студенческий кружок «Народной воли» во главе с Лазарем Богоразом (1868 — около 1917, известен также под псевдонимом С. Губкин). Через три месяца после поступления он был исключён за участие в студенческих беспорядках 4 декабря, вызванных новым уставом университета, введением полицейского надзора за студентами и кампанией по борьбе с «неблагонадёжными» студентами. По словам инспектора студентов, пострадавшего от студенческих волнений, Ульянов находился в первых рядах бушевавших студентов.
На следующую ночь Владимир в числе сорока других студентов был арестован и отправлен в полицейский участок. Всех арестованных, в порядке характерных для периода царствования Александра III методов борьбы с «непокорством», исключили из университета и выслали на «место родины». Позже ещё одна группа студентов покинула Казанский университет в знак протеста против репрессий. В числе добровольно ушедших из университета был двоюродный брат Ульянова, Владимир Ардашев. После ходатайств Любови Александровны Ардашевой (урождённой Бланк), тёти Владимира Ильича, Ульянов был выслан в деревню Кокушкино Лаишевского уезда Казанской губернии, где он жил в доме Ардашевых до зимы 1888—1889 годов.
Так как во время полицейского следствия были выявлены связи молодого Ульянова с нелегальным кружком Богораза, а также по причине казни его брата, он попал в список «неблагонадёжных» лиц, подлежащих полицейскому надзору. По этой же причине ему было запрещено восстановиться в университете, а соответствующие прошения его матери раз за разом отклонялись. По описанию Ричарда Пайпса:

В течение описываемого периода Ленин много читал. Он штудировал «прогрессивные» журналы и книги 1860—1870-х годов, особенно труды Н. Г. Чернышевского, которые, по его собственным словам, оказали на него решающее влияние. Это было трудное время для всех Ульяновых: симбирское общество бойкотировало их, поскольку связи с семьёй казнённого террориста могли привлечь нежелательное внимание полиции…

### Начало революционной деятельности

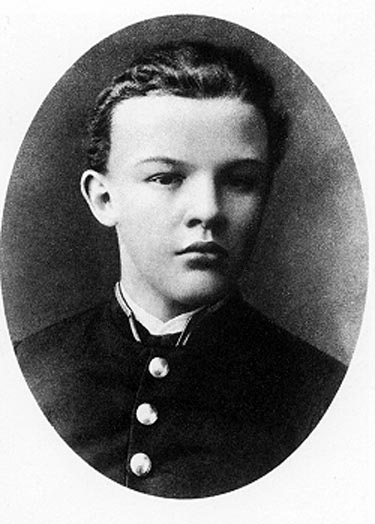
Выпускник Симбирской гимназии Владимир Ульянов. 1887 год

Студенческие волнения в Казанском университете осенью 1887

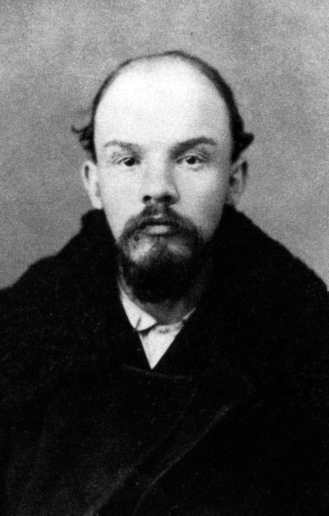
Полицейская фотография В. И. Ульянова, декабрь 1895

Осенью 1888 года Ульянову было разрешено вернуться в Казань. Здесь он впоследствии вступил в один из марксистских кружков, организованных Н. Е. Федосеевым, где изучались и обсуждались сочинения К. Маркса, Ф. Энгельса и Г. В. Плеханова. В 1924 году Н. К. Крупская писала в «Правде»: «Плеханова Владимир Ильич любил страстно. Плеханов сыграл крупную роль в развитии Владимира Ильича, помог ему найти правильный революционный подход, и потому Плеханов был долгое время окружён для него ореолом: всякое самое незначительное расхождение с Плехановым он переживал крайне болезненно».
В мае 1889 года М. А. Ульянова приобрела имение Алакаевка в 83,5 десятины (91,2 гектара) в Самарской губернии, и семья переехала туда на жительство. Уступив настойчивым просьбам матери, Владимир попробовал заниматься управлением имением, но успеха не имел. Окрестные крестьяне, пользуясь неопытностью новых хозяев, похитили у них лошадь и две коровы. В результате Ульянова продала вначале землю, а впоследствии и дом. В советское время в этом селе был создан дом-музей Ленина.
Осенью 1889 года семья Ульяновых переезжает в Самару, где Ленин также поддерживает связь с местными революционерами.
По мнению Ричарда Пайпса, в период 1887—1891 годов молодой Ульянов стал, вслед за своим казнённым братом, сторонником «Народной воли». В Казани и Самаре он последовательно отыскивал народовольцев, от которых узнавал сведения о практической организации движения, на тот момент выглядевшего как законспирированная дисциплинированная организация «профессиональных революционеров».
В 1890 году власти смягчились и разрешили ему готовиться экстерном к экзаменам на юриста. В ноябре 1891 года Владимир Ульянов сдал экстерном экзамены за курс юридического факультета Императорского Санкт-Петербургского университета. После этого он изучил большое количество экономической литературы, особенно земских статистических отчётов по сельскому хозяйству.
В период 1892—1893 годов взгляды Ленина под сильным влиянием работ Плеханова медленно эволюционировали от народовольческих к социал-демократическим. При этом он уже в 1893 году разработал новую на тот момент доктрину, объявившую современную ему Россию, в которой четыре пятых населения составляло крестьянство, «капиталистической» страной. Кредо ленинизма было окончательно сформулировано в 1894 году:

«Русский рабочий, поднявшись во главе всех демократических элементов, свалит абсолютизм и поведёт русский пролетариат (рядом с пролетариатом всех стран) прямой дорогой открытой политической борьбы к победоносной коммунистической революции».
Как пишет исследователь М. С. Восленский в работе «Номенклатура»:
| Главной практической целью жизни Ленина стало отныне добиться революции в России, независимо от того, созрели или нет там материальные условия для новых производственных отношений. Молодого человека не смущало то, что было камнем преткновения для других русских марксистов того времени. Пусть Россия отстала, считал он, пусть её пролетариат слаб, пусть российский капитализм ещё далеко не развернул всех своих производительных сил — не в этом дело. Главное — совершить революцию! …опыт «Земли и воли» показал, что надежда на крестьянство как на главную революционную силу себя не оправдала. Горстка революционной интеллигенции была слишком малочисленна, чтобы без опоры на какой-то крупный класс перевернуть махину царского государства: безрезультатность террора народников продемонстрировала это со всей ясностью. Таким крупным классом в России в тех условиях мог быть только пролетариат, численно быстро возраставший на рубеже XIX и XX веков. В силу его концентрации на производстве и выработанной условиями труда дисциплинированности рабочий класс являлся тем социальным слоем, который можно было лучше всего использовать как ударную силу для свержения существующего строя. |

В 1892—1893 годах Владимир Ульянов работал помощником у самарского присяжного поверенного (адвоката) А. Н. Хардина, ведя в большинстве уголовные дела, проводил «казённые защиты».
По данным сохранившихся архивов, Ленин в качестве адвоката принял участие в рассмотрении шестнадцати уголовных (в пяти из них он добился полного оправдания своих подзащитных) и четырёх гражданских дел (в двух доведённых им до конца делах он выиграл).

Он с большим юмором принялся рассказывать нам о своей недолгой юридической практике в Самаре, о том, что из всех дел, которые ему приходилось вести по назначению (а он только по назначению их и вёл), он не выиграл ни одного и только один его клиент получил более мягкий приговор, чем тот, на котором настаивал прокурор.— Мария Ильинична Ульянова, мемуары
В 1893 году Ленин приехал в Санкт-Петербург, где устроился по рекомендации Хардина помощником к присяжному поверенному (адвокату) М. Ф. Волькенштейну. В Петербурге им были написаны работы по проблемам марксистской политэкономии, истории русского освободительного движения, истории капиталистической эволюции русской пореформенной деревни и промышленности. Часть из них была издана легально. В это время он также разрабатывал программу социал-демократической партии. Деятельность В. И. Ленина как публициста и исследователя развития капитализма в России на основе обширных статистических материалов делает его известным среди социал-демократов и оппозиционно настроенных либеральных деятелей, а также во многих других кругах российского общества.
По мнению Ричарда Пайпса, Ленин как личность окончательно сложился в возрасте 23 лет, к моменту переезда в Петербург в 1893 году:
| …этот непривлекательный человек излучал такую внутреннюю силу, что люди быстро забывали о первом впечатлении. Поразительный эффект, который производило соединение в нём силы воли, неумолимой дисциплины, энергии, аскетизма и непоколебимой веры в дело, можно описать только затасканным словом «харизма». По словам Потресова, этот «невзрачный и грубоватый» человек, лишённый обаяния, оказывал «гипнотическое воздействие»: «Плеханова — почитали, Мартова — любили, но только за Лениным беспрекословно шли, как за единственным бесспорным вождём. Ибо только Ленин представлял собою, в особенности в России, редкостное явление человека железной воли, неукротимой энергии, сливающего фанатическую веру в движение, в дело, с неменьшей верой в себя» |

Ряд авторов склонен видеть одной из сторон ещё молодого Ленина жестокость. В качестве доказательства часто приводятся воспоминания В. В. Водовозова о позиции Ленина в отношении голода 1891—1892 годов:

Вл. Ульянов… резко и определённо выступил против кормления голодающих. Его позиция, насколько я её сейчас вспоминаю, — а запомнил я её хорошо, ибо мне приходилось не мало с ним о ней спорить, — сводилась к следующему: голод есть прямой результат определённого социального строя; пока этот строй существует, такие голодовки неизбежны; уничтожить их можно, лишь уничтожив этот строй. Будучи в этом смысле неизбежным, голод в настоящее время играет и роль прогрессивного фактора. Разрушая крестьянское хозяйство, выбрасывая мужика из деревни в город, голод создаёт пролетариат и содействует индустриализации края… Он заставит мужика задуматься над основами капиталистического строя, разобьёт веру в царя и царизм и, следовательно, в своё время облегчит победу революции.
Ричард Пайпс считает важной характеристику Ленина, сделанной Максимом Горьким, близко знавшим Ленина: «для него рабочий класс — что для кузнеца руда»; на «барскую» жестокость Ленина Горький обращал внимание в книге «Несвоевременные мысли», но при этом не разрывал с Лениным дружеских отношений.
Подобные мнения опровергает А. А. Беляков:

Владимир Ильич не меньше других революционеров страдал, мучился, ужасался, наблюдая кошмарные картины гибели людей и слушая рассказы очевидцев о том, что совершается в далёких, заброшенных деревнях, куда не доходила помощь и где вымирали почти все жители. (…) Везде и всюду Владимир Ильич утверждал только одно, что в помощи голодающим не только революционеры, но и радикалы не должны выступать вместе с полицией, губернаторами, вместе с правительством — единственным виновником голода и «всероссийского разорения», а против кормления голодающих никогда не высказывался, да и не мог высказаться.
Сам Ленин высказывался по этому вопросу вполне однозначно, не подвергая сомнению необходимость «самой широкой помощи голодающим».
В мае 1895 года Ульянов выехал за границу, где встретился в Швейцарии с Плехановым, в Германии — с В. Либкнехтом, во Франции — с П. Лафаргом и другими деятелями международного рабочего движения, а по возвращении в Петербург в 1895 году вместе с Ю. О. Мартовым и другими молодыми революционерами, включая будущую жену Надежду Крупскую, объединил разрозненные марксистские кружки в «Союз борьбы за освобождение рабочего класса». Под влиянием Плеханова Ленин частично отступил от своей доктрины, провозглашающей царскую Россию «капиталистической» страной, объявив её страной «полуфеодальной». Ближайшей целью для него становится свержение самодержавия, теперь в союзе с «либеральной буржуазией». «Союз борьбы» вёл активную пропагандистскую деятельность среди рабочих, им было выпущено более 70 листовок. В декабре 1895 года, как и многие другие члены «Союза», Ульянов был арестован, более года содержался в тюрьме и в 1897 году выслан на 3 года в село Шушенское Минусинского округа Енисейской губернии.
С тем, чтобы «гражданская» жена Ленина, Н. К. Крупская, могла последовать за ним в ссылку, ему пришлось в июле 1898 года зарегистрировать свой брак с ней. Так как в России того времени признавались только церковные браки, Ленину, на тот момент уже бывшему атеистом, пришлось обвенчаться в церкви, официально обозначив себя как православного. Изначально ни Владимир Ильич, ни Надежда Константиновна не собирались оформлять свой брак церковным путём, но через самое короткое время пришёл приказ полицмейстера: или венчаться, или Надежда Константиновна должна покинуть Шушенское и следовать в Уфу, по месту ссылки. «Пришлось проделать всю эту комедию», — говорила позже Крупская. Ульянов в письме к матери от 10 мая 1898 года так обрисовывает сложившееся положение: «Н. К., как ты знаешь, поставили трагикомическое условие: если не вступит немедленно (sic!) в брак, то назад в Уфу. Я вовсе не расположен допускать сие, и потому мы уже начали „хлопоты“ (главным образом прошения о выдаче документов, без которых нельзя венчать), чтобы успеть обвенчаться до поста (до петровок): позволительно всё же надеяться, что строгое начальство найдёт это достаточно „немедленным“ вступлением в брак». Наконец, в начале июля документы были получены, и можно было идти в церковь. Но случилось так, что не оказалось ни поручителей, ни шаферов, ни обручальных колец, без которых свадебная церемония немыслима. Исправник категорически запретил приезд на бракосочетание ссыльным Кржижановским и Старковым. Конечно, можно было бы опять начать хлопоты, но Владимир Ильич решил не ждать. Поручителями и шаферами он пригласил знакомых шушенских крестьян: писаря Степана Николаевича Журавлёва, лавочника Иоанникия Ивановича Завёрткина, Симона Афанасьевича Ермолаева и др. А один из ссыльных, Оскар Александрович Энгберг, изготовил жениху и невесте обручальные кольца из медного пятака.
10 июля 1898 года в местной церкви священник Иоанн Орестов совершил таинство венчания. Запись в церковной метрической книге села Шушенского свидетельствует, что административно-ссыльные православные В. И. Ульянов и Н. К. Крупская венчались первым браком.
В ссылке он написал по собранному материалу книгу «Развитие капитализма в России», направленную против «легального марксизма» и народнических теорий. Во время ссылки было написано свыше 30 работ, налажена связь с социал-демократами Петербурга, Москвы, Нижнего Новгорода, Воронежа и других городов. К концу 1890-х годов под псевдонимом «К. Тулин» В. И. Ульянов приобрёл известность в марксистских кругах. В ссылке Ульянов консультировал по юридическим вопросам местных крестьян, составлял за них юридические документы.

### Первая эмиграция (1900—1905)

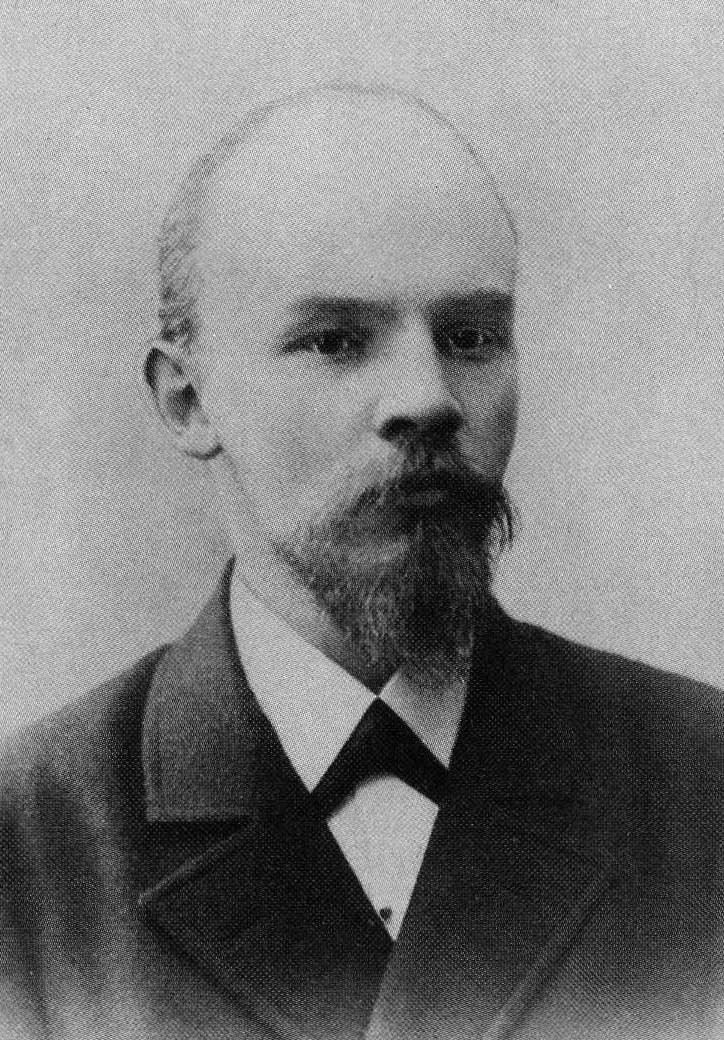
В. И. Ленин, Москва, 1900 год

В 1898 году в Минске в отсутствие лидеров Петербургского Союза борьбы состоялся I съезд РСДРП в количестве 9 человек, который учредил Российскую социал-демократическую рабочую партию, приняв Манифест. Все члены избранного съездом ЦК и большинство делегатов были тут же арестованы, многие представленные на съезде организации были разгромлены полицией. Находившиеся в сибирской ссылке руководители «Союза борьбы» решили объединить разбросанные по стране многочисленные социал-демократические организации и марксистские кружки с помощью газеты.
После окончания ссылки в феврале 1900 года Ленин, Мартов и А. Н. Потресов объезжают российские города, устанавливая связи с местными организациями. 26 февраля 1900 года Ульянов прибывает во Псков, где ему разрешено проживать после ссылки. В апреле 1900 года во Пскове состоялось организационное совещание по созданию общероссийской рабочей газеты «Искра», в котором приняли участие В. И. Ульянов-Ленин, С. И. Радченко, П. Б. Струве, М. И. Туган-Барановский, Л. Мартов, А. Н. Потресов, А. М. Стопани. В апреле 1900 года Ленин нелегально из Пскова совершает однодневную поездку в Ригу. На переговорах с латышскими социал-демократами рассматривались вопросы по транспортировке газеты «Искра» из-за границы в Россию через порты Латвии. В начале мая 1900 года Владимир Ульянов получил во Пскове заграничный паспорт. 19 мая он выезжает в Петербург, а 21 мая там его задерживает полиция. Был также тщательно досмотрен и багаж, отправленный Ульяновым из Пскова в Подольск. После досмотра багажа начальник Московского охранного отделения С. В. Зубатов направляет телеграмму в Петербург начальнику особого отделения департамента полиции Л. А. Ратаеву: «Груз оказался библиотекой и тенденциозными рукописями, вскрыт в порядке Устава Российских железных дорог, как отправленный незапломбированным. По рассмотрении жандармской полицией и экспертизы отделения будет отправлен по назначению. Зубатов». Операция по аресту социал-демократа окончилась провалом. Как опытный конспиратор, В. И. Ленин не дал псковской полиции поводов против себя. В донесениях филёров и в сведениях Псковского жандармского управления о В. И. Ульянове отмечается, что «за время проживания в Пскове до выезда за границу ни в чём предосудительном не замечен». Хорошим прикрытием служила Ленину и работа в статистическом бюро Псковского губернского земства, его участие в составлении программы оценочно-статистического обследования губернии. Кроме незаконного посещения столицы предъявить Ульянову было нечего. Через десять дней он был отпущен.
В июне 1900 года Владимир Ульянов вместе со своей матерью М. А. Ульяновой и старшей сестрой Анной Ульяновой приезжает в Уфу, где находилась в ссылке его жена Н. К. Крупская.
29 июля 1900 года Ленин на средства матери выезжает в Швейцарию, где проводит с Плехановым переговоры об издании газеты и теоретического журнала. В редколлегию газеты «Искра» (позже появился и журнал — «Заря»), вошли три представителя эмигрантской группы «Освобождение труда» — Плеханов, П. Б. Аксельрод и В. И. Засулич и три представителя «Союза борьбы» — Ленин, Мартов и Потресов. В среднем тираж газеты составлял 8000 экземпляров, а некоторых номеров — до 10 000 экземпляров. Распространению газеты способствовало создание сети подпольных организаций на территории Российской империи. Редакция «Искры» обосновалась в Мюнхене, но Плеханов остался в Женеве. Аксельрод по-прежнему жил в Цюрихе. Мартов ещё не прибыл из России. Не приехала и Засулич. Прожив в Мюнхене короткое время, надолго покинул его и Потресов. Основную работу в Мюнхене по организации выпуска «Искры» проводит Ульянов. Первый номер «Искры» поступает из типографии 24 декабря 1900 года. 1 апреля 1901 года, отбыв уфимскую ссылку, в Мюнхен прибывает Н. К. Крупская и приступает к работе в редакции «Искры».
В декабре 1901 года в журнале «Заря» публикуется статья под заглавием «Гг. „критики“ в аграрном вопросе. Очерк первый» — первая работа, которую Владимир Ульянов подписал псевдонимом «Н. Ленин».
В период 1900—1902 годов Ленин под влиянием наступившего в то время общего кризиса революционного движения пришёл к выводу о том, что предоставленный сам себе революционный пролетариат вскоре откажется от борьбы с самодержавием, ограничившись лишь одними экономическими требованиями.
В 1902 году в работе «Что делать? Наболевшие вопросы нашего движения» Ленин выступил с собственной концепцией партии, которую он видел централизованной боевой организацией («партия нового типа»). В этой статье он пишет: «Дайте нам организацию революционеров, и мы перевернём Россию!». В данной работе Ленин впервые сформулировал свои доктрины «демократического централизма» (строгой иерархической организации партии революционеров) и «привнесения сознания».
Согласно новой на тот момент доктрине «привнесения сознания», предполагалось, что промышленный пролетариат сам по себе не революционен и склонен лишь к экономическим требованиям («тред-юнионизм»), необходимая «сознательность» должна была быть «привнесена» извне партией профессиональных революционеров, которая в таком случае стала бы «авангардом».
Заграничная агентура царской разведки напала на след газеты «Искра» в Мюнхене. Поэтому в апреле 1902 года редакция газеты переехала из Мюнхена в Лондон. Вместе с Лениным и Крупской в Лондон переезжают Мартов и Засулич. С апреля 1902 по апрель 1903 года В. И. Ленин вместе с Н. К. Крупской жил в Лондоне, под фамилией Рихтер, сначала в меблированных комнатах, а затем в снятых двух небольших комнатках в доме неподалёку от Британского музея, в библиотеке которого Владимир Ильич часто работал. В конце апреля 1903 года Ленин с женой переезжают из Лондона в Женеву в связи с переводом туда издания газеты «Искра». В Женеве они проживали до 1905 года.

#### Участие в работе II съезда РСДРП (1903)
С 17 июля по 10 августа 1903 года в Лондоне проходил II съезд РСДРП. Ленин принимал активное участие в подготовке съезда не только своими статьями в «Искре» и «Заре»; ещё с лета 1901 года вместе с Плехановым он работал над проектом программы партии, подготовил проект устава. Программа состояла из двух частей — программы-минимум и программы-максимум; первая предполагала свержение царизма и установление демократической республики, уничтожение остатков крепостничества в деревне, в частности возвращение крестьянам земель, отрезанных у них помещиками при отмене крепостного права (так называемых «отрезков»), введение восьмичасового рабочего дня, признание права наций на самоопределение и установление равноправия наций; программа-максимум определяла конечную цель партии — построение социалистического общества и условия достижения этой цели — социалистическую революцию и диктатуру пролетариата.
На самом съезде Ленин был избран в бюро, работал в программной, организационной и мандатной комиссиях, председательствовал на ряде заседаний и выступал почти по всем вопросам повестки дня.
К участию в съезде были приглашены как организации, солидарные с «Искрой» (и называвшиеся «искровскими»), так и не разделявшие её позицию. В ходе обсуждения программы возникла полемика между сторонниками «Искры» с одной стороны и «экономистами» (для которых оказалось неприемлемым положение о диктатуре пролетариата) и Бундом (по национальному вопросу внутри партии) — с другой; в результате 2 «экономиста», а позже и 5 бундовцев покинули съезд.
Но обсуждение устава партии, 1-го пункта, определявшего понятие члена партии, обнаружило разногласия и среди самих искровцев, разделившихся на «твёрдых» (сторонников Ленина) и «мягких» (сторонников Мартова). После съезда Ленин писал:

В моём проекте это определение было таково: «Членом Российской социал-демократической рабочей партии считается всякий, признающий её программу и поддерживающий партию как материальными средствами, так и личным участием в одной из партийных организаций». Мартов же вместо подчёркнутых слов предлагал сказать: работой под контролем и руководством одной из партийных организаций… Мы доказывали, что необходимо сузить понятие члена партии для отделения работающих от болтающих, для устранения организационного хаоса, для устранения такого безобразия и такой нелепости, чтобы могли быть организации, состоящие из членов партии, но не являющиеся партийными организациями, и т. д. Мартов стоял за расширение партии и говорил о широком классовом движении, требующем широкой — расплывчатой организации и т. д.… «Под контролем и руководством», — говорил я, — означают на деле не больше и не меньше, как: без всякого контроля и без всякого руководства.
Противники Ленина усматривали в его формулировке попытку создать не партию рабочего класса, а секту заговорщиков. Предложенная Мартовым формулировка 1-го пункта устава была поддержана 28 голосами против 22 при одном воздержавшемся. При выборах в Центральный Комитет РСДРП, после ухода бундовцев и экономистов, группа Ленина получила большинство. Это случайное обстоятельство, как показали дальнейшие события, навсегда разделило партию на «большевиков» и «меньшевиков».
Член ЦК РСДРП Рафаил Абрамо́вич (в партии с 1899 года) в январе 1958 года вспоминал:

Конечно, я тогда ещё был совсем молодой человек, но через четыре года я уже был членом Центрального Комитета, и затем в этом Центральном Комитете, не только с Лениным и с другими старыми большевиками, но и с Троцким, со всеми ними мы были в одном Центральном Комитете. Тогда ещё жили Плеханов, Аксельрод, Вера Засулич, Лев Дейч и целый ряд других старых революционеров. Вот мы все вместе работали до 1903 года. В 1903 году, на Втором Съезде, наши линии разошлись. Ленин и некоторые его друзья настаивали на том, что нужно действовать методами диктатуры внутри партии и вне партии. <…> Ленин всегда поддерживал фикцию коллективного руководства, но и тогда он был хозяином в партии. Он был фактическим её хозяином, его так и называли — «хозяин».

#### Раскол РСДРП
По другой версии, причиной раскола были выборы редакции «Искры». Спорные вопросы разделили редколлегию из шести человек на две равные части и решения не принимались. Ещё задолго до съезда Ленин пытался решить проблему, предложив ввести в редколлегию Л. Д. Троцкого в качестве седьмого члена; но предложение, поддержанное даже Аксельродом и Засулич, было решительно отвергнуто Плехановым. Съезду — в тот момент, когда сторонники Ленина уже составляли большинство, — была предложена редколлегия в составе Плеханова, Мартова и Ленина. «Политическим руководителем „Искры“, — свидетельствует Троцкий, — был Ленин. Главной публицистической силой газеты был Мартов». И тем не менее, удаление из редакции пусть и мало работающих, но уважаемых и заслуженных «стариков», Мартов и Троцкий посчитали неоправданной жестокостью.
После съезда обнаружилось, что съездовское меньшинство имеет за собой поддержку большинства членов партии. Съездовское большинство осталось без печатного органа, что мешало ему не только пропагандировать свои взгляды, но и отвечать на резкую критику оппонентов, — и только в декабре 1904 года была создана газета «Вперёд», ненадолго ставшая печатным органом ленинцев.
Положение, сложившееся в партии, побуждало Ленина в письмах в Центральный Комитет (в ноябре 1903 года) и Совет партии (в январе 1904 года) настаивать на созыве партийного съезда. Не найдя поддержки со стороны оппозиции, фракция большевиков в конце концов взяла инициативу на себя. До 1905 года Ленин не использовал термины «большевики» и «меньшевики». Например, цитируя П. Струве из «Освобождения», № 57 в ноябре 1904 года, приводит его «большевисты» и «меньшевисты» и от себя «меньшинство». Термин «большевики» был использован в декабре 1904 года в «Письме к товарищам (К выходу органа партийного большинства)», а «меньшевики» — в первом выпуске газеты «Вперёд» 22 декабря 1904 года. На открывшийся в Лондоне 12 апреля 1905 года III съезд РСДРП были приглашены все организации, но меньшевики от участия в нём отказались, объявили съезд незаконным и созвали в Женеве собственную конференцию, — раскол партии таким образом был оформлен.

### Первая русская революция (1905—1907)

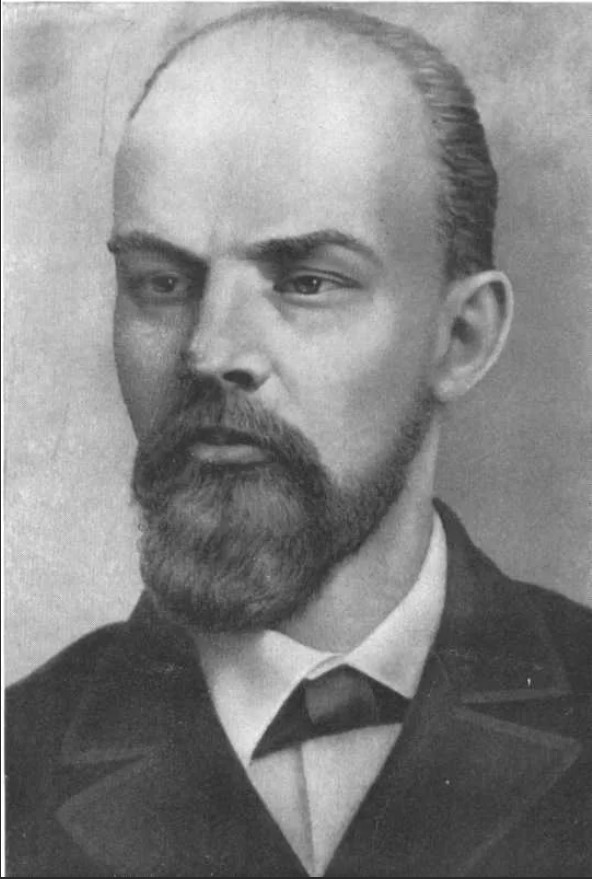

Уже в конце 1904 года, на фоне нарастающего стачечного движения, между фракциями «большинства» и «меньшинства», помимо организационных, обнаружились разногласия по политическим вопросам.
Революция 1905—1907 годов застала Ленина за границей, в Швейцарии.
На III съезде РСДРП, проходившем в Лондоне в апреле 1905 года, Ленин подчёркивал, что главная задача происходящей революции — покончить с самодержавием и остатками крепостничества в России.
При первой же возможности, в начале ноября 1905 года, Ленин нелегально, под чужой фамилией, прибыл в Санкт-Петербург и возглавил работу избранного съездом Центрального и Петербургского комитетов большевиков; большое внимание уделял руководству газетой «Новая жизнь». Под руководством Ленина партия готовила вооружённое восстание. В это же время Ленин пишет книгу «Две тактики социал-демократии в демократической революции», в которой указывает на необходимость гегемонии пролетариата и вооружённого восстания. В борьбе за привлечение на свою сторону крестьянства (которая активно велась с эсерами) Ленин пишет брошюру «К деревенской бедноте». В декабре 1905 года в Таммерфорсе проходила I конференция РСДРП, где впервые лично встретились В. И. Ленин и И. В. Сталин, знакомые до этого по переписке с 1903 года.
Весной 1906 года Ленин переехал в Финляндию. Жил он вместе с Крупской и её матерью в Куоккале (Репино (Санкт-Петербург)) на вилле «Вааса» Эмиля Эдварда Энгестрёма, временами заезжая в Гельсингфорс. В конце апреля 1906 года перед поездкой в Стокгольм он под фамилией Вебер останавливался в Гельсингфорсе на две недели в съёмной квартире на первом этаже дома по адресу: Вуоримиехенкату, 35. В Стокгольм на партийный съезд Ленин прибыл 23 апреля 1906 года под именем «Иван Фёдорович Петров» (Ivan Fedorowitsch Petroff). Два месяца спустя он провёл несколько недель в Сейвясте (п. Озерки, к западу от Куоккалы) у Книповичей. В июле 1906 года руководил изданием ежедневной легальной социал-демократической большевистской газеты «Э́хо», издававшаяся на русском языке в Санкт-Петербурге.
В декабре (не позднее 14 числа) 1907 года Ленин пароходом снова прибывает в Стокгольм.
По мнению Ленина, несмотря на поражение декабрьского вооружённого восстания, большевики использовали все революционные возможности, они первыми вступили на путь восстания и последними покинули его, когда этот путь стал невозможен.

### Роль в Революционном терроре начала XX века

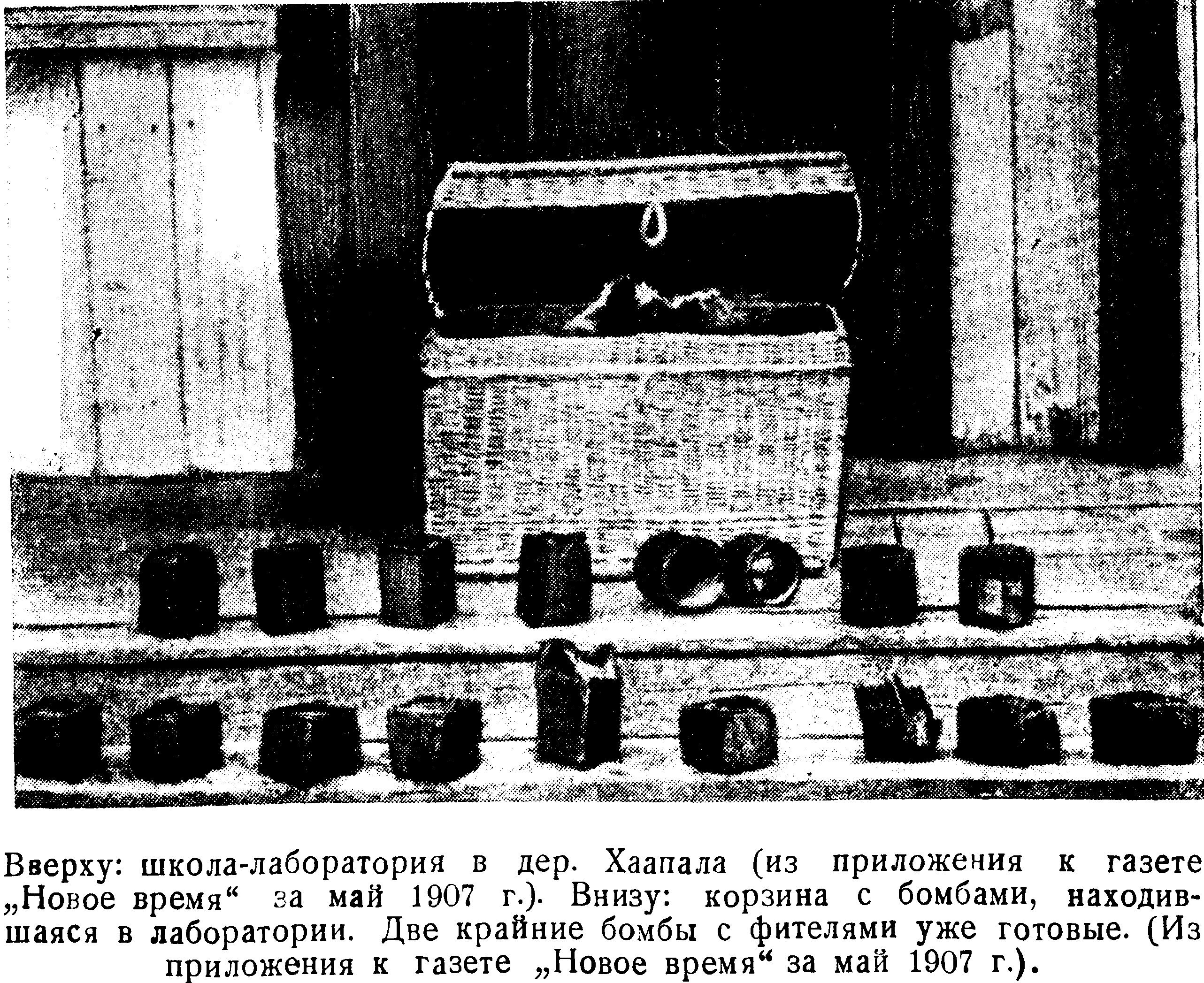
Корзина с бомбами, находившаяся в большевистской школе-лаборатории в деревне Хаапала. 1907

Ещё в 1901 году Ленин писал: «Принципиально мы никогда не отказывались и не можем отказаться от террора. Это — одно из военных действий, которое может быть вполне пригодно и даже необходимо в известный момент сражения, при известном состоянии войска и при известных условиях».
В годы революции 1905—1907 годов в России наблюдался пик революционного терроризма, страну захлестнула волна насилия: политических и уголовных убийств, грабежей, экспроприаций и вымогательств. В условиях соперничества в экстремистской революционной деятельности с партией эсеров, «славившихся» деятельностью своей Боевой организации, после некоторых колебаний (его видение вопроса много раз менялось в зависимости от текущей конъюнктуры) лидер большевиков Ленин выработал свою позицию в отношении террора. Как отмечает исследователь проблемы революционного терроризма историк Анна Гейфман, ленинские протесты против терроризма, сформулированные до 1905 года и направленные против эсеров, находятся в резком противоречии с ленинской же практической политикой, выработанной им после начала русской революции «в свете новых задач дня» в интересах своей партии. Ленин призывал к «наиболее радикальным средствам и мерам как к наиболее целесообразным», для чего лидер большевиков предлагал создавать «отряды революционной армии… всяких размеров, начиная с двух-трёх человек, [которые] должны вооружаться сами, кто чем может (ружьё, револьвер, бомба, нож, кастет, палка, тряпка с керосином для поджога…)», и делает вывод, что эти отряды большевиков по сути ничем не отличались от террористических «боевых бригад» воинственных эсеров.
Ленин, в изменившихся условиях, уже был готов идти даже дальше эсеров и шёл даже на явное противоречие с научным учением Маркса ради способствования террористической деятельности своих сторонников, утверждая, что боевые отряды должны использовать любую возможность для активной работы, не откладывая своих действий до начала всеобщего восстания.
По мнению Гейфман, Ленин по существу отдавал приказ о подготовке террористических актов, которые он раньше сам же и осуждал, призывая своих сторонников совершать нападения на городовых и прочих государственных служащих, осенью 1905 года открыто призывал совершать убийства полицейских и жандармов, черносотенцев и казаков, взрывать полицейские участки, обливать солдат кипятком, а полицейских — серной кислотой.
Позже, не удовлетворённый недостаточным по его мнению уровнем террористической активности своей партии, Ленин жаловался санкт-петербургскому комитету:
Я с ужасом, ей-богу с ужасом вижу, что [революционеры] о бомбах говорят больше полгода и ни одной не сделали.
Стремясь к немедленным террористическим действиям, Ленину даже приходилось защищать методы террора перед лицом своих же товарищей-социал-демократов:
 Когда я вижу социал-демократов, горделиво и самодовольно заявляющих: «Мы не анархисты, не воры, не грабители, мы выше этого, мы отвергаем партизанскую войну», — тогда я спрашиваю себя: понимают ли эти люди, что они говорят?
Как свидетельствует одна из ближайших коллег Ленина, Елена Стасова, лидер большевиков, сформулировав свою новую тактику, стал настаивать на немедленном приведении её в жизнь и превратился в «ярого сторонника террора». Наибольшую озабоченность террором в этот период проявляли большевики, чей лидер Ленин 25 октября 1906 года писал, что большевики вовсе не возражают против политических убийств, только индивидуальный террор должен сочетаться с массовыми движениями.
Кроме лиц, специализирующихся на политических убийствах во имя революции, в каждой из социал-демократических организаций существовали люди, занимавшиеся вооружёнными грабежами, вымогательствами и конфискацией частной и государственной собственности. Официально лидерами социал-демократических организаций такие действия никогда не поощрялись, за исключением большевиков, чей лидер Ленин публично объявил грабёж допустимым средством революционной борьбы. Большевики были единственной социал-демократической организацией в России, прибегавшей к экспроприациям (т. н. «эксам») организованно и систематически.
Ленин не ограничивался лозунгами или просто признанием участия большевиков в боевой деятельности. Уже в октябре 1905 года он заявил о необходимости конфисковывать государственные средства и скоро стал прибегать к «эксам» на практике. Вместе с двумя своими тогдашними ближайшими соратниками, Александром Богдановым и Леонидом Красиным, он тайно организовал внутри Центрального комитета РСДРП (в котором преобладали меньшевики) небольшую группу, ставшую известной под названием «Большевистский центр», специально для добывания денег для ленинской фракции. На практике это означало, что «Большевистский центр» был подпольным органом внутри партии, организующим и контролирующим экспроприации и различные формы вымогательства.
Действия боевиков большевиков не остались незамеченными для руководства РСДРП. Мартов предложил исключить большевиков из партии за совершаемые ими незаконные экспроприации. Плеханов призывал бороться с «большевистским бакунинизмом», многие члены партии считали «Ленина и Ко» обычными жуликами, а Фёдор Дан называл большевистских членов ЦК РСДРП компанией уголовников. Главной целью Ленина было усиление позиции его сторонников внутри РСДРП с помощью денег и приведение определённых людей и даже целых организаций к финансовой зависимости от «Большевистского центра». Лидеры фракции меньшевиков понимали, что Ленин оперирует огромными экспроприированными суммами, субсидируя контролируемые большевиками Петербургский и Московский комитеты, выдавая первому по тысяче рублей в месяц и второму — по пятьсот. В это же самое время относительно малая часть доходов от большевистских грабежей попадала в общепартийную кассу, и меньшевики были возмущены тем, что им не удавалось заставить «Большевистский центр» делиться с Центральным комитетом РСДРП. V съезд РСДРП (май 1907 года) предоставил меньшевикам возможность яростно критиковать большевиков за их «бандитскую практику». На съезде было принято решение положить конец всякому участию социал-демократов в террористической деятельности и экспроприациях. Призывы Мартова к возрождению чистоты революционного сознания на Ленина не произвели никакого впечатления, большевистский лидер слушал их с неприкрытой иронией, а во время чтения финансового отчёта, когда докладчик упомянул о крупном пожертвовании от анонимного благодетеля, Икса, Ленин саркастически заметил: «Не от икса, а от экса».
В конце 1906 года, даже когда волна революционного экстремизма почти угасла, лидер большевиков Ленин утверждал в своём письме от 25 октября 1906 года, что большевики отнюдь не против политических убийств. Ленин, указывает историк Анна Гейфман, был готов в очередной раз изменить свои теоретические принципы, что он и сделал в декабре 1906 года: в ответ на запрос большевиков из Петрограда об официальной позиции партии в вопросе о терроре Ленин высказал своё: «в данный исторический момент террористические действия допускаются». Единственным условием Ленина было то, что в глазах общественности инициатива терактов должна исходить не от партии, а от отдельных её членов или малых большевистских групп в России. Ленин прибавил также, что он надеется убедить весь Центральный комитет в целесообразности своей позиции.
Большое число террористов осталось в России после прихода к власти большевиков и участвовало в политике «красного террора». Ряд основателей и крупных деятелей советского государства, ранее участвовавших в экстремистских акциях, продолжали свою деятельность в изменённой форме и после 1917 года.

### Вторая эмиграция (1908 — апрель 1917)

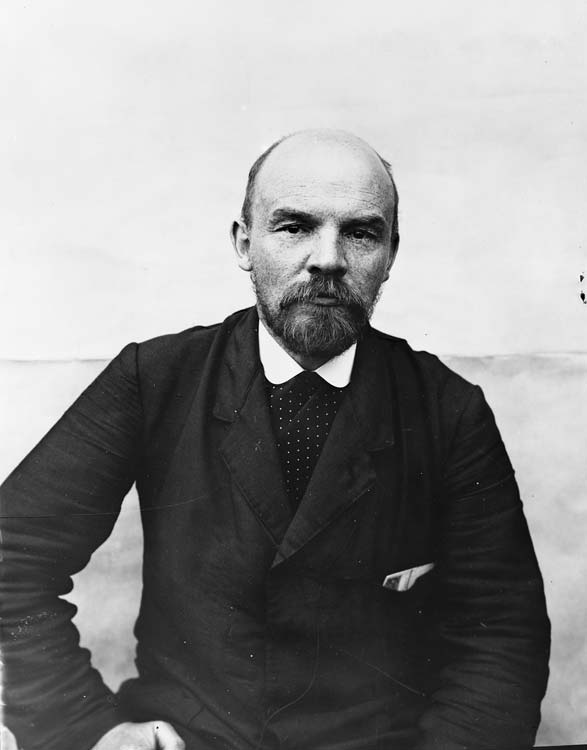
1914

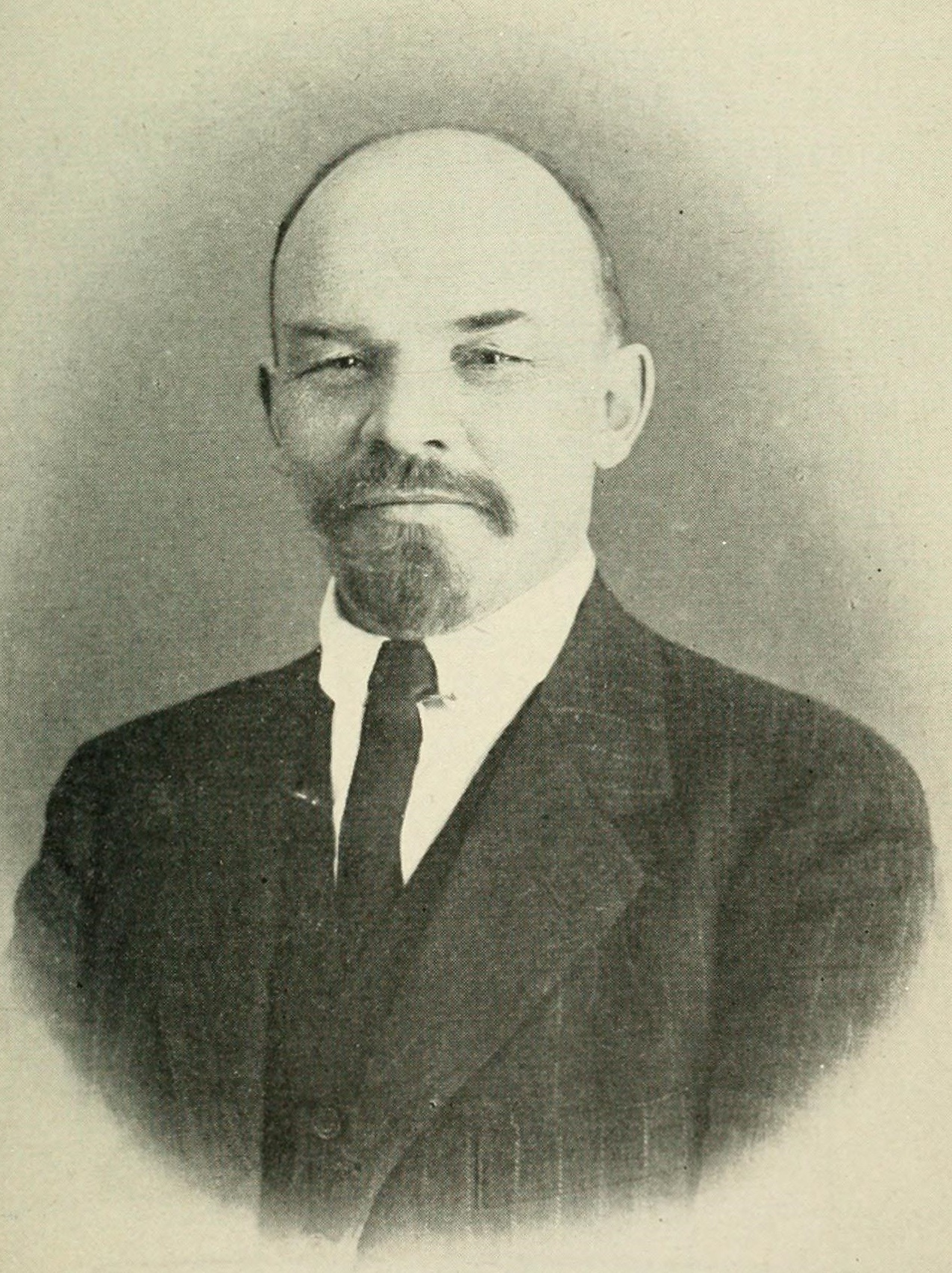
1916

Дом в Цюрихе, где жил Ленин

Памятная доска Ленину на доме в Цюрихе. Надпись гласит: «Здесь жил с 21 февраля 1916 по 2 апреля 1917 Ленин — Вождь русской революции»

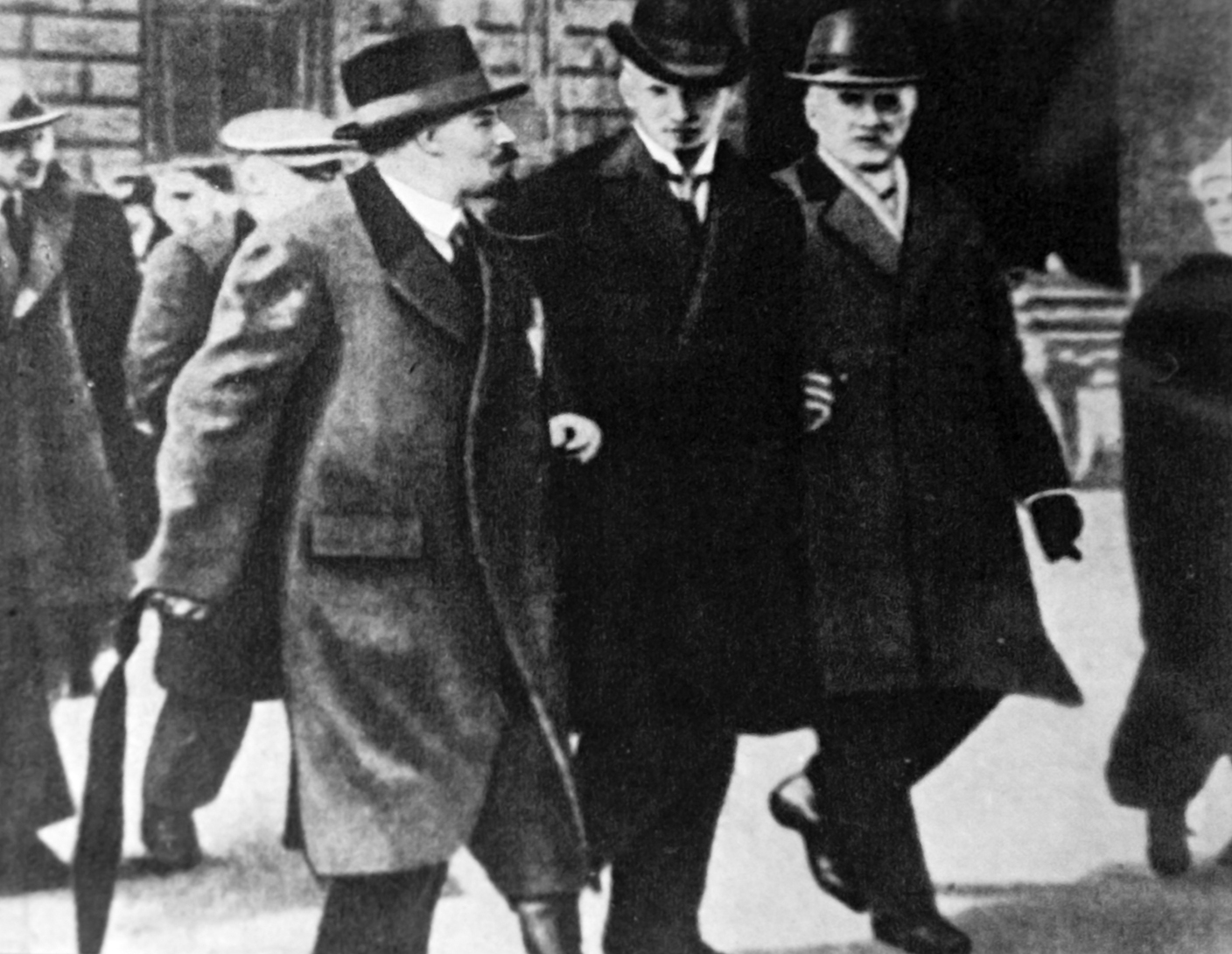
Ленин, Туре Нерман и Карл Линдхаген. Стокгольм, 1917 год

В первых числах января 1908 года Ленин вернулся в Женеву. Поражение революции 1905—1907 годов не заставило его сложить руки, он считал неизбежным повторение революционного подъёма. «Разбитые армии хорошо учатся», — позже писал об этом периоде Ленин.
В конце 1908 года Ленин, Крупская вместе с Зиновьевым и Каменевым перебираются в Париж. Здесь Ленин проживает до июня 1912 года. Здесь же происходит его первая встреча с Инессой Арманд.
Вёл борьбу с отзовистами и ультиматистами — радикальными большевиками, выступавшими против участия в работе Государственной Думы. В 1909 году опубликовал свой главный философский труд «Материализм и эмпириокритицизм». Работа была написана после того, как Ленин осознал, насколько широкую популярность в среде социал-демократов получили махизм и эмпириокритицизм. На совещании расширенной редакции газеты «Пролетарий» в июне 1909 году произошло размежевание большевиков с отзовистами, ультиматистами и махистами.
На Парижском пленуме ЦК РСДРП зимой 1910 года Ленин и его сторонники потерпели тяжёлое поражение: был закрыт полуофициальный «большевистский центр», закрыт ежемесячник «Пролетарий», находившийся под контролем Ленина. Была создана Русская коллегия, которой передавались полномочия руководства от имени ЦК на территории России, группа Ленина потеряла контроль над деньгами, полученными по «наследству Шмита».
Весной 1911 создал в Лонжюмо, пригороде Парижа, большевистскую партийную школу, читал в ней лекции. В январе 1912 года в Праге организовал большевистскую партийную конференцию, на которой был продекларирован разрыв с меньшевиками-ликвидаторами.
С декабря 1910 по апрель 1912 большевики издавали в Петербурге легальную газету «Звезда», выходившую сначала еженедельно, затем 3 раза в неделю. 5 мая 1912 года в Петербурге вышел первый номер ежедневной легальной большевистской газеты «Правда». Крайне неудовлетворённый редактированием газеты, Ленин откомандировал в Петербург Л. Б. Каменева. Он почти ежедневно писал в «Правду» статьи, посылал письма, в которых давал указания, советы, исправлял ошибки редакции. За 2 года в «Правде» было опубликовано около 270 ленинских статей и заметок. Также в эмиграции Ленин руководил деятельностью большевиков в IV Государственной Думе, являлся представителем РСДРП во II Интернационале, писал статьи по партийным и национальным вопросам, занимался изучением философии.
Когда началась Первая мировая война, Ленин жил на территории Австро-Венгрии в галицийском местечке Поронин, куда он приехал в конце 1912 года. Из-за подозрения в шпионаже в пользу российского правительства Ленин был арестован австрийскими жандармами. Для его освобождения потребовалась помощь депутата-социалиста австрийского парламента В. Адлера. 6 августа 1914 года Ленин вышел из тюрьмы.
Через 17 дней в Швейцарии Ленин принимал участие в собрании группы большевиков-эмигрантов, где он огласил свои тезисы о войне. По его мнению, начавшаяся война являлась империалистической, несправедливой с обеих сторон, чуждой интересам трудящихся воюющих государств. По воспоминаниям С. Ю. Багоцкого, после получения информации о единогласном голосовании немецких социал-демократов за военный бюджет немецкого правительства, Ленин заявил, что перестал быть социал-демократом и превратился в коммуниста.
На международных конференциях в Циммервальде (1915) и Кинтале (1916) Ленин, в соответствии с резолюцией Штутгартского конгресса и Базельским манифестом II Интернационала, отстаивал свой тезис о необходимости превращения империалистической войны в войну гражданскую и выступал с лозунгом «революционного пораженчества»: одинакового желания поражения в бессмысленной для народа, который в случае победы останется в таком же угнетённом положении, братоубийственной ради прибыли монополий и рынков сбыта империалистической войне — как собственной стране, так и её противнику, так как крах буржуазной власти создаёт революционную ситуацию и открывает возможности трудящимся защищать свои интересы, а не интересы своих угнетателей и создать более справедливый общественный строй как в своей стране, так и в стране-противнике. Военный историк С. В. Волков посчитал, что позиция Ленина в период Первой мировой войны по отношению к собственной стране наиболее точно может быть охарактеризована как «государственная измена».
В феврале 1916 года Ленин переехал из Берна в Цюрих. Здесь он закончил свою работу «Империализм, как высшая стадия капитализма (популярный очерк)», активно сотрудничал со швейцарскими социал-демократами (среди которых левый радикал Фриц Платтен), посещал все их партийные собрания. Здесь он узнал из газет о Февральской революции в России.
Ленин не ожидал революции в 1917 году. Известно его публичное заявление в январе 1917 года в Швейцарии, что он не рассчитывает дожить до грядущей революции, но что её увидит молодёжь. Состоявшуюся вскоре революцию Ленин, знавший слабость подпольных революционных сил в столице, расценил как результат «заговора англо-французских империалистов».
В апреле 1917 года германские власти при содействии Фрица Платтена позволили Ленину вместе с 35 соратниками по партии выехать на поезде из Швейцарии через Германию. Генерал Э. Людендорф утверждал, что переправка Ленина в Россию была целесообразна с военной точки зрения. Среди спутников Ленина были Крупская Н. К., Зиновьев Г. Е., Лилина З. И., Арманд И. Ф., Сокольников Г. Я., Радек К. Б. и другие. 8 апреля один из руководителей немецкой разведки в Стокгольме телеграфировал в МИД в Берлин: «Приезд Ленина в Россию успешен. Он работает совершенно так, как мы этого хотели бы».
В середине апреля 1917 года П. А. Александров, следователь чрезвычайной следственной комиссии, открыл производство уголовного дела против Ленина и большевиков. К концу октября 1917 года следствие подходило к концу; Ленину планировали предъявить обвинение по признакам «преступного деяния предусмотренного 51 [соучастие и подстрекательство], 100 [насильственное посягательство на изменение образа правления или на отторжение от России какой-либо её части] и 1 п. 108 [способствование неприятелю в военных или иных враждебных деяниях против России] ст. Уголовного уложения Российской империи». Но дело в отношении большевиков так и не было завершено из-за Октябрьской революции.

### Апрель — июнь 1917 года. «Апрельские тезисы»
Более подробно см. Борьба вокруг «Апрельских тезисов» Ленина
3 (16) апреля 1917 года Ленин приезжает в Россию. Петроградский совет, большинство в котором составляли меньшевики и эсеры, организовал ему торжественную встречу. Для встречи Ленина и последовавшей вслед за ней процессии по улицам Петрограда по данным большевиков было мобилизовано «по наряду» 7000 солдат:571.

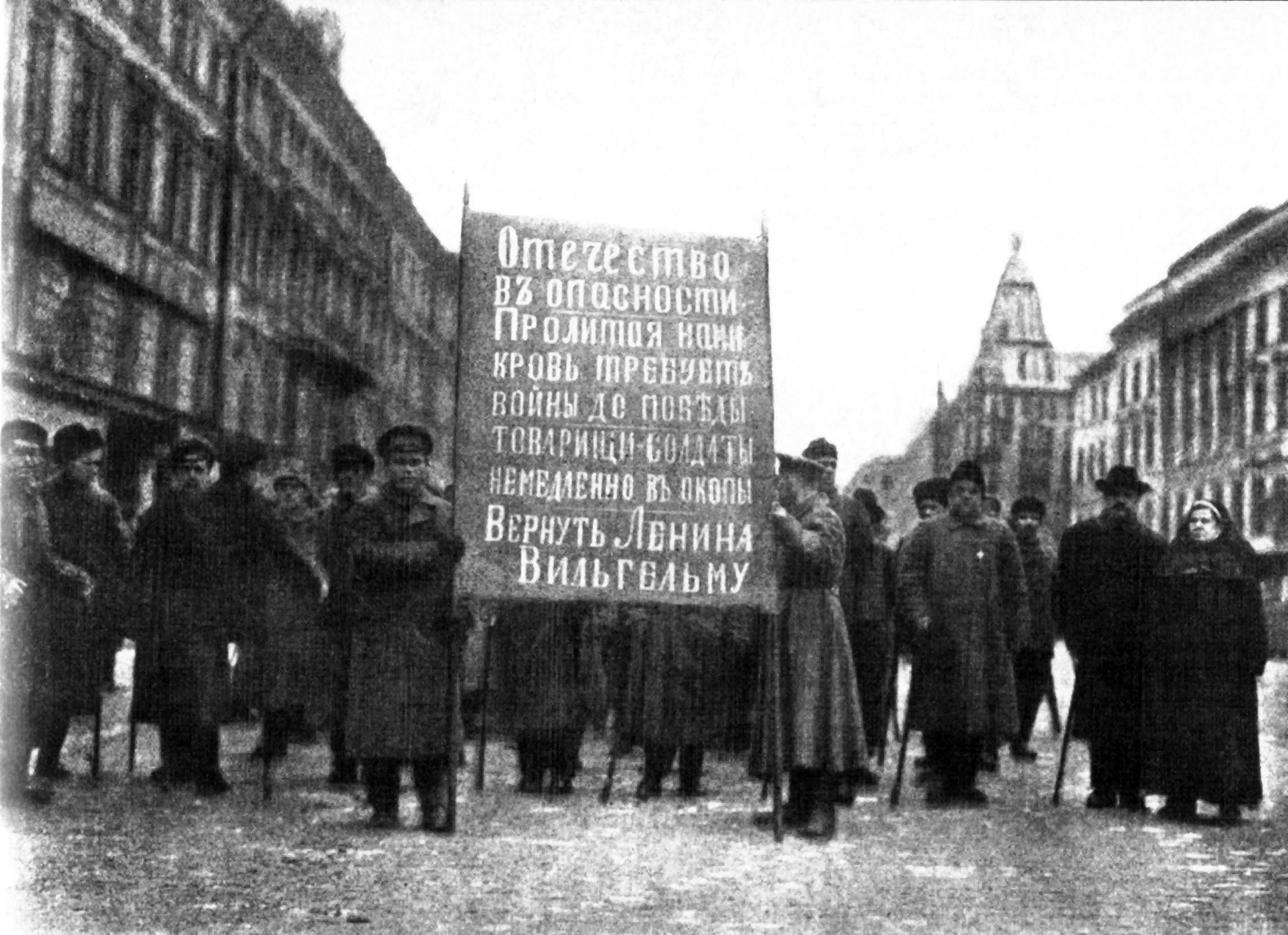
Демонстранты на улицах Петрограда, требующие вернуть Ленина Вильгельму. Апрель 1917 г.

Мемориальная доска в Актовом зале Санкт-Петербургского политехнического университета, посвящённая выступлению В. И. Ленина 17 мая 1917 года на митинге рабочих и студентов

Ленина лично встретил председатель исполкома Петросовета меньшевик Чхеидзе Н. С., от лица Совета выразивший надежду на «сплочение рядов всей демократии». Однако Ленин оценил политическую ситуацию в России как благоприятную для начала осуществления мировой пролетарской революции, первое же его выступление на Финляндском вокзале сразу после прибытия завершилось призывом к «социальной революции» и вызвало смущение даже среди ленинских сторонников:566. Матросы 2-го Балтийского экипажа, выполнявшие на Финляндском вокзале обязанности почётного караула, на следующий день выразили своё возмущение и сожаление, что им вовремя не сказали о том маршруте, которым Ленин вернулся в Россию, и утверждали, что приветствовали бы Ленина возгласами «Долой, назад в ту страну, через которую ты к нам приехал». Солдатами Волынского полка и матросами в Гельсингфорсе ставился вопрос об аресте Ленина, возмущение матросов в этом финляндском порту России выразилось даже в сбрасывании большевистских агитаторов в море. На почве поступившей информации о пути Ленина в Россию солдаты Московского полка приняли решение о разгроме редакции большевистской газеты «Правда»:572.
На следующий день, 4 апреля, Ленин выступил перед большевиками с докладом, тезисы которого были опубликованы в «Правде» лишь 7 апреля, когда Ленин и Зиновьев вошли в состав редколлегии «Правды», так как, по мнению В. М. Молотова, новые идеи вождя показались слишком радикальными даже близким соратникам. Это были знаменитые «Апрельские тезисы». В этом докладе Ленин резко выступил против настроений, господствовавших в России среди социал-демократии вообще и большевиков в частности и сводившихся к идее расширения буржуазно-демократической революции, поддержке Временного правительства и защите революционного отечества в войне, изменившей свой характер с падением самодержавия. Ленин объявил лозунги: «Никакой поддержки Временному правительству» и «вся власть — Советам»; он провозгласил курс на перерастание буржуазной революции в пролетарскую, выдвинув целью свержение буржуазии и переход власти к Советам и пролетариату с последующей ликвидацией армии, полиции и чиновничества. Наконец, он потребовал широкой антивоенной пропаганды, поскольку, согласно его мнению, война со стороны Временного правительства продолжала носить империалистический и «грабительский» характер.
В марте 1917 года, вплоть до приезда Ленина из эмиграции, в РСДРП(б) господствовали умеренные настроения. Сталин даже заявил в марте, что «объединение [с меньшевиками] возможно по линии Циммервальда — Кинталя». 6 апреля ЦК вынес по «Тезисам» отрицательную резолюцию, а редакционный совет «Правды» первоначально отказался печатать их якобы из-за механической поломки. 7 апреля «Тезисы» всё же появились с комментарием Каменева Л. Б., гласившим, что «схема Ленина» является «неприемлемой».
Тем не менее в течение буквально трёх недель Ленину удаётся добиться от своей партии принятия «Тезисов». Одним из первых заявляет об их поддержке Сталин И. В. (11 апреля). По выражению Троцкого Л. Д., «партия оказалась застигнута врасплох Лениным не менее, чем Февральским переворотом… прений не было, все были ошеломлены, никому не хотелось подставлять себя под удары этого неистового вождя». Точку на колебаниях большевиков поставила апрельская партконференция 1917 года (22-29 апреля), окончательно принявшая «Тезисы».
Своё личное впечатление от «Тезисов» описал Суханов Н. Н.:

…Это было в общем довольно однообразно и тягуче. Но по временам проскальзывали очень любопытные для меня характерные штрихи большевистского «быта», специфических приёмов большевистской партийной работы. И обнаруживалось с полной наглядностью, что вся большевистская работа держалась железными рамками заграничного духовного центра, без которого партийные работники чувствовали бы себя вполне беспомощными, которым они вместе с тем гордились, которому лучшие из них чувствовали себя преданными слугами, как рыцари — Святому Граалю…И поднялся с ответом сам прославляемый великий магистр ордена. Мне не забыть этой громоподобной речи, потрясшей и изумившей не одного меня, случайно забрёдшего еретика, но и всех правоверных. Я утверждаю, что никто не ожидал ничего подобного. Казалось, из своих логовищ поднялись все стихии, и дух всесокрушения, не ведая ни преград, ни сомнений, ни людских трудностей, ни людских расчётов, носится по зале Кшесинской над головами зачарованных учеников…
После Ленина, кажется, уже никто не выступал. Во всяком случае, никто не возражал, не оспаривал, и никаких прений по докладу не возникло… Я вышел на улицу. Ощущение было такое, будто бы в эту ночь меня колотили по голове цепами….— Суханов Н. Н. Записки о революции.
С апреля по июль 1917 года Ленин написал более 170 статей, брошюр, проектов резолюций большевистских конференций и ЦК партии, воззваний.
Меньшевистская «Рабочая газета» оценила приезд Ленина как появление «опасности с левого фланга», газета «Речь» — официоз министра иностранных дел П. Н. Милюкова — по словам историка русской революции С. П. Мельгунова, отозвалась в положительном ключе о прибытии Ленина, и о том, что теперь не только Плеханов будет вести борьбу за идеи социалистических партий:566.

### Июнь — октябрь 1917 года

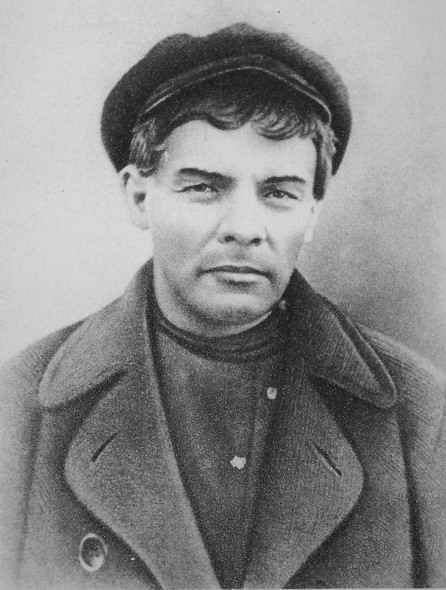
Ленин в гриме во время последнего подполья. Карточка на удостоверении на имя рабочего К. П. Иванова, по которому Ленин жил нелегально после июльских дней 1917 г.

Пропуск на Сестрорецкий оружейный завод на имя К. П. Иванова

В Петрограде с 3 по 24 июня 1917 года проходил I Всероссийский съезд Советов рабочих и солдатских депутатов, на котором выступал Ленин. В своём выступлении 4 июня он заявил, что в тот момент, по его мнению, Советы могли получить всю власть в стране мирным путём и использовать её для решения основных вопросов революции: дать трудящимся мир, хлеб, землю и побороть хозяйственную разруху. Также Ленин утверждал, что большевики готовы немедленно взять власть в стране.
Спустя месяц петроградские большевики оказались вовлечёнными в антиправительственные выступления 3—4 июля 1917 года под лозунгами передачи власти Советам и переговоров с Германией о заключении мира. Возглавленная большевиками вооружённая демонстрация переросла в перестрелки, в том числе с верными Временному правительству войсками. Большевики были обвинены в организации «вооружённого выступления против государственной власти» (впоследствии большевистское руководство отрицало свою причастность к подготовке этих событий). Кроме того, были преданы огласке предоставленные контрразведкой материалы дела о связях большевиков с Германией (см. Вопрос о финансировании большевиков Германией).
7 июля Временное правительство отдало приказ об аресте Ленина и ряда видных большевиков по обвинению в государственной измене и организации вооружённого восстания. Ленин вновь ушёл в подполье. В Петрограде ему пришлось сменить 17 конспиративных квартир, после чего до 8 августа он вместе с Зиновьевым скрывался недалеко от Петрограда — в шалаше на озере Разлив. В августе на паровозе H2-293 он скрылся на территории Великого княжества Финляндского, где проживал до начала октября в Ялкале, Гельсингфорсе и Выборге. Вскоре расследование по делу Ленина было прекращено из-за отсутствия доказательств.
Находившийся в Финляндии Ленин не смог присутствовать на VI съезде РСДРП(б), полулегально прошедшем в августе 1917 года в Петрограде. Съезд одобрил решение о неявке Ленина в суд Временного правительства и заочно избрал его одним из своих почётных председателей. В этот период Ленин пишет одну из своих фундаментальных работ — книгу «Государство и революция».
10 августа в сопровождении депутата Финляндского сейма Карла Вийка Ленин переехал со станции Мальм в Гельсингфорс. Здесь он проживает в квартире финского социал-демократа Густава Ровио (Хагнесская пл. д. 1 кв. 22), а затем на квартире финских рабочих А. Усениуса (ул. Фрадрикинкату, 64) и Б. Влумквиста (ул. Тэленкату, 46). Связь идёт через Г. Ровио, писателя Кёсси Ахмалу, работавшего почтальоном на ж. д., машиниста паровоза № 293 Гуго Ялаву, Н. К. Крупскую, М. И. Ульянову, А. В. Шотмана. Дважды по удостоверению сестрорецкой работницы Агафьи Атамановой к Ленину приезжает Н. К. Крупская. Во второй половине сентября Ленин переезжает в Выборг (квартира главного редактора финской рабочей газеты «Тюё» (Труд) Эверта Хуттунена (ул. Вилккеенкату 17 — в 2000-е годы ул. Тургенева, 8), затем селится у журналиста Юхо Латукки под Выборгом (в рабочем посёлке Таликкала, в доме на улице Алексантеринкату — ныне Выборг, ул. Рубежная 15). 7 октября в сопровождении Эйно Рахьи Ленин покинул Выборг, чтобы перебраться в Петроград. До Райволы ехали в пригородном поезде, а затем Ленин перебрался в будку паровоза № 293 к машинисту Гуго Ялаве. Сошли на станции Удельная, пешком до Сердобольской 1/92 кв. 20 к М. В. Фофановой, откуда Ленин в ночь на 25 октября ушёл в Смольный.

### Октябрьская революция 1917 года

В. И. Ленин произносит речь на митинге

7 октября 1917 года Ленин нелегально прибыл из Выборга в Петроград. 24 октября 1917 года после 6 часов вечера Ленин покинул конспиративную квартиру Маргариты Фофановой по адресу Сердобольская улица, дом 1, квартира 41, оставив записку: «…Ушёл туда, куда вы не хотели, чтобы я уходил. До свидания. Ильич». В целях конспирации Ленин меняет внешний вид: сбривает бороду и усы, надевает старое пальто и кепку, повязывает щёку платком. Ленин в сопровождении Эйно Рахьи направляется к Сампсониевскому проспекту, на трамвае доезжает до Боткинской ул., проходит Литейный мост, сворачивает на Шпалерную, по дороге дважды останавливается юнкерами и наконец приходит в Смольный (Леонтьевская ул., д. 1). Прибыв в Смольный, он приступает к руководству восстанием, непосредственным организатором которого был председатель Петроградского Совета Л. Д. Троцкий. Ленин предлагал действовать жёстко, организованно, быстро, поскольку далее ждать было нельзя. Нужно было арестовать правительство, не оставляя власти в руках Керенского до 25 октября, обезоружить юнкеров, мобилизовать районы и полки, направить от них представителей в ВРК и ЦК большевиков. В ночь с 25 на 26 октября Временное правительство было арестовано. Для свержения правительства А. Ф. Керенского понадобилось 2 дня. 25 октября Ленин написал обращение о низложении Временного правительства. В тот же день на открывшемся II Всероссийском съезде Советов были приняты ленинские декреты о мире и о земле, и образовано правительство — Совет народных комиссаров во главе с Лениным. 5 января 1918 года открылось Учредительное собрание, большинство в котором получили эсеры, представлявшие интересы крестьян, составлявших на тот момент 80 % населения страны. Ленин при поддержке левых эсеров поставил Учредительное собрание перед выбором: ратифицировать власть Советов и декреты большевистского правительства или разойтись. Не согласившееся с такой постановкой вопроса Учредительное собрание потеряло кворум и было принудительно распущено.
За 124 дня «смольнинского периода» Ленин написал свыше 110 статей, проектов декретов и резолюций, произнёс свыше 70 докладов и речей, написал около 120 писем, телеграмм и записок, участвовал в редактировании более чем 40 государственных и партийных документов. Рабочий день председателя СНК длился 15—18 часов. За указанный период Ленин председательствовал на 77 заседаниях СНК, руководил 26 заседаниями и совещаниями ЦК, участвовал в 17 заседаниях ВЦИК и его Президиума, в подготовке и проведении 6 различных всероссийских съездов трудящихся.

### После революции и в период Гражданской войны (1918—1922)

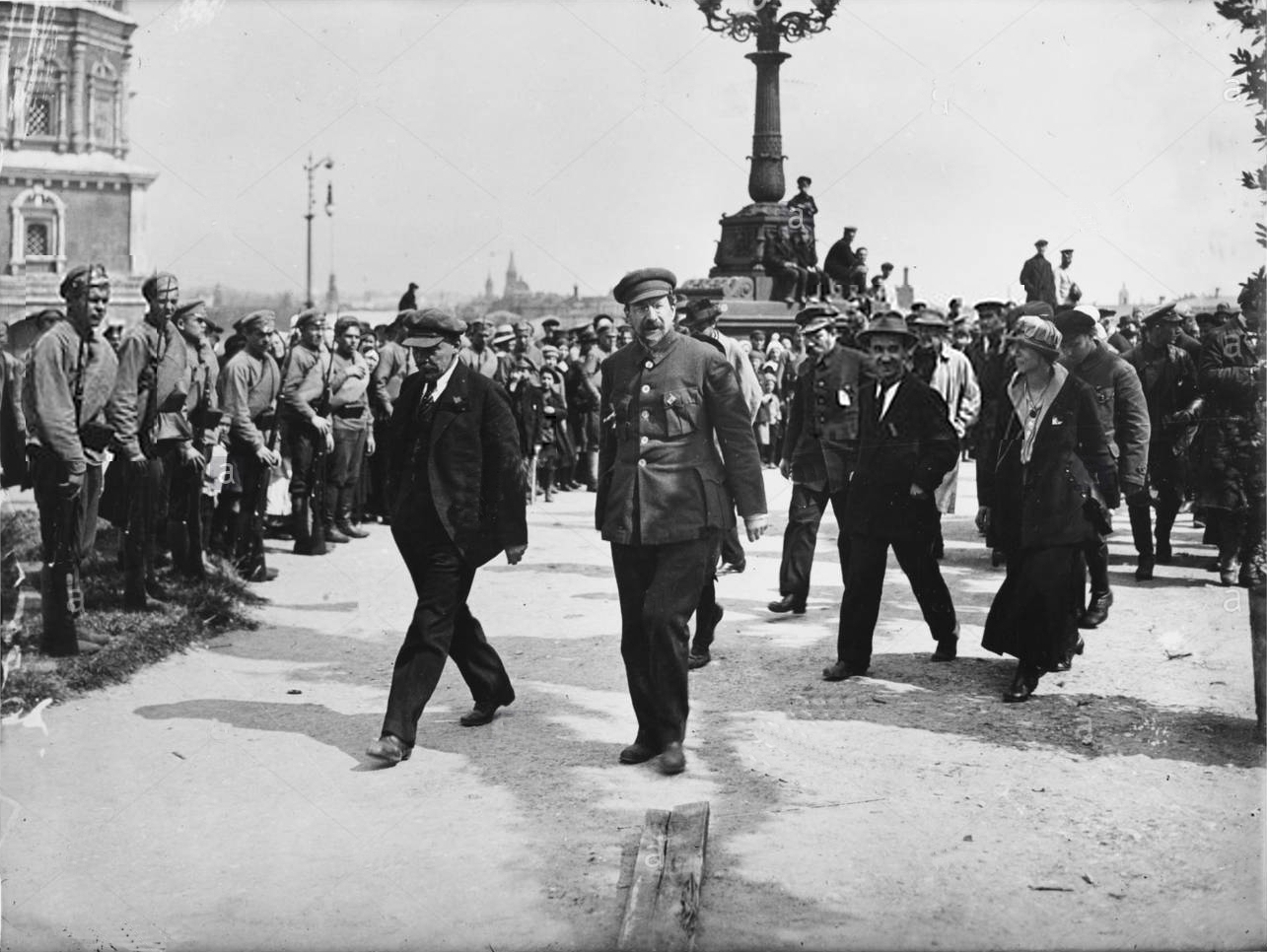
Ленин обходит строй почётного караула, направляясь к месту закладки памятника «Освобождённый труд» на Пречистенской набережной. 1 мая 1920 года. Фото А. И. Савельева

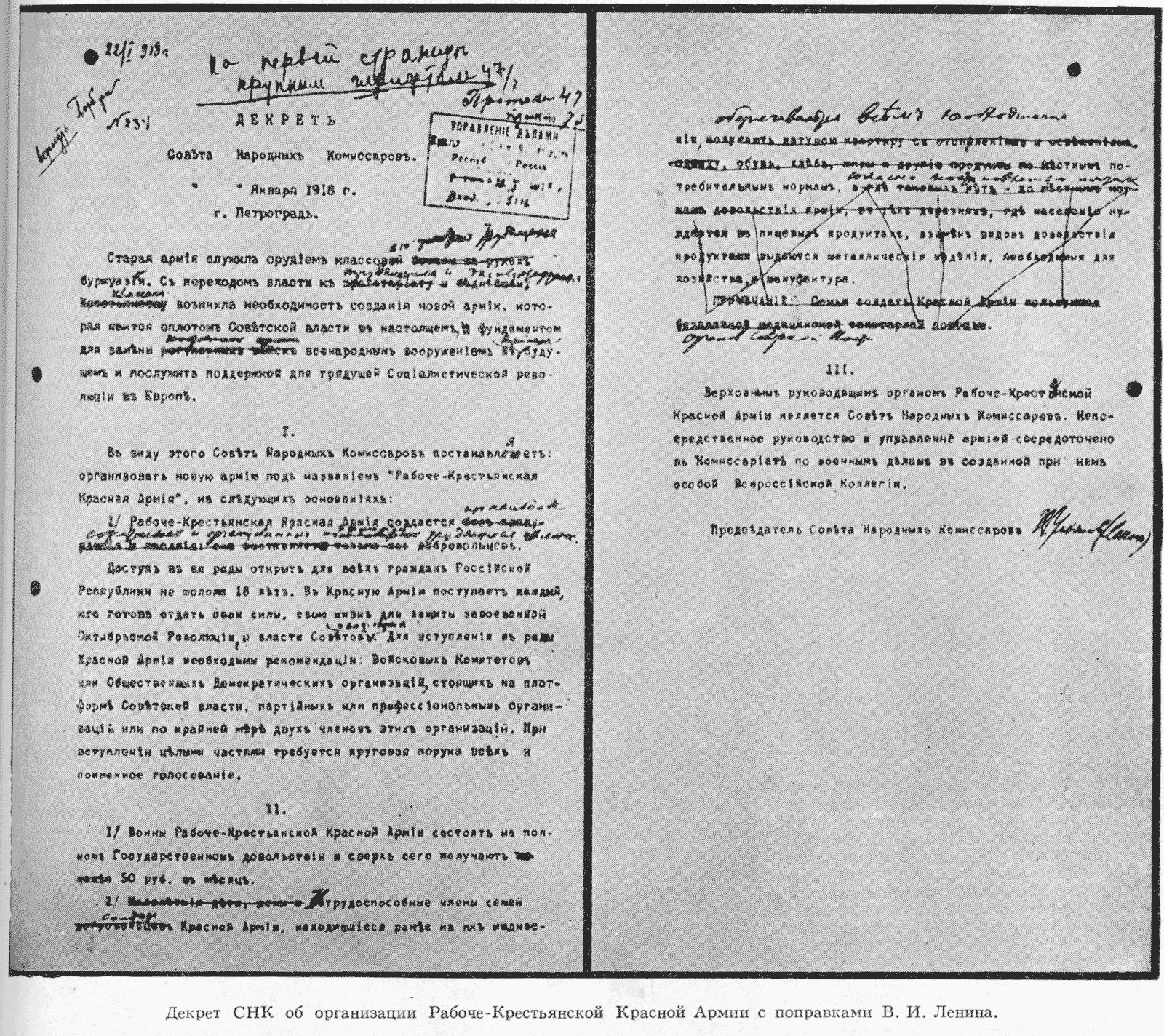
Декрет СНК о создании Рабоче-крестьянской красной армии с поправками Ленина

15 января 1918 года Ленин подписывает декрет СНК о создании Красной армии. В начале января 1918 Ленин подготовил «Декларацию прав трудящегося и эксплуатируемого народа», явившуюся основой первой советской Конституции 1918 года. В соответствии с Декретом о мире, было необходимо выйти из Первой мировой войны. Несмотря на противодействие левых коммунистов и Л. Д. Троцкого, Ленин добился заключения Брестского мирного договора с Германией 3 марта 1918 года, левые эсеры в знак протеста против подписания и ратификации Брестского мирного договора вышли из состава Советского правительства. 10—11 марта, опасаясь захвата Петрограда немецкими войсками, по предложению Ленина Совнарком и ЦК РКП(б) переехали в Москву, ставшую новой столицей Советской России.
С 11 марта 1918 года Ленин жил и работал в Москве. Личная квартира и рабочий кабинет Ленина размещались в Кремле, на третьем этаже бывшего здания Сената.
30 августа 1918 года Ленин выступил на митинге перед рабочими завода Михельсона. Он отправился на завод без охраны. Когда Ленин покинул завод, на него было совершено покушение, по официальной версии — эсеркой Фанни Каплан, приведшее к тяжёлому ранению. После покушения Ленина успешно прооперировал врач Владимир Минц.

Денонсация ВЦИКом Брестского мира в ноябре 1918 года существенно укрепила авторитет Ленина в партии. Доктор философии по истории, профессор Гарвардского университета Ричард Пайпс так описывает эту ситуацию: «Прозорливо пойдя на унизительный мир, который дал ему выиграть необходимое время, а затем обрушился под действием собственной тяжести, Ленин заслужил широкое доверие большевиков. Когда 13 ноября 1918 года они разорвали Брестский мир, вслед за чем Германия капитулировала перед западными союзниками, авторитет Ленина был вознесён в большевистском движении на беспрецедентную высоту. Ничто лучше не служило его репутации человека, не совершающего политических ошибок; никогда больше ему не приходилось грозить уйти в отставку, чтобы настоять на своём».
Будучи председателем Совнаркома РСФСР, с ноября 1917 года по декабрь 1920 года Ленин провёл 375 заседаний Советского правительства из 406. С декабря 1918 года по февраль 1920 года из 101 заседания Совета рабоче-крестьянской обороны лишь на двух не председательствовал. В 1919 году В. И. Ленин руководил работой 14 пленумов ЦК и 40 заседаний Политбюро, на которых обсуждались военные вопросы. С ноября 1917 года по ноябрь 1920 года В. И. Ленин написал свыше 600 писем и телеграмм по различным вопросам обороны Советского государства, свыше 200 раз выступал на митингах.
В марте 1919 года, после провала инициативы стран Антанты прекратить Гражданскую войну в России, тайно прибывший в Москву по поручению президента США В. Вильсона и премьер-министра Великобритании Д. Ллойд-Джорджа В. Буллит предложил заключить Советской России мир со всеми иными правительствами, образовавшимися на территории бывшей Российской империи, при этом выплатив совместно с ними её долги. Ленин согласился на это предложение, мотивировав данное решение так: «Слишком дорога для нас цена крови наших рабочих и солдат; мы вам, как купцам, заплатим за мир ценой тяжёлой дани… лишь бы сохранить жизнь рабочих и крестьян». Однако начавшееся в марте 1919 года, первоначально успешное, наступление армии А. В. Колчака на Восточном фронте против советских войск, вселившее в страны Антанты уверенность в скором падении Советской власти, привело к тому, что переговоры не были продолжены со стороны США и Великобритании.
Ленин в 1919 году писал: «Всемирный империализм, который вызвал у нас, в сущности говоря, гражданскую войну и виновен в её затягивании…».

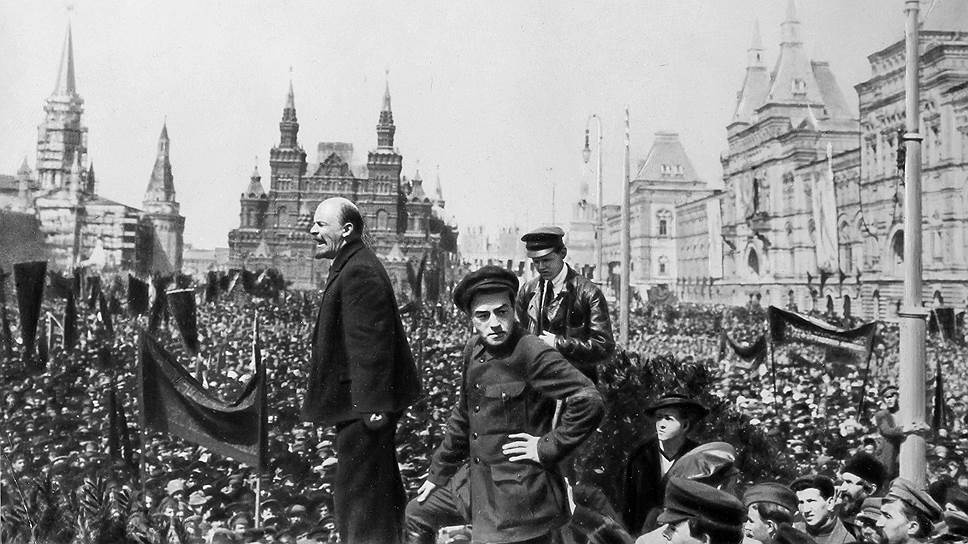
Ленин произносит речь в Москве на Красной площади (с Лобного места) на открытии временного памятника Степану Разину. 1 мая 1919 года

Ленин негативно относился к «левачеству» в сфере образования и культуры, отрицавшему все позитивные достижения прошлого. Выступая на III всероссийском съезде Российского коммунистического союза молодёжи в 1920 г., он заявил, что «коммунистом стать можно лишь тогда, когда обогатишь свою память знанием всех тех богатств, которые выработало человечество». «Не выдумка новой пролеткультуры, а развитие лучших образцов, традиций, результатов существующей культуры с точки зрения миросозерцания марксизма» — вот что, по его мнению, должно стоять во главе угла культурной революции (1920).
Значительное внимание Ленин уделял развитию экономики страны. Ленин считал, что для восстановления разрушенного войной хозяйства необходима организация государства во «всенародный, государственный „синдикат“». Вскоре после революции Ленин поставил перед учёными задачу разработать план реорганизации промышленности и экономического возрождения России, а также способствовал развитию науки страны.
В марте 1919 года по инициативе Ленина был создан Коммунистический интернационал. Под руководством Ленина состоялись четыре конгресса Коминтерна.

### Роль в расстреле семьи Николая II
В ночь с 16 на 17 июля 1918 года бывший российский император Николай II был расстрелян вместе с семьёй и прислугой по постановлению Уральского областного совета в Екатеринбурге, возглавлявшегося большевиками. Большинство современных историков сходится во мнении, что принципиальное решение о расстреле Николая II было принято в Москве (при этом обычно указывают на руководителей Советской России Ленина и Я. М. Свердлова). Однако единства по вопросам, была ли дана санкция на расстрел всей семьи, среди современных историков нет.
Н. К. Крупская вспоминала, что всю ночь расстрела Ильич провёл на работе, домой вернулся только под утро.
Племянница В. И. Ленина Ольга Ульянова в книге «Родной Ленин» пишет: «…приняли решение, чтобы военный комиссар Екатеринбурга Филипп Голощёкин поехал в Москву к Председателю ВЦИКа Я. М. Свердлову и получил у него санкцию на расстрел. Об этой встрече Свердлов рассказал В. И. Ленину. Владимир Ильич высказался за то, чтобы привезти царя и царицу в Москву и устроить показательный суд на весь мир»; Свердлов передал всё это Голощёкину и сказал: «Вот так и объясни товарищам из Екатеринбурга: „ВЦИК официальной санкции на расстрел не даёт“».
Участник и руководитель расстрела Николая II и его семьи Юровский в 1934 году прямо указал на нежелание уральских властей верно понять приказ Москвы не убивать царя.
В 1998 году Генеральная прокуратура Российской Федерации, проанализировав отношение руководства партии большевиков и советского правительства к решению вопроса о судьбе царской семьи, отметила крайнюю обострённость политической обстановки в июле 1918 года в связи с рядом событий, в числе которых были убийство 6 июля левым эсером Я. Г. Блюмкиным германского посла В. Мирбаха с целью привести к разрыву Брестского мира и восстание левых эсеров. В этих условиях расстрел царской семьи мог оказать негативное влияние на дальнейшие отношения между Советской Россией и кайзеровской Германией, поскольку Александра Фёдоровна и её дочери являлись германскими принцессами. Не исключалась возможность выдачи одного или нескольких членов царской семьи Германии для того, чтобы смягчить остроту возникшего в результате убийства посла конфликта. Иная позиция по этому вопросу была, по данным следствия, у уральских большевиков и советских руководителей Екатеринбурга. Президиум Уралсовета разработал план убийства Романовых ещё в апреле 1918 года во время их перевода из Тобольска в Екатеринбург.
Историк А. Н. Боханов в 2008 году признавая, что ни Ленин, ни его окружение не отдавали письменных приказов по вопросу, связанному с убийством царской семьи, отмечал, что «очень многие события в истории не отражены документами прямого действия». Боханов и другие историки считают, что отсутствие в современных архивах документов прямого действия не должно приводить к выводам о непричастности лидеров большевиков к убийству царской семьи. Они убеждены, что Ленин практиковал личное принятие и отдачу самых кардинальных распоряжений на места тайно и в высшей степени конспиративно.
В постановлении Следственного комитета 2011 года по делу о расстреле семьи Романовых указывалось, что «следствие не располагает документальными доказательствами причастности Ленина либо кого-то другого из высшего руководства большевиков к расстрелу царской семьи».

### Роль в Красном терроре

#### Ленин как организатор массового террора
В ходе Гражданской войны в России Ленин лично был инициатором и одним из главных организаторов политики красного террора, проводившейся непосредственно по его указаниям. Ленинские указания предписывали начать массовый террор, организовывать расстрелы, изолировать неблагонадёжных в концентрационных лагерях и проводить прочие чрезвычайные меры. В советской историографии эта проблема не поднималась, но в начиная с 1990-х годов её исследуют не только зарубежные, но и отечественные историки.
Философ В. В. Соколов назвал В.И Ленина родоначальником российской русофобии своего времени: «Интернационалист-космополит, движимый фанатичной, на грани эсхатологии, мечтой о мировой революции он (В. И. Ленин), по сути, стал родоначальником русофобии в условиях крушения огромной империи („Россия — тюрьма народов“)».
С начала 1990-х годов началась переоценка большевизма и Белого движения, в оборот вошло множество не изучавшихся документов и материалов, из-за чего, например, ряд историков обратились к деятельности Особой комиссии по расследованию злодеяний большевиков, созданной по распоряжению одного из главных руководителей Белого движения Антона Деникина, описывавшей Красный террор в актах, расследованиях, справках, сводках и других материалах. В 1992 году Ю. Г. Фельштинский и Г. И. Чернявский сопоставили материалы Комиссии с ранее не публиковавшимися документами и пришли к следующей оценке Ленина:

…Ныне же, когда снят покров секретности с ленинского архивного Фонда в Российском государственном архиве социально-политической истории (РГАСПИ) и появились первые сборники не публиковавшихся ранее рукописей и выступлений Ленина, становится ещё более очевидным, что хрестоматийный образ мудрого государственного руководителя и мыслителя, который, якобы, только и думал о благе народа, был прикрытием реального облика тоталитарного диктатора, заботившегося только об упрочении власти своей партии и своей собственной власти, готового во имя этой цели идти на любые преступления, неустанно и истерически повторявшего призывы расстрелять, повесить, взять заложников и т. п.
— «Красный террор в годы гражданской войны. По материалам Особой следственной комиссии по расследованию злодеяний большевиков», 1992
Историк И. Ф. Плотников, биограф Верховного правителя России Александра Колчака считает, что именно Ленину принадлежала главенствующая роль в гибели многих жертв Красного террора:
Нужно сказать о том, что в последнее время на страницах нашей печати впервые появились копии документов, свидетельствующих, что главным вершителем расстрела Колчака, как и членов царской семьи, множества других людей, был глава Советского правительства и РКП(б) В. И. Ленин
— Плотников И.Ф. Александр Васильевич Колчак. Жизнь и деятельность.
В феврале 1920 года Иркутским большевистским ВРК был без суда расстрелян адмирал А. В. Колчак, находившийся под арестом в тюрьме Иркутска после выдачи их союзниками эсеро-меньшевистскому Политцентру. По мнению ряда историков, это было сделано в соответствии с распоряжением Ленина.
В учебнике истории КГБ указывается, что Ленин выступал перед сотрудниками ВЧК, принимал чекистов, интересовался ходом оперативных разработок и следствия, давал указания по конкретным делам.
Когда чекисты в 1921 году разрабатывали дело «Вихрь», Ленин лично участвовал в операции, заверив своей подписью подложный мандат агента-провокатора ВЧК.

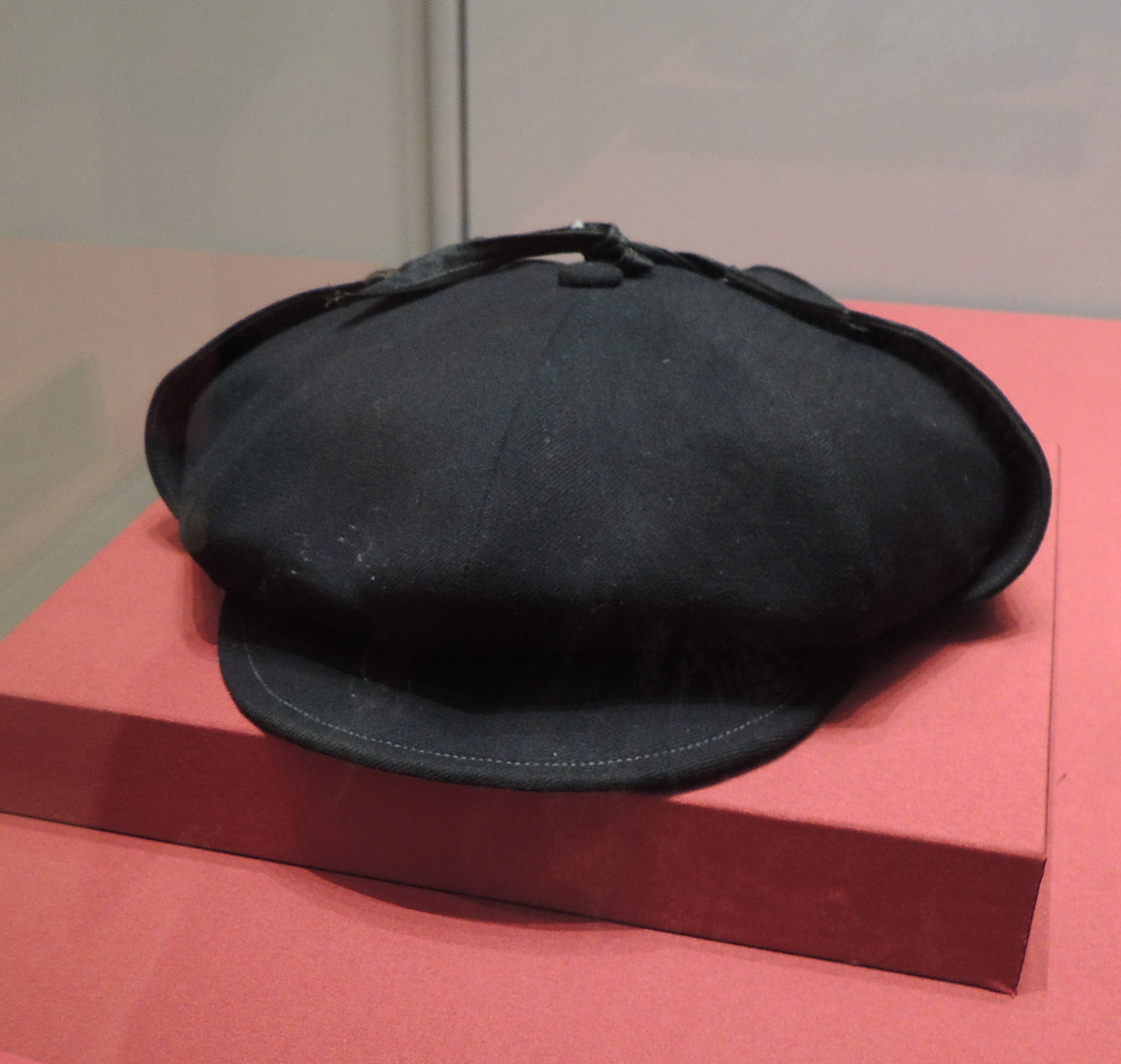
Кепка Ленина, ГИМ

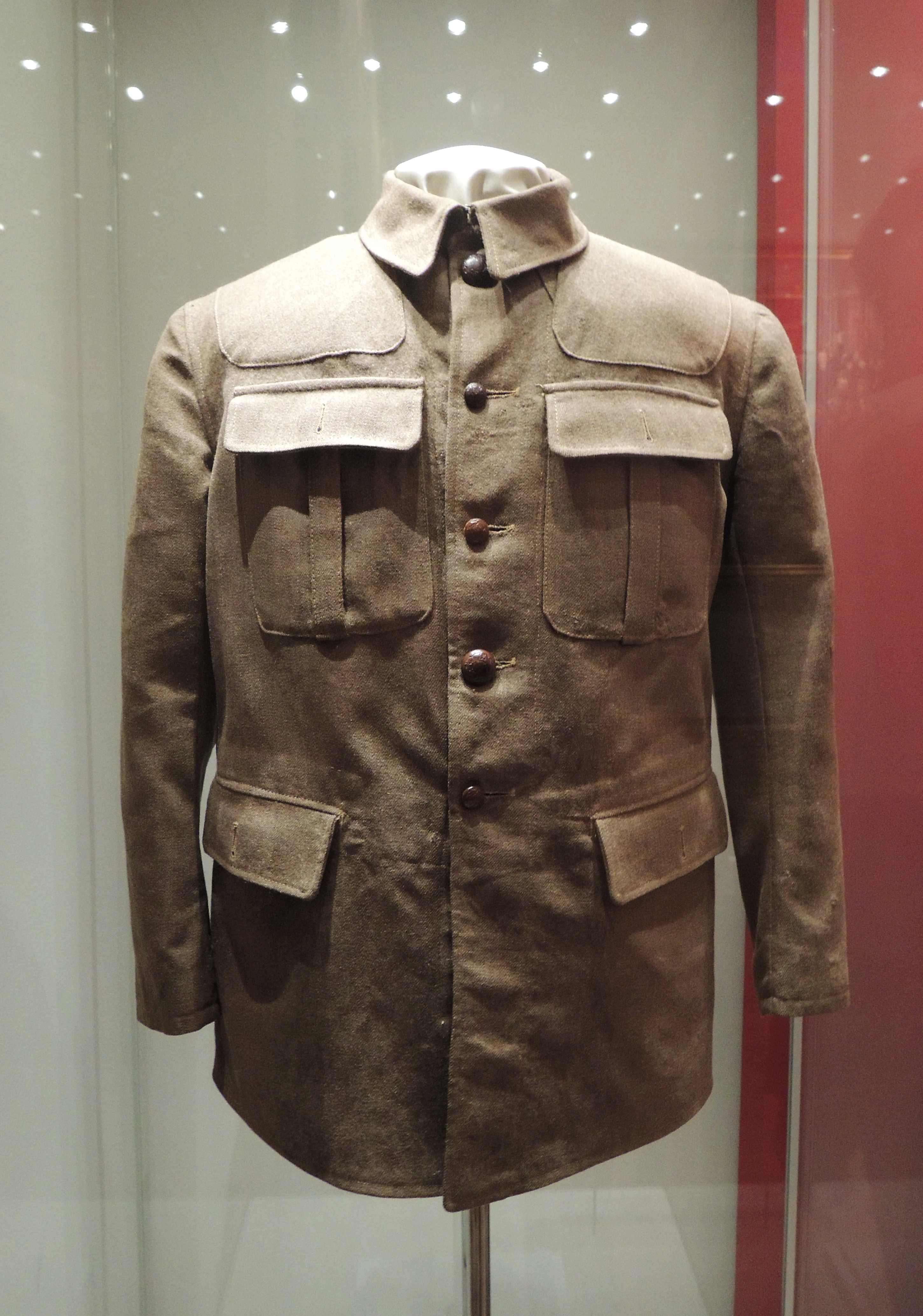
Френч Ленина (1920-е годы, ГИМ)

По окончании Гражданской войны, в 1922 году В. И. Ленин заявляет о невозможности прекращения террора и необходимости его законодательного урегулирования против тех, кто в интересах международной буржуазии стремится к насильственному свержению власти, путём ли интервенции, или шпионажа, или пособничества.

#### Критика концепции
Хотя Фельштинский и Чернявский считают, что материалы Комиссии открыли «реальный облик» Ленина, они же отмечают, что в них содержатся «некоторые неточности и преувеличения» ввиду условий работы. Ю. И. Семёнов и Л. И. Футорянский отказывают этим материалам в достоверности. Что касается опубликованных документов из архива Ленина, то В. Т. Логинов их трактует иначе:

Именно в публицистике были впервые приведены некоторые ранее неизвестные ленинские документы с явно ненаучным, политизированным комментарием. Между тем цитаты из новых документов сами по себе зачастую мало что объясняют. Документ как таковой для историка является не бесспорным доказательством, а объектом внимательного и скрупулёзного научного исследования. Необходимо прежде всего поставить каждый документ, каждый конкретный факт в реальный исторический контекст.

В связи с этим Логинов пишет, что Ленин часто употреблял жёсткие, но декларативные выражения, публиковавшиеся как доказательства организации массового террора, но не бывшими реальными приказами. Ф. Раскольников вспоминает, что Ленин на принятие по инициативе беспартийных Кронштадтским советом резолюции о переходе к нему власти, заявил: «Разве можно совершать такие поступки, не посоветовавшись с Цека? Это нарушение элементарной партийной дисциплины. Вот за такие вещи мы будем расстреливать…». Логинов указывал: «когда в том же 1918 году Ленин заметил, что за срыв монументальной пропаганды Луначарского следует „повесить“, никто почему-то не бросился мылить верёвку. Да и позднее, когда в 1921 году Владимир Ильич написал П. Богданову, что „коммунистическую сволочь“ следует сажать в тюрьму, а „нас всех и Наркомюст сугубо надо вешать на вонючих верёвках“, никто не собирался строить виселицы». Из этого видно, что подобный стиль был типичен для Ленина, но не всегда предполагал практическую реализацию. Другим примером служит реакция Ленина на восстание в Пензенской губернии: 5 августа 1918 года в селе Кучки Пензенского уезда были убиты семеро продармейцев и пять членов комбеда, и восстание перекинулось на ряд соседних уездов, в то время как в 45 километрах от места событий проходил Восточный фронт, а губерния играла важную роль в снабжении. 9 августа Ленин отправил указания «провести беспощадный массовый террор против кулаков, попов и белогвардейцев; сомнительных запереть в концентрационный лагерь вне города», но восстание было подавлено без массового террора: были расстреляны 13 непосредственных участников убийства и организаторов восстания, крестьянские волнения прекратились после сходов и митингов с разъяснением политики. В середине августа 1920 года в связи с получением информации о том, что в Эстонии и Латвии, с которыми РСФСР заключила мирные договоры, формируются антибольшевистские отряды, виновные в военных преступлениях, Ленин в письме Э. М. Склянскому, опубликованном на Западе Ю. Фельштинским, призывал «перевешать кулаков, попов, помещиков», что реализовано не было; 28 октября 1920 года правительство РСФСР направило ноту правительству Великобритании с указанием на преступления отрядов Булак-Балаховича, и в тот же день ноту в Латвию, в которой указывало на статью IV мирного договора о «воспрещении образования на территориях обеих стран военных отрядов, направленных против другой договаривающейся стороны».
По мнению историка В. П. Булдакова, высказывания Ленина о терроре часто рассматриваются не как выражение эмоциональных реакций, а как прямые приказы. Он полагает, что это неверно: безжалостные призывы Ленина, вроде «расстрела на месте спекулянтов», были адресованы абстрактным «классовым врагам». Кроме того, по мнению Булдакова, при утверждении новой власти Ленин пытался призывами к государственному насилию остановить эскалацию насилия и самосуд со стороны толпы, при этом Булдаков считает, что на определённом этапе Ленин, вероятно, был единственным, кто понимал эту необходимость. Согласно Булдакову, красный террор был следствием и элементом неизбежной эскалации насилия со стороны широких масс, а характер действий Ленина определялся тем, что он следовал за массами, пытаясь это насилие как-то упорядочить.

### Роль в изгнании за границу части национальной интеллигенции
«Философский пароход» — собирательное название не менее пяти рейсов пассажирских судов, доставивших из Петрограда в Штеттин 81 высланного из Советской России представителя интеллигенции, в том числе философов. Основная причина высылки представителей интеллигенции за рубеж — их изначальные враждебные настроения к Советской власти. Важным толчком к анализу деятельности этих людей стало их издательская деятельность. В начале 1920-х годов начинают публиковаться сборники «Вехи», «Из глубины». Философам в списке 22 июля, который был представлен ГПУ, была дана краткая характеристика, которая была составлена в результате серьёзных проверок, где обсуждали каждую фамилию. Часть интеллигенции была университетскими профессорами.
Подобная высылка не была изобретением советского государства — тремя годами ранее (21 декабря 1919 года) из США в РСФСР был отправлен «советский ковчег».
Ярым оппонентом веховства выступил Владимир Ленин, упрекая Гершензона и всех веховцев в том, что они стали ренегатами, предателями пролетарского дела, раньше примыкающие к освободительному движению (Николай Бердяев, Пётр Струве, Богдан Кистяковский, Сергей Булгаков), но перешедшие на позиции реакционного самодержавия, оправдываясь тем, что самодержавие ограждает их от народного гнёта.
В письме Курскому от 15 мая 1922 года Ленин предложил добавить в Уголовный кодекс РСФСР право замены расстрела высылкой за границу, по решению Президиума ВЦИКа. Тогда же Ленин в своём письме Ф. Э. Дзержинскому высказал мысль, что журнал «Экономист» — «явный центр белогвардейцев… Всё это явные контрреволюционеры, пособники Антанты, организация её слуг и шпионов и растлителей учащейся молодёжи. Надо поставить дело так, чтобы этих „военных шпионов“ изловить и излавливать постоянно и систематически и высылать за границу».

### Отношение к религии
По мнению историка Дмитрия Поспеловского, первоначально Ленин «находясь в плену марксистских представлений, согласно которым религия есть не более чем надстройка над неким материальным базисом», надеялся покончить с РПЦ, просто отняв у неё собственность. Так, Декретом «О земле» 1917 года были национализированы монастырские и церковные земли.
Большевики не приняли определения Поместного Собора РПЦ от 2 декабря 1917 года, устанавливающего привилегии РПЦ перед другими конфессиями (первенствующее публично-правовое положение, сохранение ряда государственных постов только за православными, освобождение от повинностей священников и монахов и т. д.), что ещё более усилило взаимный антагонизм. Однако не все православные поддерживали идею продолжения привилегированного положения РПЦ в новом государстве — были те, кто надеялся на духовное обновление церкви в условиях равноправия.
Религиовед и социолог М. Ю. Смирнов в работе «Религия и Библия в трудах В. И. Ленина: новый взгляд на старую тему» пишет, что Ленин мог положительно высказываться о тех служителях культа, чья деятельность соответствовала его представлениям о борьбе за социальную справедливость. В статье «Социализм и религия» (1905) Ленин призвал к поддержке «честных и искренних людей из духовенства» в их требованиях свободы и протестах против навязанных самодержавием «казёнщины», «чиновнического произвола» и «полицейского сыска». Готовя «Проект речи по аграрному вопросу во второй Государственной Думе» (1907), он писал:

«…мы, социал-демократы, относимся отрицательно к христианскому учению. Но, заявляя это, я считаю своим долгом сейчас же, прямо и открыто сказать, что социал-демократия борется за полную свободу совести и относится с полным уважением ко всякому искреннему убеждению в делах веры…». При этом он охарактеризовал священника Тихвинского как «депутата от крестьян, достойного всякого уважения за его искреннюю преданность интересам крестьянства, интересам народа, которые он безбоязненно и решительно защищает…».
Ленин как председатель Совета народных комиссаров подписал 20 января 1918 года Декрет о свободе совести, церковных и религиозных обществах, в редактировании которого он принимал участие. В Собрании узаконений и распоряжений рабочего и крестьянского правительства этот декрет был опубликован 26 января уже под другим названием — Об отделении церкви от государства и школы от церкви.
Этим декретом всё имущество существовавших в России церковных и религиозных обществ было объявлено «народным достоянием». Декретом запрещалось «издавать какие-либо местные законы или постановления, которые бы стесняли или ограничивали свободу совести» и устанавливалось, что «каждый гражданин может исповедовать любую религию или не исповедовать никакой. Всякие праволишения, связанные с исповеданием какой бы то ни было веры или неисповеданием никакой веры, отменяются».

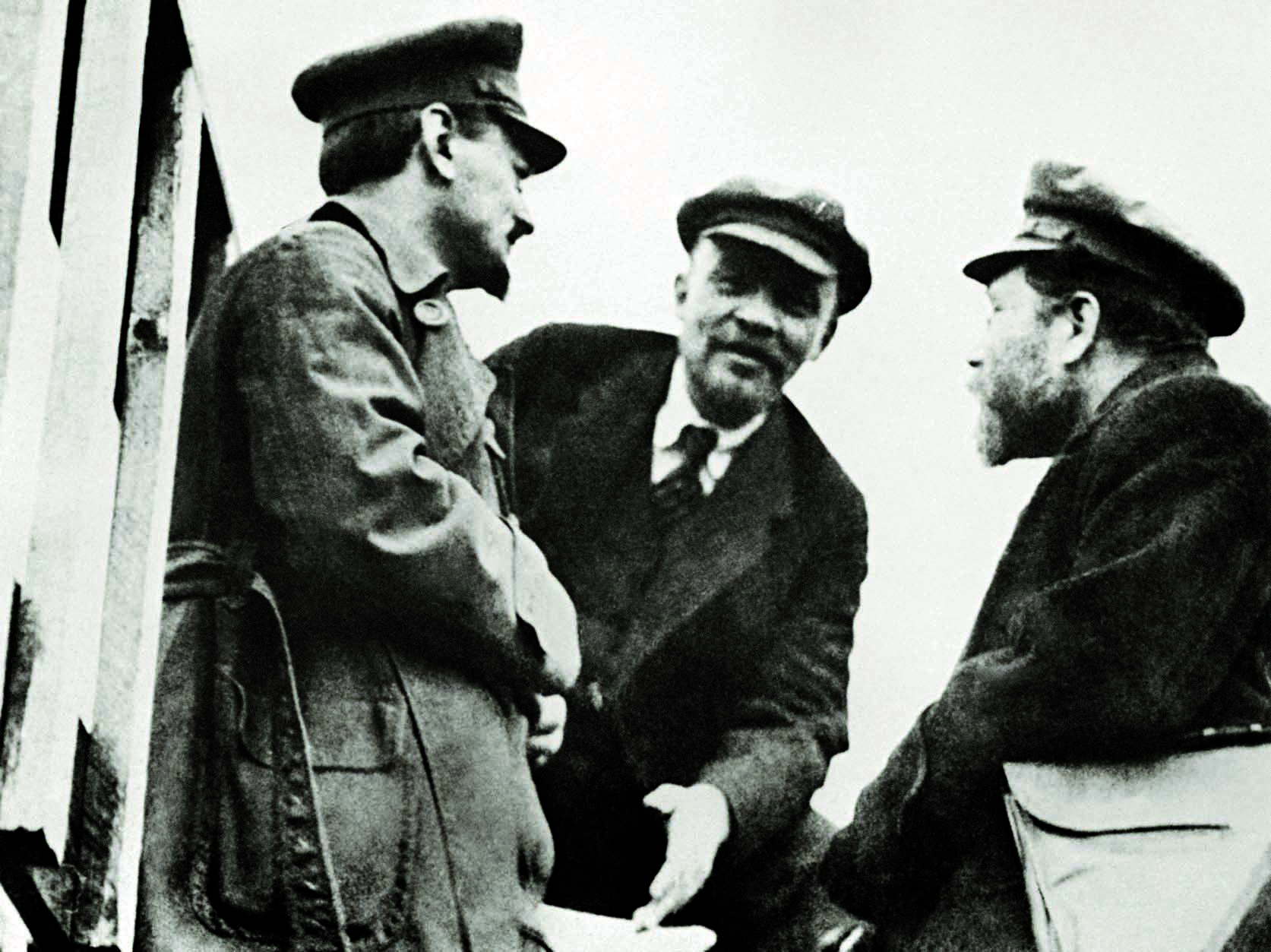
Троцкий, Ленин и Каменев. 1919 год

Во время Гражданской войны Ленин обращал внимание на опасность ущемления интересов верующих. Об этом он говорил, выступая на I Всероссийском съезде работниц 19 ноября 1918 года, писал в проекте Программы РКП(б) в 1919 году («осуществлять фактическое освобождение трудящихся масс от религиозных предрассудков, добиваясь этого посредством пропаганды и повышения сознания масс, вместе с тем заботливо избегая всякого оскорбления чувств верующей части населения…») и в указании В. М. Молотову в апреле 1921 года.
Кампания по вскрытию мощей имела пропагандистский характер и началась осенью 1918 года со вскрытия в Олонецкой губернии мощей Александра Свирского. Пик кампании пришёлся на 1919—1920 годы, хотя отдельные эпизоды имели место и в 1930-е годы.
16 февраля 1919 года коллегия Наркомата юстиции приняла постановление об организации вскрытия мощей святых на территории России, был определён «порядок их инспекции и конфискации государственными органами».
В 1919 году Ленин поддержал просьбы верующих из Ягановской волости Череповецкого уезда содействовать достройке местного храма, заложенного ещё в 1915 году (в записке Ленина председателю Афанасьевского сельсовета В. Бахвалову от 2 апреля 1919 года говорилось: «Окончание постройки храма, конечно, разрешается…»).
Многочисленные примеры демонстрируют широкий спектр суждений В. И. Ленина по «религиозному вопросу» и разнообразие практических подходов к нему. За категоричностью в одних случаях и проявлением терпимости в других можно увидеть чёткую позицию по отношению к сфере религии. В её основе, во-первых, принципиальная несовместимость диалектико-материалистического мировоззрения с какой-либо религией, представление об исключительно земных корнях религий. Во-вторых, антиклерикализм, перешедший в послереволюционный период в воинственное отношение к религиозным организациям как политическим противникам коммунистической партии. В-третьих, убеждённость Ленина в значительно меньшей важности проблем, связанных с религией, по сравнению с решением задач переустройства общества и поэтому подчинение первых последним.
В работе «Социализм и религия» Ленин пишет:
Религия есть один из видов духовного гнёта, лежащего везде и повсюду на народных массах, задавленных вечной работой на других, нуждою и одиночеством. Бессилие эксплуатируемых классов в борьбе с эксплуататорами так же неизбежно порождает веру в лучшую загробную жизнь, как бессилие дикаря в борьбе с природой порождает веру в богов, чертей, в чудеса и т. п. Того, кто всю жизнь работает и нуждается, религия учит смирению и терпению в земной жизни, утешая надеждой на небесную награду. А тех, кто живёт чужим трудом, религия учит благотворительности в земной жизни, предлагая им очень дешёвое оправдание для всего их эксплуататорского существования и продавая по сходной цене билеты на небесное благополучие. Религия есть опиум народа. Религия — род духовной сивухи, в которой рабы капитала топят свой человеческий образ, свои требования на сколько-нибудь достойную человека жизнь.
В частной переписке Ленин высказывался ещё резче:
всякая религиозная идея, всякая идея о всяком боженьке, всякое кокетничанье даже с боженькой есть невыразимейшая мерзость, особенно терпимо (а часто даже доброжелательно) встречаемая демократической буржуазией, — именно поэтому это — самая опасная мерзость, самая гнусная «зараза».
В голове Ленина рождались идеи о том, чем в будущем можно будет заменить религию в жизни верующих. Так, председатель ВЦИК М. И. Калинин вспоминал, что в начале 1922 года Ленин в частной беседе на эту тему заявил ему: «эта задача [замены религии] целиком лежит на театре, театр должен отлучить от обрядовых сборищ крестьянские массы».
После переезда советского правительства в Кремль в 1918 году, патриарх Тихон продолжал служить литургии, всенощные, молебны, панихиды, которые нередко проходили рядом с местом работы и проживания Ленина — в Успенском и Архангельском соборах Московского Кремля. Более того, в апреле 1919 года председатель Совнаркома написал положительную резолюцию по поводу открытия Успенского собора для проведения пасхального богослужения.
В марте 1919 года в Новгородской губернии сотрудниками местного ЧК был арестован священник Василий Пятницкий. Ему вменялись в вину неподчинение Советской власти, избиение должностных лиц и т. п. Брат священника Константин Пятницкий написал Ленину подробное письмо, в котором, в частности, отмечал, что «…для многих ношение рясы есть уже преступление». В результате священник остался жив и вскоре вышел на свободу.
Осенью 1920 года, отдыхая в подмосковной деревне Монино, Ленин гостил в доме местного священника Предтечина, жившего рядом с действующей церковью. Узнав на охоте, что Предтечин является служителем культа, глава советского правительства не проявил к нему никаких враждебных чувств и впоследствии вполне добродушно вспоминал это знакомство.
В апреле 1920 года по специальному распоряжению Ленина была закрыта Троице-Сергиева лавра, а вместо неё был создан музей.
В 1923 году с учётом раскаяния в «поступках против государственного строя» Верховный Суд РСФСР освободил из-под стражи патриарха Тихона.
В ряде источников утверждается, что 1 мая 1919 года было издано секретное «Указание ВЦИК № 13666/2 Председателю ВЧК Дзержинскому Ф.Э „О борьбе с попами и религией“» за подписью Председателя СНК В. И. Ленина и Председателя ВЦИК М. И. Калинина, содержащее требование физического уничтожения священников. Однако, по утверждению старшего научного сотрудника Института российской истории РАН, кандидата исторических наук Игоря Курляндского, данный документ является фальшивкой.

### Внешняя политика

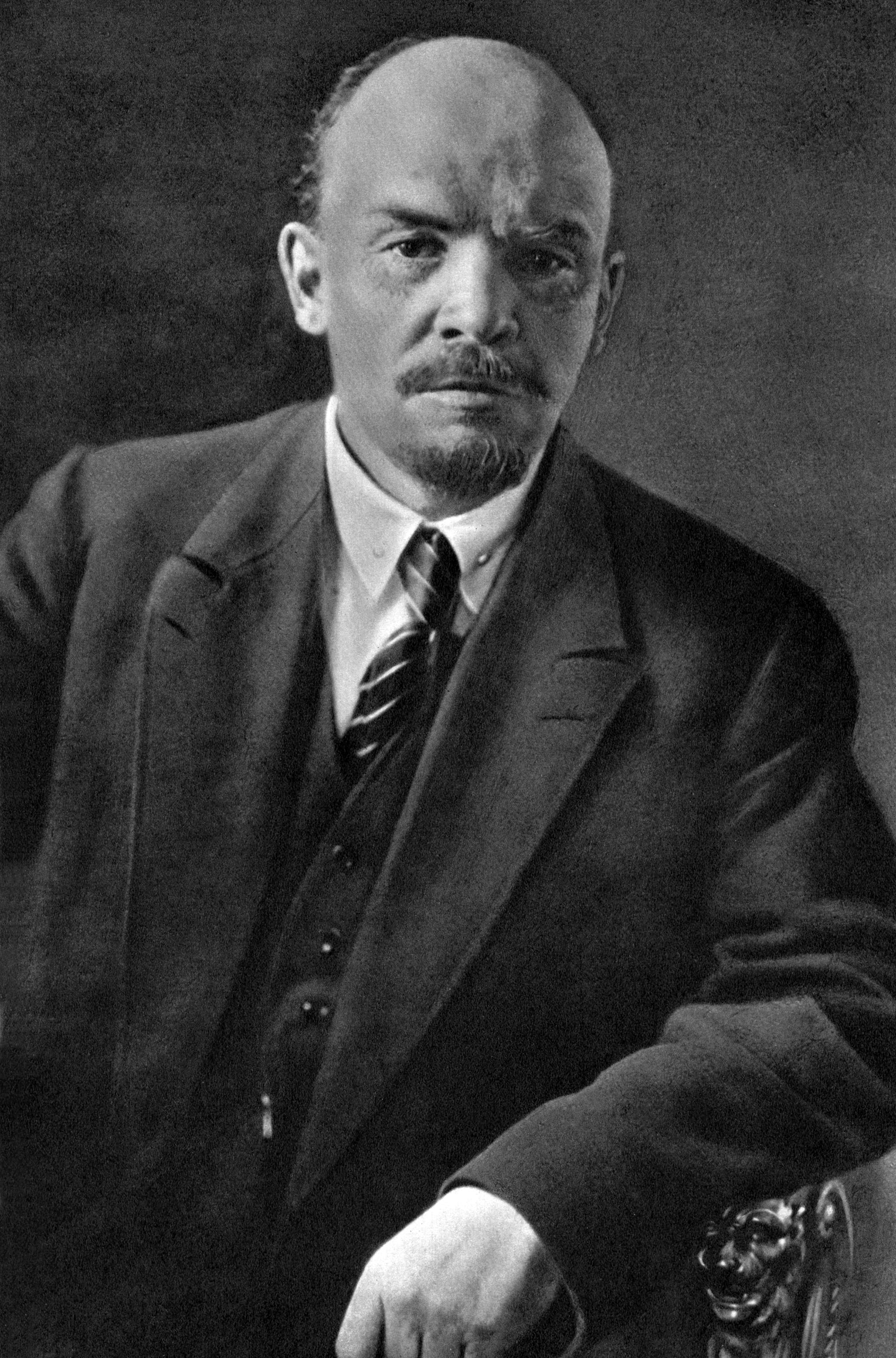
В. И. Ленин в 1920 году

С балкона здания Моссовета
3 ноября 1918 года Ленин выступал перед участниками демонстрации в честь Австро-Венгерской революции, а также в других случаях

#### Экспорт революции
В статье «Очередные задачи Советской власти» Ленин обосновал общие принципы Советской власти и утверждал, что недостаточно быть революционером и сторонником социализма или коммунизма вообще. Надо уметь найти в каждый особый момент то особое звено цепи за которое нужно всеми силами ухватиться, чтобы удержать всю цепь и подготовить прочно переход к следующему звену, причём порядок звеньев, их форма, их сцепление, их отличие друг от друга в исторической цепи событий не так просты и не так глупы, как в обыкновенной, кузнецом сделанной, цепи.
Историк Ричард Пайпс писал, что для спасения революции в отсталой России Ленин считал необходимым экспортировать революцию в более развитые страны Западной Европы ещё в ходе Первой мировой войны — чтобы «развязать всеевропейскую гражданскую войну». Ленин провоцировал рабочие забастовки и военные мятежи как в странах Антанты, так и у её противников. Историк писал, что Ленин делал попытки экспорта революции и в те страны, которые только недавно получили независимость, прежде входя в состав Российской Империи: зимой 1918—1919 годов были предприняты попытки военного переворота в Финляндии и военного вторжения в страны Прибалтики. А обнаруженный в архивах историком Ю. Н. Тихоновым документ, указывает на то, что Ленин непосредственно участвовал в практической организации летом 1920 года «афгано-индусской миссии», которой ставилась задача по экспорту революции в Британскую Индию через Ташкент и Афганистан.
С другой стороны по мнению академика Е. М. Примакова, а также кандидата философских наук, заведующего кафедрой истории и культурологии профессора И. С. Шатило, Ленин отвергал идею навязывания революции извне. В 1918 году на съезде профсоюзов Москвы он заявил: «конечно, есть люди, которые думают, что революция может родиться в чужой стране по заказу, по соглашению. Эти люди либо безумцы, либо провокаторы». Он замечал, что теория «подталкивания» революций в других странах путём войн означает «полный разрыв с марксизмом, который всегда отрицал „подталкивание“ революций, развивающихся по мере назревания остроты классовых противоречий, порождающих революции». Революция — закономерный результат внутреннего развития каждой страны, дело её народных масс.
Первые два года Ленин поддерживал революционные правительства на территории бывшей Российской империи и за её пределами, передавая, например, правительству Венгерской советской республики рекомендации и прямые приказы посредством радиотелеграфа, оказывая военную помощь Красной Финляндии спустя два месяца после признания правительства белофиннов.
В 1919 году Ленину пришлось признать, что мировая революция «будет, судя по началу, продолжаться много лет». Владимир Ильич Ленин формирует новую концепцию внешней политики «для того периода, когда будут существовать рядом социалистические и капиталистические государства», которую характеризует как «мирное сожительство с народами, с рабочими и крестьянами всех наций», развитие международной торговли. Кроме этого Владимир Ленин призвал «использовать противоположности и противоречия между двумя группами капиталистических государств, натравливая их друг на друга». Он выдвигал «тактику натравливания империалистов друг на друга» на период, «пока мы не завоевали всего мира». И просто разъяснял её значение: «Если бы мы этого правила не держались, мы давно, к удовольствию капиталистов, висели бы все на разных осинах». Ленин отрицательно относился к Лиге Наций из-за отсутствия «реального установления равноправия наций», «реальных планов мирного сожительства между ними».
Спад революционных волнений в капиталистических странах вынуждал Ленина питать больше надежд в осуществлении мировой революции на «эксплуатируемые массы» Востока. «Теперь нашей Советской республике предстоит сгруппировать вокруг себя все просыпающиеся народы Востока, чтобы вместе с ними вести борьбу против международного империализма», — такую задачу поставил Ленин в докладе на 11 Всероссийском съезде коммунистических организаций народов Востока 22 ноября 1919 года. Для того чтобы в «истории мировой революции» восточные трудящиеся массы смогли сыграть «большую роль и слиться в этой борьбе с нашей борьбой против международного империализма», по мысли Ленина, необходимо было «перевести истинное коммунистическое учение, которое предназначено для коммунистов более передовых стран, на язык каждого народа».
В октябре 1920 года Ленин встретился с приехавшей в Москву монгольской делегацией, надеявшейся на поддержку побеждавших в Гражданской войне «красных» в вопросе о независимости Монголии. В качестве условия поддержки монгольской независимости Ленин указал на необходимость создания «объединённой организации сил, политической и государственной», желательно под красным знаменем. При поддержке большевиков была создана Монгольская Народная Республика.

#### Распад Российской империи и Антанта
Нам говорят, что Россия раздробится, распадётся на отдельные республики, но нам нечего бояться этого. Сколько бы ни было самостоятельных республик, мы этого страшиться не станем. Для нас важно не то, где проходит государственная граница, а то, чтобы сохранялся союз между трудящимися всех наций для борьбы с буржуазией каких угодно наций.— Из речи Ленина на первом всероссийском съезде военного флота 22 ноября (5 декабря) 1917 года
В обращении «Ко всем трудящимся мусульманам России и Востока», опубликованном 24 ноября 1917 года и подписанном Лениным и Сталиным, Советская Россия отказывалась от условий Англо-франко-русского соглашения 1915 года и от соглашения Сайкса — Пико по разделу мира после войны:

Мы заявляем, что тайные договоры свергнутого царя о захвате Константинополя, подтверждённые свергнутым Керенским, — ныне порваны и уничтожены. Республика Российская и её правительство, Совет Народных Комиссаров, против захвата чужих земель: Константинополь должен остаться в руках мусульман.
Мы заявляем, что договор о разделе Персии порван и уничтожен. Как только прекратятся военные действия, войска будут выведены из Персии и персам будет обеспечено право свободного определения своей судьбы.

Мы заявляем, что договор о разделе Турции и отнятии у неё Армении порван и уничтожен. Как только прекратятся военные действия, армянам будет обеспечено право свободно определить свою политическую судьбу.
Сразу после Октябрьской революции Ленин признал независимость Финляндии.
Во время Гражданской войны Ленин пытался достигнуть соглашения с державами Антанты. В марте 1919 года Ленин вёл переговоры с прибывшим в Москву Уильямом Буллитом. Ленин соглашался на выплату дореволюционных российских долгов, в обмен на прекращение интервенции и поддержки белых со стороны Антанты. Был выработан проект соглашения с державами Антанты.
После окончания Гражданской войны Советской России удалось прорвать экономическую блокаду благодаря установлению дипотношений с Германией и подписанию Рапалльского договора (1922). Были заключены мирные договоры и установлены дипломатические отношения с рядом пограничных государств: Финляндией (1920), Эстонией (1920), Грузией (1920), Польшей (1921), Турцией (1921), Персией (1921), Монголией (1921). Наиболее активно шла поддержка Турции, Афганистана и Персии, сопротивлявшихся европейскому колониализму.

### Последние годы (1921—1924)

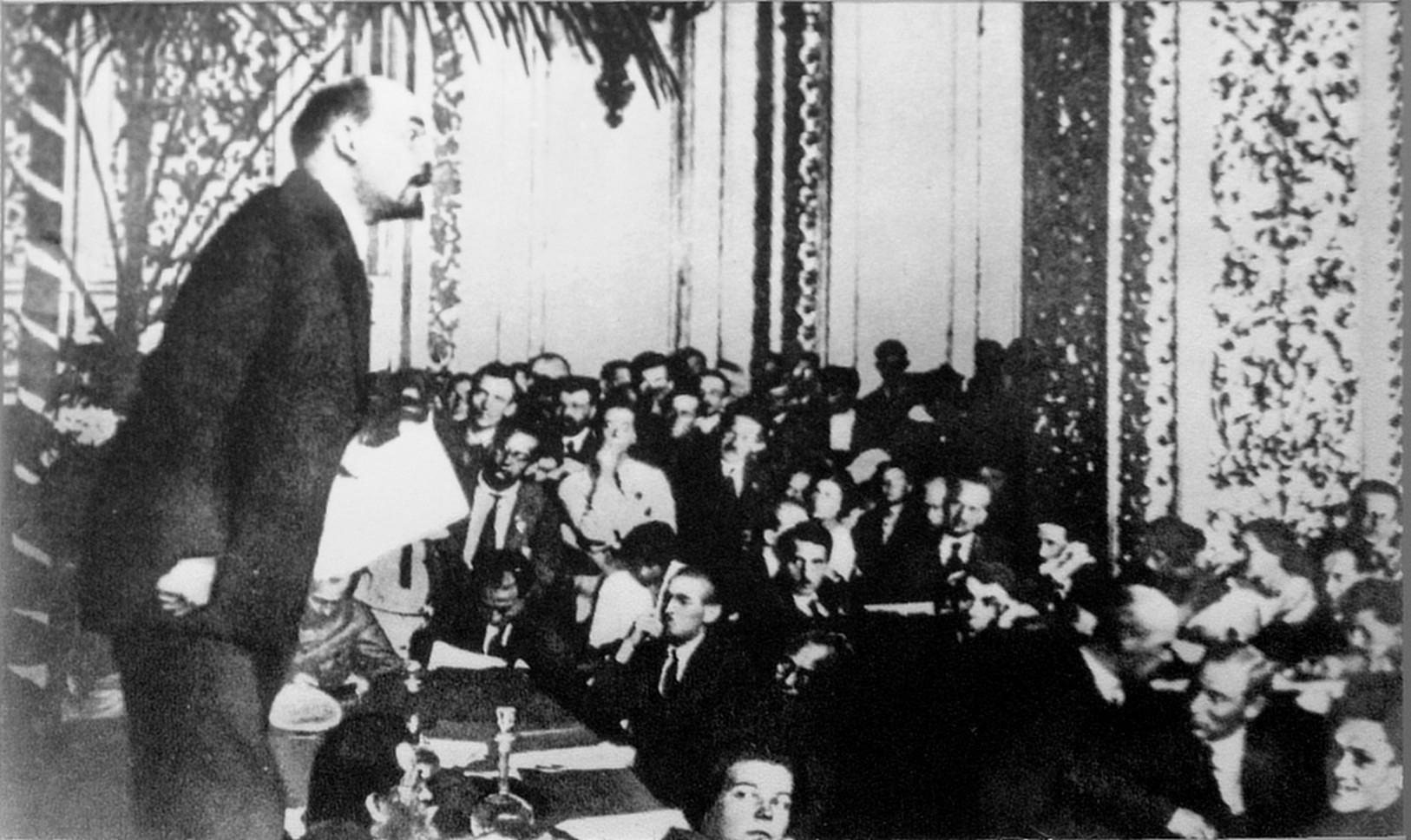
В. И. Ленин выступает на III конгрессе Коммунистического интернационала. 1921 год

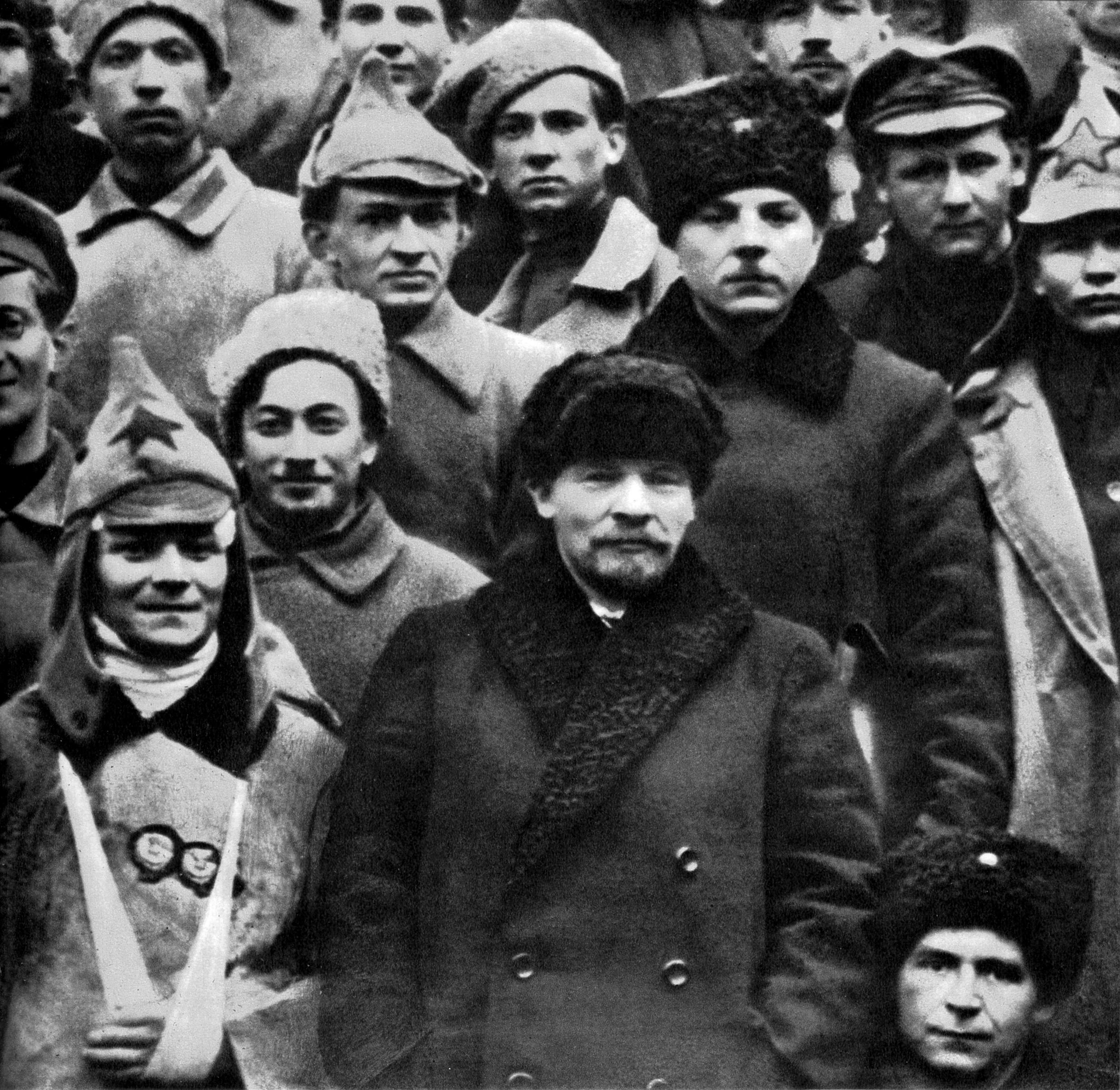
Ленин и Ворошилов среди делегатов X съезда РКП(б), участвовавших в подавлении Кронштадского восстания (март 1921, Москва)

К 1921 году в стране сложилась крайне напряжённая экономическая и политическая ситуация: партия оказалась расколота на множество фракций, некоторые из них критиковали Красный террор и требовали демократизации, как «рабочая оппозиция», а в стране подымались антибольшевистские восстания (Кронштадтское, Западно-Сибирское), связанные с лозунгом «третьей революции»; в восстаниях участвовали крестьяне, матросы и красноармейцы и рабочие; среди лидеров были анархисты, меньшевики и исключённые из партии большевики. Ленин поручил оппозиционно настроенным большевикам подавление восстаний, где они, несмотря на идейную близость к повстанцам, могли доказать свою верность РКП(б).
По настоянию Ленина в 1921 году на X съезде РКП(б) был отменён «военный коммунизм», продовольственная развёрстка заменена продовольственным налогом. Была введена так называемая новая экономическая политика, которая разрешила частную свободную торговлю и дала возможность широким слоям населения самостоятельно искать те средства существования, которые государство не могло им дать. Экономическая система начала быстро восстанавливаться. В результате проведения денежной реформы 1922—1924 годов рубль стал свободно конвертируемой валютой. Параллельно с политикой, называемой экономической либерализацией, в государстве и партии усилились авторитарные тенденции из-за опасения «термидора»: резолюция «Об единстве партии», принятая в марте 1921 года на X съезде, запретила фракционную деятельность; постановление Политбюро РКП(б) «О меньшевиках», принятое в декабре 1921 года, запретило меньшевикам участвовать в политике; по личной инициативе Ленина в 1922—1923 годах происходит высылка инакомыслящих интеллигентов за границу или в отдалённые регионы, меньшевиков и эсеров ссылают на Соловки. В 1921 году происходит полемика Ленина и члена «рабочей оппозиции» Гавриила Мясникова: Мясников потребовал отмены репрессий против меньшевиков и эсеров, обосновывая тем, что репрессии только усиливают инакомыслие трудящихся, и восстановления свободы печати «от монархистов до анархистов», на что Ленин ответил: «Буржуазия (во всём мире) ещё сильнее нас и во много раз. Дать ей ещё такое оружие, как свобода политической организации (свободу печати, ибо печать есть центр и основа политической организации) значит облегчать дело врагу, помогать классовому врагу. Мы самоубийством кончать не желаем и потому это и не сделаем». Мясников предложил ограничиться свободой слова только для рабочих и крестьян, но после этого был исключён из партии. Ужесточение режима обосновывалось сформулированной Лениным в 1919 году идеи диктатуры пролетариата как «диктатуры одной партии»; в 1921 году в полемике с «рабочей оппозицией» он повторил эту идею, хотя она явно отличалась от рабочей демократии, описанной в его «Государстве и революции».
В то же время Ленин настаивал на развитии предприятий государственного типа, на электрификации (при участии Ленина для разработки проекта электрификации России была создана специальная комиссия — ГОЭЛРО), на развитии кооперации. Ленин был вынужден временно отказаться от идеи мировой пролетарской революции, уделяя внимание главным образом сохранению власти, удерживая всю крупную промышленность в руках государства и проводя прогрессивные преобразования. Всё это могло бы, по его мнению, способствовать тому, чтобы поставить отсталую страну на один уровень с наиболее развитыми европейскими странами. При этом Ленин не отказывался от идеи необходимости мировой революции, как позже утверждали Сталин и Бухарин (см. Социализм в отдельно взятой стране). Ожидая революционного подъёма, Ленин создаёт Третий Интернационал по образцу своей партии-«авангарда» с жёсткой дисциплиной. Таким образом, строительство социализма пока остаётся на уровне деклараций, основными задачами, помимо сохранения власти, становятся модернизация и строительство развитого государственного капитализма: «Государственный капитализм, это тот капитализм, который мы сумеем ограничить, пределы которого мы сумеем установить…»

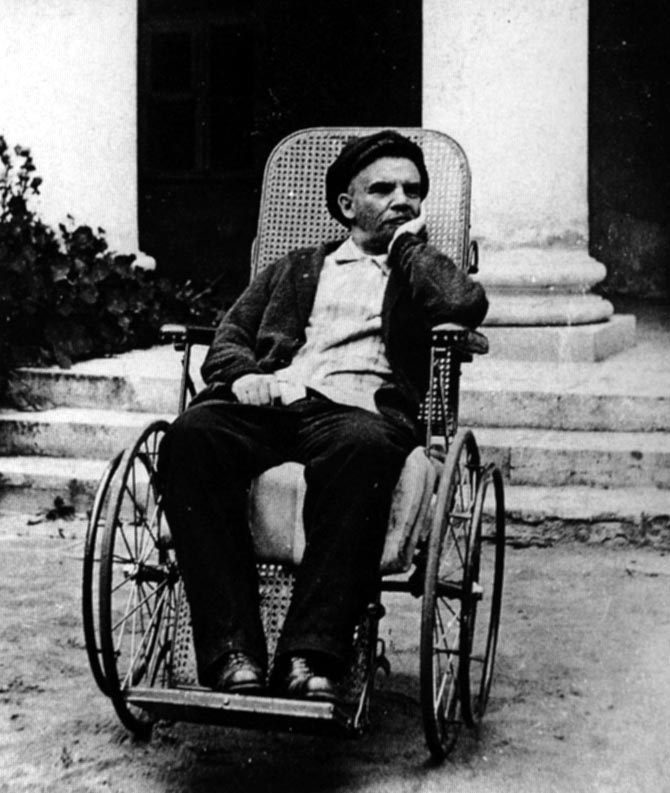
В. И. Ленин во время болезни. Подмосковные Горки. 1923 год

В 1922 году В. И. Ленин заявляет о необходимости законодательного урегулирования и институционализации террора против тех, кто в интересах международной буржуазии стремится к насильственному свержению власти, путём ли интервенции, или шпионажа, или пособничества, что следует из его письма наркому юстиции Курскому от 17 мая 1922 года:

Суд должен не устранить террор; обещать это было бы самообманом или обманом, а обосновать и узаконить его принципиально, ясно, без фальши и без прикрас. Формулировать надо как можно шире, ибо только революционное правосознание и революционная совесть поставят условия применения на деле, более или менее широкого. С коммунистическим приветом, Ленин.— ПСС. Т. 45. С. 190–191
В письме Курскому от 15 мая 1922 года Ленин предложил добавить в Уголовный кодекс РСФСР право замены расстрела высылкой за границу, по решению Президиума ВЦИКа (на срок или бессрочно).
Вопрос о формах объединения республик разрабатывался и обсуждался в ЦК партии. Идея вхождения самостоятельных советских республик в РСФСР на правах автономии, выдвинутая И. В. Сталиным, была отвергнута Лениным. Ленин предложил принципиально иную форму — создать новое государственное образование, в которое все советские республики вошли бы вместе с РСФСР как независимые и равноправные. 30 декабря 1922 года был создан Союз Советских Социалистических Республик (СССР).
В 1923 году, незадолго до смерти, Ленин пишет свои последние работы: «О кооперации», «Как нам реорганизовать рабкрин», «Лучше меньше, да лучше», в которых предлагает своё видение экономической политики Советского государства и меры по улучшению работы государственного аппарата и партии. 22 декабря 1922 года Ленин диктует «Письмо к съезду», 4 января 1923 года — так называемое «Добавление к письму от 24 декабря 1922 года», в которых, в частности, были даны характеристики отдельных большевиков, претендующих на роль лидера партии (Сталин, Троцкий, Бухарин, Пятаков). Сталину, которого Ленин предложил сместить с должности, была дана нелестная характеристика. 
В январе 1923 года у Ленина растёт конфликт со Сталиным, начавшийся в 1922 году, в то время как ослабевают разногласия с Троцким. В частности во время «грузинского дела» обостряются разногласия по национальному вопросу, Ленин говорит о Сталине как о «грубом великорусском держиморде»: «Политически ответственным за всю эту поистине великорусско-националистическую кампанию следует считать, конечно, Сталина и Дзержинского». Троцкому Ленин поручает «взять на себя защиту грузинского дела на ЦК партии», однако Троцкий отказывается. Тексты вроде «Как нам реорганизовать рабкрин», направленные на борьбу с бюрократизмом, вызвали недовольство Политбюро, в частности Сталина и Бухарина, сперва отказывавшегося их печатать.

### Болезнь и смерть. Вопрос о причине смерти

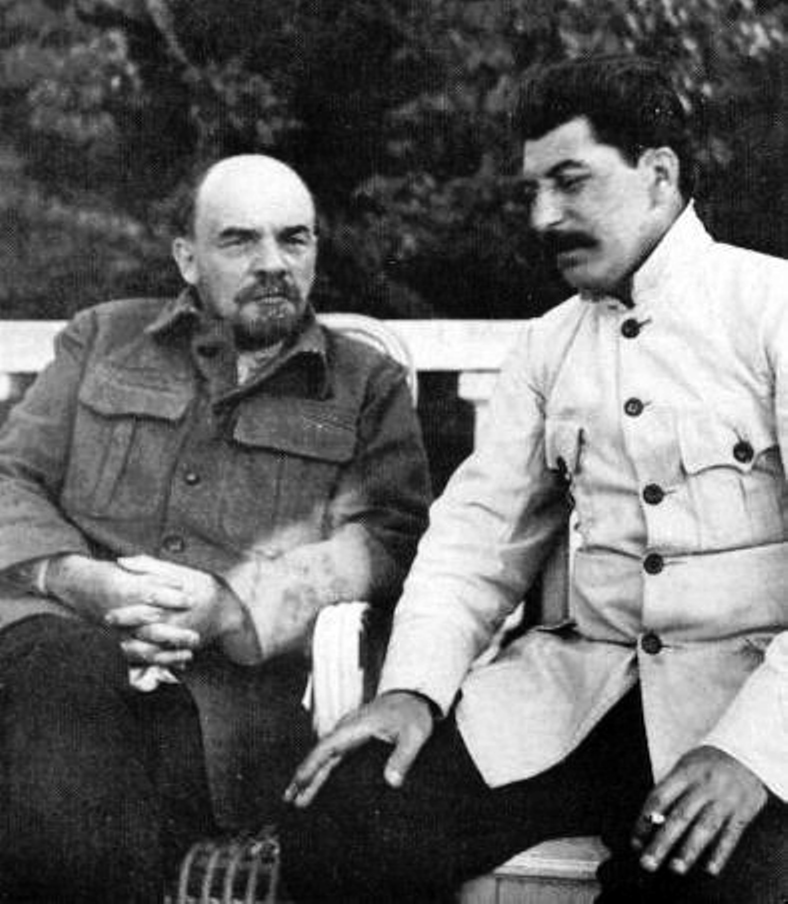
В. И. Ленин и И. В. Сталин в Горках, 1922 год

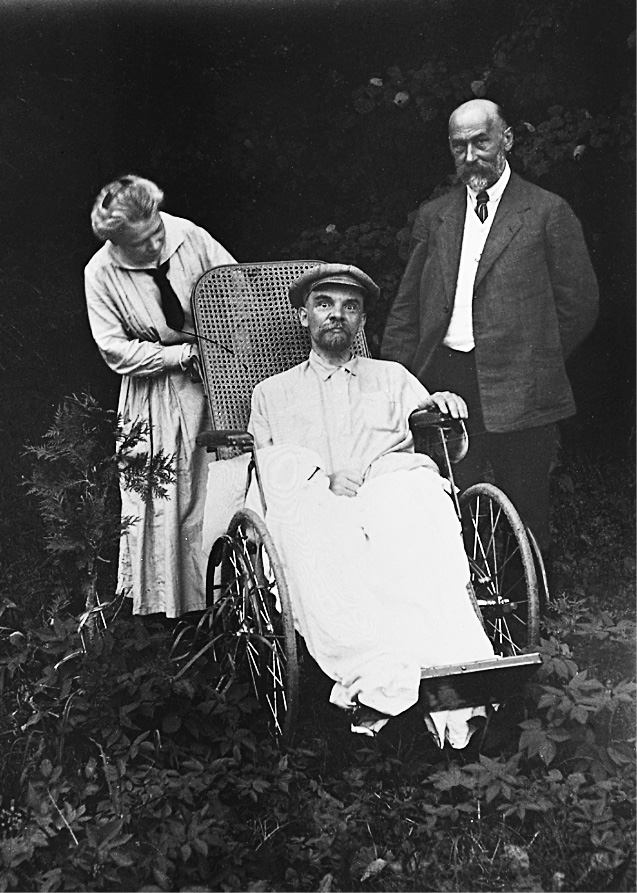
В. И. Ленин во время болезни. Подмосковные Горки. 1923 год

В марте 1922 года Ленин руководил работой XI съезда РКП(б) — последнего партийного съезда, на котором он выступал. В мае 1922 года он тяжело заболел, но в начале октября вернулся к работе. Предположительно, болезнь Владимира Ильича была вызвана сильной перегруженностью и последствиями покушения 30 августа 1918 года. На эти причины ссылается исследователь вопроса — хирург Ю. М. Лопухин. Для лечения были вызваны ведущие немецкие специалисты по нервным болезням. Главным лечащим врачом Ленина с декабря 1922 года и вплоть до его смерти в 1924 году был Отфрид Фёрстер. Последнее публичное выступление Ленина состоялось 20 ноября 1922 года на пленуме Моссовета. 16 декабря 1922 года состояние его здоровья вновь резко ухудшилось, а 15 мая 1923 года из-за болезни он переехал в подмосковное имение Горки. С 12 марта 1923 года ежедневно публиковались бюллетени о здоровье Ленина. В Москве последний раз Ленин был 18—19 октября 1923 года, планируя посетить сельскохозяйственную выставку.
В этот период он, тем не менее, надиктовал несколько заметок: «Письмо к съезду», «О придании законодательных функций Госплану», «К вопросу о национальностях или об „автономизации“», «Странички из дневника», «О кооперации», «О нашей революции (по поводу записок Н. Суханова)», «Как нам реорганизовать Рабкрин (Предложение XII съезду партии)», «Лучше меньше, да лучше». Надиктованное Лениным «Письмо к съезду» (1922) часто рассматривают как ленинское завещание.
В январе 1924 года в состоянии здоровья Ленина внезапно наступило резкое ухудшение. 21 января 1924 года в 18 часов 50 минут, на 54-м году жизни, он скончался.
Официальное заключение о причине смерти в протоколе вскрытия тела гласило: «<…> Основой болезни умершего является распространённый атеросклероз сосудов на почве преждевременного их изнашивания (нем. Abnutzungssclerose). Вследствие сужения просвета артерий мозга и нарушения его питания от недостаточности подтока крови наступали очаговые размягчения тканей мозга, объясняющие все предшествовавшие симптомы болезни (параличи, расстройства речи). Непосредственной причиной смерти явилось: 1) усиление нарушения кровообращения в головном мозге; 2) кровоизлияние в мягкую мозговую оболочку в области четверохолмия».
В июне 2004 года была опубликована статья в журнале European Journal of Neurology, авторы которой предполагают, что Ленин умер от нейросифилиса. Аналогичный вывод сделан в книге В. М. Новосёлова «Смерть Ленина. Медицинский детектив» (2020 год), мнение опирается на дневниковые записи лечащих врачей, впервые опубликованные в таком объёме. Сам Ленин не исключал возможности сифилиса и поэтому принимал сальварсан, а в 1923 году ещё пытался лечиться препаратами на основе ртути и висмута; к нему был приглашён специалист в этой области Макс Нонне. Однако он впоследствии писал: «абсолютно ничто не свидетельствовало о сифилисе».

### Ленин о себе
Из письма Инессе Арманд от 18 декабря 1916 года:

Вот она, судьба моя. Одна боевая кампания за другой — против политических глупостей, пошлостей, против оппортунизма и т. д. Это с 1893 года. И ненависть пошляков из-за этого. Ну, а я всё же не променял бы сей судьбы на «мир» с пошляками.

## Личность

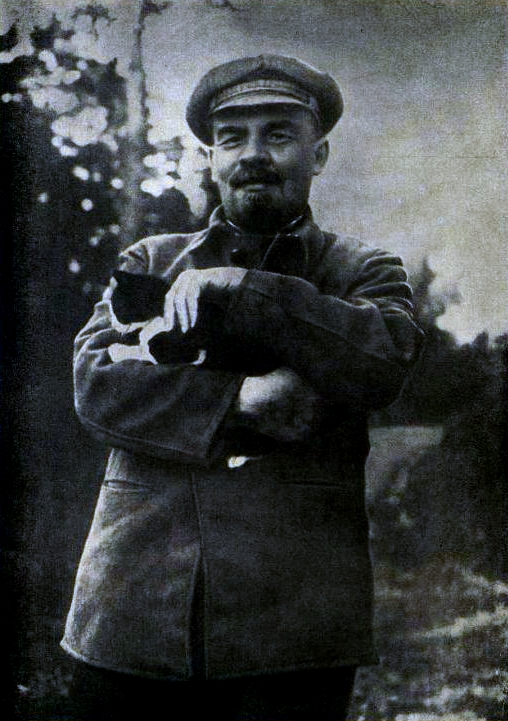
Ленин в Горках на прогулке в парке, 1922

О Ленине Альберт Эйнштейн писал в 1929 году: «Я уважаю в Ленине человека, который всю свою силу с полным самопожертвованием своей личности использовал для осуществления социальной справедливости. Его метод кажется мне нецелесообразным. Но одно несомненно: люди, подобные ему, являются хранителями и обновителями совести человечества».
Британский историк Хелен Раппапорт, написавшая книгу о Ленине «Конспиратор», ссылаясь на мемуарные источники, охарактеризовала его как «требовательного», «пунктуального», «аккуратного» и «очень чистоплотного» в быту. При этом «Ленин был одержим навязчивыми идеями», «был очень авторитарен, очень негибок, не терпел несогласия со своим мнением». «Дружба для него была делом вторичным». Раппапорт указывает, что «Ленин был циничным оппортунистом — менял свою партийную тактику в зависимости от обстоятельств и политической выгоды. Возможно, в этом и заключался его незаурядный талант тактика». «Он был безжалостен и жесток, беззастенчиво используя людей в своих целях».
Английский писатель Артур Рэнсом писал: «Ленин поразил меня своим жизнелюбием. Я не мог вспомнить ни одного человека похожего калибра, обладающего таким же радостным темпераментом. Этот невысокий, лысый, морщинистый человек, качающийся на стуле то в одну сторону, то в другую, смеющийся над той или иной шуткой, в любой момент готов дать серьёзный совет любому, кто прервёт его, чтобы задать вопрос, — совет настолько хорошо обоснованный, что для его последователей он имеет гораздо большую побудительную силу, чем любые приказы; все его морщины — от смеха, а не от беспокойства».
После победы Октябрьской революции Ленин с супругой жил в пятикомнатной квартире с одной спальней в Кремле. В поездках по Москве Лениным использовались несколько автомобилей, одним из которых был «Роллс-Ройс». На протяжении жизни Ленин занимался шахматами.

### Внешность
По описанию Троцкого, внешний вид Ленина отличался простотой и силой. Он был ниже среднего роста (164 см), со славянским типом лица и пронзительными глазами. Цвет глаз Ленина: тёмно-карий.
Русский изобретатель Лев Термен, лично встречавшийся с Лениным, отмечал, что его очень удивили ярко-рыжие волосы вождя.
Владимир Ильич Ленин имел заметный дефект речи — картавость. Это слышно на сохранившихся записях речи вождя. Картавость была присуща воплощениям образа Ленина в кино.
По рассказам Вячеслава Молотова, Ленин носил очки для чтения и письма, но в очках не хотел показываться на публике.

### Философские предпочтения
Британский биограф Ленина Роберт Сервис отмечает, что ни один из философов, появившихся после 1900 года, не нашёл у Ленина одобрения. В его трудах не упоминаются такие заметные философы и социологи, как Карлейль, Фрейд, Кьеркегор, Михельс, Ницше или Вебер. После 1917 года в переписке Ленин восторженно отзывается о Макиавелли. По мнению Сервиса, Ленину была близка идея Макиавелли о допустимости жестоких методов в управлении государством. Ленина раздражало, когда марксисты, такие как Богданов, Бухарин, Луначарский и другие, черпали идеи из трудов философов, экономистов и социологов, которые не были марксистами.

### Музыкальные предпочтения
Во время проживания в Мюнхене (1900 год) Ленин увлёкся произведениями Рихарда Вагнера.

### Псевдонимы
В декабре 1901 года Владимир Ульянов в журнале «Заря» впервые применил в качестве подписи псевдоним «Н. Ленин». Точная причина его появления неизвестна, поэтому имелось много версий о происхождении этого псевдонима. Например, топонимическая — по сибирской реке Лена (семейная версия Ульяновых). По мнению историка Владлена Логинова, наиболее правдоподобной представляется версия, связанная с использованием паспорта реально существовавшего Николая Ленина.
После прихода к власти В. И. Ленин официальные партийные и государственные документы подписывал «В. И. Ульянов (Ленин)». Ленин — это самый известный псевдоним, но далеко не единственный. Всего по причине конспирации Ульянов имел более 150 псевдонимов.
Кроме псевдонимов у Ленина была и партийная кличка, которую использовали его товарищи и он сам: «Старик».

## Взгляды, основные идеи и сочинения

### Обзор и оценки
Оценка теоретического наследия В. И. Ленина крайне противоречива и политизирована, она включает в себя как положительные, так и отрицательные отзывы.
Среди марксистов также не было однозначной оценки философского наследия Ленина: так, в то время как известный философ-неомарксист Луи Альтюссер говорил о его значении в тексте «Ленин и философия», резкими критиками ленинизма в философии были «ультралевые» Антон Паннекук и Карл Корш. Комментируя философские взгляды Ленина, Альтюссер писал, чтобы познать себя через теорию, философия должна признать: она не что иное, как замещение политики, своего рода продолжение политики, своего рода пережёвывание политики — и выясняется, что первым об этом сказал Ленин. Паннекук выступил против работы Ленина «Материализм и эмпириокритицизм», противопоставив исторический материализм Маркса взглядам Ленина, охарактеризовав последние как материализм буржуазной эпохи: «Старый буржуазный материализм опирается на естествознание, рассматривающее в абстракции от практики природу как нечто внешнее сознанию и данное только посредством чувственного созерцания»; Ленин «отождествляет понятие природы и материи, каковую он рассматривает как объективную, независимо от человека существующую реальность». Описав Ленина как носителя буржуазной философии, Паннекук перешёл к характеристике Ленина как буржуазного революционера. Эрих Фромм считал, что ленинская интерпретация марксизма была в первую очередь обусловлена господством позитивизма и механицизма. Славой Жижек говорит о «величии» Ленина в «осознании необходимости одновременного осмысления политического и экономического измерений общественного целого или, скорее, вхождения политического в экономическое», но при этом выступает и его критиком: «Ленинизм, по Жижеку, следовательно, и есть мысль Ленина, помысленная (понятая) в свете её возможностей… недомыслие Ленина открывает, согласно Жижеку, возможности и содержит свою линию развертывания. <…> Вырождение ленинской мысли происходит именно из-за неспособности самого Ленина мыслить единство экономики и политики, а соответственно, мыслить (революционное) Событие в разрыве Бытия и само Бытие как разорванное, „треснувшее“… сталинизм и диамат и есть реализованная ленинская мысль». По Жижеку, вырождение «недомыслия» Ленина происходило в кристаллизации советского марксизма начиная с Абрама Деборина как «своеобразной версии восходящей к Пармениду философии „сплошного“, не имеющего частей и расколов, Бытия», которое он противопоставляет его преодолению в развитии «подлинного» ленинизма, примером которого называет работу Дьёрдя Лукача «История и классовое сознание».
Политическая философия Ленина ориентировалась на радикальное переустройство общества, ликвидирующее всякое угнетение, социальное неравенство. Средством такого переустройства должна была быть революция. Обобщая опыт прежних революций, Ленин разрабатывает учение о революционной ситуации и о диктатуре пролетариата как средстве защиты и развития завоеваний революции. Как и основатели марксизма, Ленин рассматривает революцию как следствие в первую очередь объективных процессов, указывая, что она не делается по заказу или по желанию революционеров. При этом Ленин вносит в марксистскую теорию положение о том, что социалистическая революция не обязательно должна произойти в наиболее развитых капиталистических странах; цепь империалистических государств может прорваться в наиболее слабом, из-за переплетения в нём множества противоречий, звене. В восприятии Ленина таким звеном была Россия в 1917 году.
Под политикой Ленин понимал прежде всего действия больших масс людей. «…Когда открытого политического выступления масс нет, — писал он, — его никакие путчи не заменят и искусственно не вызовут». Вместо свойственных другим политикам рассуждений об элитах и партиях Ленин говорил о массах и социальных группах. Он внимательно изучал жизнь разных слоёв населения, стараясь выявить изменения настроений классов и групп, соотношение их сил и т. д. На этой основе делались выводы о классовых союзах, о лозунгах дня и возможных практических действиях.
При этом Ленин отводил большую роль субъективному фактору. Он доказывал, что социалистическое сознание не возникает само собой из экономического положения пролетариата, что для его выработки нужна деятельность теоретиков, опирающихся на более широкие основания, и что это сознание нужно вносить в рабочий класс извне. Ленин разрабатывал и претворял в жизнь учение о партии как ведущей части класса, указывал на роль субъективных составляющих в революции, которые сами не возникают из революционной ситуации. В связи с этими положениями одни интерпретаторы стали говорить о существенном вкладе Ленина в марксистскую теорию, другие — о его волюнтаризме.
Ленин также высказал ряд положений, развивавших марксистскую идею об отмирании государства, чему, согласно Ленину, должна предшествовать его радикальная демократизация, включая выборность и сменяемость депутатов и чиновников, работа которых должна оплачиваться на уровне зарплаты рабочих, всё более широкое привлечение к государственному управлению представителей народных масс, с тем чтобы в конечном счёте управляли по очереди все, и управление перестало быть привилегией. Ленин не отказывался от отмирания государства как идеи, однако как государственный деятель её не реализовал (см. ниже), вместо этого утвердив необходимость однопартийной диктатуры. Ряд идей Ленина, такие как партия-авангард, однопартийная диктатура и право наций на самоопределение, критиковались Розой Люксембург, став одной из причин размежевания ленинизма и люксембургианства.

### Монополистический капитализм
В своей работе «Империализм, как высшая стадия капитализма», написанной в Цюрихе в 1916 году и опубликованной в Петрограде в 1917 году, Ленин постулировал, что к концу XIX века капитализм в наиболее развитых странах перешёл в новую «особую историческую стадию» своего развития, которую он называл империализмом. Последний, по его мнению, есть капитализм монополистический («по своей экономической сущности»), паразитический или загнивающий («Государство-рантье есть государство паразитического, загнивающего капитализма»), а также «переходный или, вернее, умирающий капитализм». Впоследствии в 1920 году Ленин писал: «Империализм есть канун социалистической революции пролетариата. Это подтвердилось с 1917 года во всемирном масштабе». По Ленину, при империализме буржуазная демократия вырождается и становится скрытой формой диктатуры капитала; как пишет Леонид Поляков, империализм вырождается в «экономику по производству денег, которые оказываются у банкиров».
Работа была задумана Лениным как критика идей Дж. Гобсона, позицию которого он характеризовал как точку зрения «буржуазного социал-реформизма и пацифизма», и идеи ультраимпериализма Карла Каутского. Большое влияние также оказали книга Р. Гильфердинга «Финансовый капитал» и текст Николая Бухарина «Мировое хозяйство и империализм», с которым Ленин ознакомился в рукописи, к которому позже написал предисловие. По Бухарину, из-за возрастания роли государства в экономике система хозяйства всё больше планируется и регулируется государством, которое в итоге подчинит себе все сферы социальной жизни для разрешения социальных кризисов капитализма.

### Государство и партия
Согласно Ленину, всякое государство носит классовый характер. В статье «Мелкобуржуазная позиция в вопросе о разрухе» В. И. Ленин писал: «В вопросе о государстве отличать в первую голову, какому классу „государство“ служит, какого класса интересы оно проводит». В подготовленной Лениным Программе РКП(б) было записано: «В противоположность буржуазной демократии, скрывавшей классовый характер её государства, Советская власть открыто признаёт неизбежность классового характера всякого государства, пока совершенно не исчезло деление общества на классы и вместе с ним всякая государственная власть». В брошюре «Письмо к рабочим и крестьянам по поводу победы над Колчаком» Ленин классовый характер государства подчёркивает самым решительным образом: «Либо диктатура (то есть железная власть) помещиков и капиталистов, либо диктатура рабочего класса».
В Тезисах доклада о тактике РКП на III конгрессе Коммунистического Интернационала Ленин отмечал: «Диктатура пролетариата означает не прекращение классовой борьбы, а продолжение её в новой форме и новыми орудиями. Пока остаются классы, пока свергнутая в одной стране буржуазия удесятеряет свои атаки на социализм в международном масштабе, до тех пор эта диктатура необходима». А поскольку, как подчёркивалось в Докладе о тактике РКП на III конгрессе Коммунистического Интернационала 5 июля 1921 г., «задача социализма состоит в том, чтобы уничтожить классы», постольку период диктатуры пролетариата охватывает всю первую фазу коммунизма, то есть весь период социализма.
До построения коммунизма необходим промежуточный этап — диктатура пролетариата. Коммунизм делится на два периода: социализм и собственно коммунизм. При социализме нет эксплуатации человека человеком, но ещё нет изобилия материальных благ, позволяющего удовлетворить любые потребности всех членов общества.
Взятие власти большевиками в октябре 1917 года В. И. Ленин рассматривал как начало социалистической революции, успех которой был для него долгое время проблематичным. Объявление советской республики социалистической означало для него лишь «решимость Советской власти осуществить переход к социализму».
В 1920 году в своей речи «Задачи союзов молодёжи», Ленин утверждал, что коммунизм будет построен в 1930—1940 годах. В данной работе В. И. Ленин утверждал, что коммунистом можно стать лишь обогатив свою память знанием тех богатств, которое выработало человечество, при этом критически их переосмыслив для построения нового социалистического общества. В одной из последних своих работ «О кооперации» В. И. Ленин рассматривал социализм как строй цивилизованных кооператоров при общественной собственности на средства производства и классовой победе пролетариата над буржуазией.
Среди марксистов не было однозначного взгляда на отношения пролетариата и ведущей его партии. Исходя из ситуации в Российской империи, где большую часть населения составляли крестьяне, в основной массе неграмотные, неспособные к схожей с рабочим классом, в отличие от итальянского «сельского пролетариата», организации, ввиду чего малочисленный заводской пролетариат становился своего рода революционной и культурной элитой, большевизм опирался на идею революционной элиты. В работе «Что делать?» Ленин писал, что у пролетариата нет классового сознания, и оно может быть привнесено «только извне» партией политиков-марксистов. Ключевой концепцией Ленина стала партия-авангард, ведущая рабочий класс — в ещё большей степени элита профессиональных революционеров, ведущая за собой революцию. Эта «организация лучших» отличалась, с одной стороны, жёсткой дисциплиной, а с другой — принципом демократического централизма и относительным равенством внутри. Ленин был крайне требователен к «кадрам», и партия-авангард изначально не должна была стать массовой партией. Как отмечает Б. Кагарлицкий, партия-авангард выродилась в тоталитарную партию из-за массового пополнения по мере её восхождения к власти, особенно после «ленинского призыва» после смерти Ленина: массовость правящей партии с усилением неравенства «кадров» и бюрократизацией обусловила её превращение в тоталитарную партию, ведомую единым лидером. Люксембург и другие критики Ленина слева считали такую организацию буржуазной и противопоставляли ей стихийные рабочие забастовки.
С 1919 года Ленин формулирует идею диктатуры пролетариата как диктатуру одной партии: 

Да, диктатура одной партии! Мы на ней стоим и с этой почвы сойти не можем, потому что это та партия, которая в течение десятилетий завоевала положение авангарда всего фабрично-заводского и промышленного пролетариата.— Речь на I Всероссийском съезде работников просвещения и социалистической культуры, 31 июля 1919 г.
Как отмечает Ральф Милибэнд, такое понимание диктатуры пролетариата не только отлично от изложенной в «Государстве и революции» идеи прямой демократии рабочих во время отмирания государства, но и «радикально преобразует значение, придаваемое понятию „диктатура пролетариата“». Вместе с тем, эта идея Ленина остро поставила вопрос о характере революционной власти, так как Маркс прямо его не сформулировал. Среди критиков этой идеи были Каутский, ссылавшийся на опыт Парижской коммуны, рэтекоммунисты, «рабочая оппозиция» внутри РКП(б) и Роза Люксембург, сравнивавшая большевиков с якобинцами, говоря о диктатуре «в чисто буржуазном смысле». Ленин же возражал, что иная форма пролетарской власти просто невозможна, и что попытка отделить диктатуру партии от диктатуры класса или наоборот есть «невероятная и безысходная путаница мысли». Милибэнд считал, что в этих взглядах Ленина была заложена тенденция, описанная Троцким в 1900-е годы («Наши политические задачи»): «Партийная организация „замещает“ собою партию, ЦК замещает партийную организацию, и, наконец, „диктатор“ замещает собою ЦК». Уже в «Преданной революции» Троцкий выступил критиком идеи однопартийной диктатуры, отрицая, однако, за ней авторство Ленина: «примера, где одному классу соответствовала бы только одна партия, не найти на всем протяжении политической истории».

### Нация и патриотизм
Другим объектом критики Ленина слева стал «национальный вопрос»: Ленин дал марксистское обоснование необходимости права на самоопределение, тем самым взяв в союзники мелкую буржуазию, как писали критики Ленина, в том числе Роза Люксембург. Ленин не считал одинаковыми национализм угнетённой нации из-за его оппозиционности по отношению к империи и национализм господствующей нации, стремящийся сохранить империю. Русский национализм Ленин обозначал термином «великорусский шовинизм», которому противопоставил своё понимание патриотизма в статье «О национальной гордости великороссов», где выразил поддержку антиимперским национальным движениям: национальная гордость, по его мнению была основой ненависти по отношению к «рабскому прошлому» и «рабскому настоящему» с угнетением других наций. Взгляды Ленина расходились со взглядами Сталина, предлагавшего «культурно-национальную автономию» в соответствии с идеями австромарксистов: сперва Ленин определял самоопределение лишь как «отдельное государственное существование», при образовании СССР идее Сталина противопоставил идею федерации.
В 1916 году В. И. Ленин высоко оценивал Ирландское восстание 1916 года, рассматривая его как пример, подтверждающий важность национального вопроса в революционной борьбе. В национальных восстаниях в Европе он видел особую силу, которая способна значительно «обострить революционный кризис в Европе». Поэтому значение ирландского восстания в сто раз больше, чем выступления в Азии или в Африке. Малые нации, бессильные как самостоятельный фактор в борьбе с империализмом, рассматриваются Лениным как «одна из бацилл», помогающих выступлению настоящей силы — социалистического пролетариата. Использование националистических и революционных движений, по его убеждению, правильно. Заимствуя этот опыт, он пишет: 

Мы были бы очень плохими революционерами, если бы в великой освободительной войне пролетариата за социализм не сумели использовать всякого народного движения против отдельных бедствий империализма в интересах обострения и расширения кризиса.
В статьях «Критические заметки по национальному вопросу», «О праве наций на самоопределение», «О национальной гордости великороссов» Ленин сформулировал программу решения национального вопроса.

Полное равноправие наций; право самоопределения наций; слияние рабочих всех наций — этой национальной программе учит рабочих марксизм, учит опыт всего мира и опыт России.

### Империализм и пораженчество
В соответствии с изложенным выше, в условной «изолированной» войне Ленин выступал на стороне «малой» нации в её войне против империи:

Национальный элемент в теперешней войне представлен только войной Сербии против Австрии… Будь эта война изолирована, то есть не связана… с корыстными и грабительскими целями Англии, России и проч., тогда все социалисты обязаны были бы желать успеха сербской буржуазии — это единственно правильный… вывод из национального момента в теперешней войне. <…> Диалектика Маркса… запрещает именно изолированное… рассмотрение предмета. Национальный момент… никакого серьёзного значения в общеевропейской войне не имеет и не может иметь. — Крах II Интернационала
По мнению Ленина, Первая мировая война носила империалистический характер, а за лозунгами национального освобождения стояли государства-империалисты, и в итоге победа Сербии означала угнетение других «малых наций»: «Если победит Россия, она задушит Галицию, еще часть Польши, Армению и т. д.». Война была несправедливой для всех участвующих сторон, чуждой интересам трудящихся. Ленин выдвинул тезис о необходимости преобразования империалистической войны в гражданскую (в каждой стране против своего правительства) и необходимости использования рабочими войны для свержения «своих» правительств. При этом, указывая на необходимость социал-демократов участвовать в антивоенном движении, которое выступало с пацифистскими лозунгами мира, Ленин считал такие лозунги «обманом народа» и подчёркивал необходимость гражданской войны. Ленин выдвинул лозунг революционного пораженчества, сущность которого заключалась в неголосовании в парламенте за военные кредиты правительству, в создании и укреплении революционных организаций среди рабочих и солдат, борьбе с правительственной патриотической пропагандой, поддержке братания солдат на фронте.

### Познание
Ленин в своей работе 1908 года «Материализм и эмпириокритицизм» утверждал, что «человеческое мышление по природе своей способно давать и даёт нам абсолютную истину, которая складывается из суммы относительных истин. Каждая ступень в развитии науки прибавляет новые зёрна в эту сумму абсолютной истины, но пределы истины каждого научного утверждения относительны, будучи то раздвигаемы, то сужаемы дальнейшим ростом знания».
Свои взгляды Ленин обосновывал не только в этом тексте: так, знаменитый девиз «абстрактной истины нет, истина всегда конкретна» звучит в работе «Что делать?». После смерти Ленина были опубликованы его «философские тетради».
Ленинское представление о диалектике объективной, абсолютной и относительной истин опирается на марксистскую теорию познания. Ощущение и понятия, будучи отражениями объективного мира, заключают в себе объективное содержание. Вот это объективное содержание в ощущениях и сознании человека, но при этом не зависящее ни от человека, ни от человечества, Ленин и назвал объективной истиной. «Исторический материализм и всё экономическое учение Маркса насквозь пропитаны признанием объективной истины», — подчёркивал Ленин.
Движение человеческого познания, то есть движение самой объективной истины, пропитано диалектикой взаимодействия абсолютной и относительной истин.

### Этика
«Наша нравственность подчинена вполне интересам классовой борьбы пролетариата. Наша нравственность выводится из интересов классовой борьбы пролетариата и освобождения всех трудящихся от гнёта капиталистов». Ленин утверждал, что нравственность — это то, что служит разрушению старого эксплуататорского общества и объединению всех трудящихся вокруг пролетариата, созидающего новое общество коммунистов.
По мнению Александра Тарасова, Ленин вывел этику из области религиозных догматов в область проверяемости: этичность необходимо проверять и доказывать, служит ли то или иное действие делу революции, полезно ли оно делу рабочего класса.

### Социальная справедливость и эксплуатация
Для В. И. Ленина как практика революционной борьбы достижение социальной справедливости было концентрированным выражением всей его деятельности, но понимал он её, прежде всего, в практическом аспекте, как разрушение эксплуататорских отношений, постепенный процесс уничтожения классовых различий, что позволило бы всем трудящимся, независимо от их социального статуса в иерархии власти, участвовать в управлении государством, получать равный доступ, примерно одинаковую долю общественного богатства и общественных благ: "справедливости и равенства, следовательно, первая фаза коммунизма (социализм) дать ещё не может: различия в богатстве останутся и различия несправедливые, но невозможна будет эксплуатация человека человеком, ибо нельзя захватить средства производства, фабрики, машины, землю и прочее в частную собственность.

## Общественные преобразования

### Стратегическое планирование
В СССР под руководством В. И. Ленина были заложены основы государственного стратегического планирования социально-экономического развития общества и создания плановой экономики на научной основе. Первый стратегический план экономического развития ГОЭЛРО, заложивший основы индустриализации в СССР был разработан непосредственно под руководством В. И. Ленина и Г. М. Кржижановского.

### Реформа оплаты труда
18 ноября 1917 года Советом народных комиссаров по проекту В. И. Ленина было принято постановление, ограничивающее жалованье народных комиссаров 500 рублями в месяц и предписывающее Министерству финансов и комиссарам «урезать все непомерно высокие жалованья и пенсии». Декретом Совета народных комиссаров от 27 июня 1918 года устанавливался рекомендуемый максимальный размер оплаты труда (который мог превышаться в особых случаях): для специалистов — 1200 рублей, народных комиссаров — 800 рублей. В 1920 году было принято постановление ВЦИК, устанавливающее единую тарифную сетку для всех руководителей, максимальный размер оплаты их труда не должен был превышать размер зарплаты квалифицированного рабочего, были установлены верхний и нижний допустимый уровень оплаты труда: госминимум и партмаксимум. На третьем съезде профсоюзов (апрель 1920) была утверждена новая система оплаты труда, согласно которой оклад специалиста не мог превышать оклад неквалифицированного рабочего более, чем в 3,5 раза, при этом отменялась дискриминация женщин и уравнивалась оплата женского и мужского труда.
В Советской России впервые в мире был законодательно утверждён восьмичасовой рабочий день. Декретом от 14 июня 1918 г. «Об отпусках» все трудящиеся впервые в истории России получили гарантированное государством право на отпуск и т. п. — всё это способствовало повышению производительности труда и убеждению большинства населения в том, что новая власть имеет своей главной целью заботу об улучшении условий жизни трудящихся. Впервые в истории России трудящиеся получили право на пенсионное обеспечение по старости. После Октябрьской революции продолжительность рабочего дня снизилась во всём мире. В странах, где была угроза прихода к власти коммунистов, в 1917 году рабочая неделя была в среднем около 65 часов, а к 1919 году снизилась до 57 часов.
Несмотря на во многом справедливые обвинения политических оппонентов социалистического строя в излишнем эгалитаризме социалистической системы оплаты труда, данная система способствовала сокращению социального неравенства, формированию социальной однородности и конституированию советского народа, имеющего общую гражданскую идентичность; она постоянно развивалась и дифференцировалась на основании многих критериев, где одним из основных была оценка реального вклада гражданина в трудовую и общественную жизнь страны.

### Право на образование
Важнейшим элементом преодоления социального неравенства и построения нового общества для В. И. Ленина было развитие образования, обеспечение равного доступа к образованию для всех трудящихся, независимо от их национального происхождения и гендерных различий (Образование в СССР). В октябре 1918 года введено по предложению В. И. Ленина «Положение о единой трудовой школе РСФСР», которое вводило бесплатное и совместное обучение детей школьного возраста. Современные исследователи отмечают, что коммунистическая атака на систему распределения научных статусов началась в 1918 году и дело заключалось не столько в 'перевоспитании буржуазной профессуры', сколько в установлении равного доступа к образованию и уничтожению сословных привилегий, к числу которых относилась и привилегия быть образованным.
Ленинская политика в сфере образования, обеспечение его доступности для всех групп трудящихся послужили основой тому, что в 1959 году политические оппоненты СССР полагали, что советская система образования, особенно по инженерно-техническим специальностям, занимает лидирующее положение в мире.

### Право на здравоохранение
Декларируемое большевиками право на равнодоступность и бесплатность здравоохранения для всех социальных групп населения в реальности не было достигнуто. Бесплатность советского здравоохранения не исключала различия в доступе различных социальных групп к медицинской помощи. В то же время западные авторы отмечают успехи советского здравоохранения по сравнению с царской Россией в сфере развития профилактической медицины, расширение доступности медицинской помощи для всех социальных групп.
Некоторые исследователи утверждают, что советская система здравоохранения значительно проигрывала западной модели по качеству предоставляемых медицинских услуг, в то же время превосходила западные аналоги по широте охвата всех социальных групп населения.

### Жилищная реформа
Идеи В. И. Ленина легли в основу жилищной реформы в СССР, которая проводилась на основе социалистических принципов равнодоступности и бесплатности распределения жилья. Распределение жилья государством приводило, с одной стороны, к возникновению огромных очередей и различным махинациям с жилищным фондом, с другой стороны, в основе жилищного фонда современной России и бывших советских республик находится жильё, построенное во времена СССР и распределённое среди граждан бесплатно.

### Социалистическая демократия
Согласно исследователям (Дэниел Белл), важнейшим критерием демократичности общества служит открытость его социальной структуры, способность создать равные возможности для продвижения наиболее талантливых представителей социальных низов в элиту страны (Меритократия, Постиндустриальное общество).
В этом смысле Б. Кагарлицкий уточняет, что хотя созданные под влиянием ленинизма государства не были демократиями политически, им был присущ демократизм «в социальном смысле» ввиду вертикальной мобильности, как и во Франции периода якобинской диктатуры, причём в 1930-е годы тоталитаризм был неразрывно связан с таким демократизмом, а массовые чистки стали средством вертикальной мобильности.
Участие широких масс трудящихся в управлении государством являлось одной из основных задач революции. Декрет ВЦИК и СНК (РСФСР) от 11 ноября 1917 года «Об уничтожении сословий и гражданских чинов», подписанный Лениным, ликвидировал все сословные привилегии и ограничения и провозгласил равенство граждан.
Ленин полагал, что «мы знаем, что любой чернорабочий и любая кухарка не способны сейчас же вступить в управление государством, но мы требуем немедленного разрыва с тем предрассудком будто управлять государством, нести будничную ежедневную работу управления в состоянии только богатые или из богатых семей взятые чиновники» (В. И. Ленин. Удержат ли большевики государственную власть, 1917).
«Капитализм душил, подавлял, разбивал массу талантов в среде рабочих и трудящихся крестьян. Таланты эти гибли под гнётом нужды, нищеты, надругательства над человеческой личностью. Наш долг теперь найти эти таланты и приставить их к работе» (В. И. Ленин, ПСС, 4-е изд., Т.30, с.54)
Многое из того, что планировал сделать Ленин по построению механизма обновления советской элиты, демократизации государственного аппарата, его подконтрольности обществу, не было осуществлено, в частности, расширение ЦК за счёт представителей рабочих и крестьян, организация рабоче-крестьянского контроля за деятельностью Политбюро (Как нам реорганизовать Рабкрин), но введённый Лениным критерий рабоче-крестьянского происхождения как одного из основных условий продвижения по социальной лестнице, всемерное поощрение выдвижения рабочих и крестьян в государственный аппарат (институт выдвиженцев), — открыли возможности по продвижению к высшим статусным позициям в обществе.
Несмотря на недостатки, отражённые в критике оппонентов Советской власти (тоталитаризм, номенклатура) принципов советской демократии и реального участия граждан в управлении государством, социальная структура СССР давала гражданам уверенность в завтрашнем дне и отличалась демократичностью и открытостью: обладала значительными возможностями по продвижению граждан
(восходящая социальная мобильность, социальный лифт), находящихся на низших ступенях социальной лестницы — в элиту страны (политическую, военную, научную), что давало им реальные возможности управления страной.
По данным за 1983 год, среди респондентов в возрасте 50-59 лет 82,1 % имели социально-профессиональный статус выше, чем их родители, среди респондентов 40-49 лет — 74 %, а среди 30-39 лет — 67 %, при этом данные показатели примерно идентичны как для мужчин, так и для женщин, что служит примером женской эмансипации в советском обществе.
Советская социальная система обладала гораздо большей социальной однородностью, демократичностью и открытостью не только по сравнению с постсоветской, но и по сравнению со своим главным геополитическим оппонентом: США, где существует усиливающаяся в последнее время тенденция увеличения социального неравенства и сокращения возможностей представителей низших и средних социальных групп достичь высших статусных позиций, при этом сокращаются возможности у представителей среднего класса сохранить свой статус.

### Культурная революция
Ленин полагал, что пролетарская культура является закономерным развитием тех запасов знания, которое человечество выработало под гнётом капиталистического общества (ПСС, изд.4, Т.41, с.304). В статье «О кооперации» (январь 1923) В. И. Ленин утверждал, что культурная революция является необходимым условием для того, чтобы Россия, преодолевая свою цивилизационную отсталость, могла стать вполне социалистической страной. Культурная революция — это…целый переворот, целая полоса культурного развития всей народной массы (В. И. Ленин, ПСС, 5-е издание, Т.40, с.372, 376—377). В «Страничках из дневника» В. И. Ленин полагал, что одной из основных задач культурной революции является повышение авторитета народного учителя: " Народный учитель должен у нас быть поставлен на такую высоту, на которой он никогда не стоял, не стоит и не может стоять в буржуазном обществе (В. И. Ленин, ПСС, 4-е изд., Т.40, с.23).
В данной работе В. И. Ленин поставил следующие задачи культурной революции:
- Ликвидация культурной отсталости, прежде всего, неграмотности населения.
- Обеспечение условий для развития творческих сил трудящихся.
- Формирование социалистической интеллигенции.
- Утверждение коммунистической идеологии в сознании широких масс.

## Сочинения
В СССР было издано пять собраний сочинений Ленина и сорок «Ленинских сборников», составленных специально созданным по решению ЦК ВКП(б) для изучения ленинского творческого наследия Институтом Ленина. Многие из включённых в него работ были отредактированы и исправлены перед публикацией, многие работы Ленина вообще не были включены в него. В советское время периодически (раз в несколько лет) выпускался сборник избранных сочинений, в двух-четырёх томах. Кроме того, в 1984—1987 годах были выпущены «Избранные сочинения» в 10 томах (11 книгах).
Согласно рейтингу ЮНЕСКО, произведения Ленина по общему тиражу печатных изданий находятся в числе мировых лидеров и занимают 7-е место в мире среди когда-либо переведённых авторов.
Среди основных работ — «Что такое „друзья народа“ и как они воюют против социал-демократов?» (1894), «К характеристике экономического романтизма» (1897), «От какого наследства мы отказываемся?» (1897), «Развитие капитализма в России» (1899), «Что делать?» (1902), «Шаг вперёд, два шага назад» (1904), «Партийная организация и партийная литература» (1905), «Две тактики социал-демократии в демократической революции» (1905), «Социализм и религия» (1905), «Большевики и мелкая буржуазия» (1907), «Марксизм и ревизионизм» (1908), «Лев Толстой как зеркало русской революции» (1908), «Материализм и эмпириокритицизм» (1909), «Реформизм в русской социал-демократии» (1911), «Памяти Герцена» (1912), «Три источника и три составных части марксизма» (1913), «Марксизм и реформизм» (1913), «Критические заметки по национальному вопросу» (1913), «О праве наций на самоопределение» (1914), «О национальной гордости великороссов» (1914), «О нарушении единства, прикрываемом криками о единстве» (1914), «Карл Маркс (краткий биографический очерк с изложением марксизма)» (1914), «Социализм и война» (1915), «Крах II Интернационала» (1915), «Империализм, как высшая стадия капитализма. Популярный очерк» (1916), «К постановке вопроса о защите Отечества» (1916), «Государство и революция» (1917), «О задачах пролетариата в данной революции» (1917), «Задачи пролетариата в нашей революции» (1917), «О двоевластии» (1917), «Грозящая катастрофа и как с ней бороться» (1917), «Удержат ли большевики государственную власть?» (1917), «Как организовать соревнование?» (1918), «О „левом“ ребячестве и мелкобуржуазности» (1918), «Пролетарская революция и ренегат Каутский» (1918), «Что такое советская власть?» (1919), «Великий почин» (1919), «О задачах женского рабочего движения в Советской республике» (1919), «Детская болезнь „левизны“ в коммунизме» (1920), «Задачи союзов молодёжи» (1920), «О продовольственном налоге» (1921), «О значении воинствующего материализма» (1922), «К вопросу о национальностях или об „автономизации“» (1922), «Странички из дневника» (1923), «О кооперации» (1923), «О нашей революции» (1923), «О погромной травле евреев» (1924), «Письмо к съезду» (1922, оглашено: 1924), «Философские тетради» (опубл. посмертно в 1933).
В 2012 году сотрудник Института российской истории РАН Владимир Лавров обратился в Следственный комитет России с заявлением о проверке работ Ленина на наличие в них экстремизма. Для проверки Лавров предложил перечень произведений, многие из которых не вошли в собрания сочинений Ленина.
В 1919—1921 годах Ленин записал на граммофонных пластинках 16 речей.

#### Сборники документов
- Ленин, В. И. Неизвестные документы. 1891—1922 гг. — М.: РОССПЭН, 2000. — 607 с. — ISBN 5-8243-0154-9.
- Ленин В. И. Неизвестные документы. 1891—1922 / Федер. архив. агентство, Рос. гос. архив соц.-полит. истории.; ред. Ю. Н. Амиантов, Ю. А. Ахапкин, В. Т. Логинов. — 2-е изд. — М.: Политическая энциклопедия (РОССПЭН), 2017. — 671 с. ISBN 978-5-8243-2108-1. (Пер. с нем. писем В. И. Ленина к Каутскому, Ф. Мерингу и К. Цеткин C. А. Гаврильченко)

#### Сочинения
- Ленин В. И. Полное собрание сочинений (в формате PDF). — 5-е изд. — М.: Издательство политической литературы, 1967. Архивировано 30 декабря 2010 года.
- Ленин В. И. Полное собрание сочинений (постранично). — 5-е изд. — М.: Издательство политической литературы, 1967.
- Ленин В. И. Полное собрание сочинений (в формате DOC). — 5-е изд. — М.: Издательство политической литературы, 1967.

## Награды
Владимир Ильич Ленин скептически относился к присвоению себе каких-либо званий или наград. Ленин не имел воинского звания и не позволял наградить его от имени ВЦИК или Реввоенсовета Республики. Единственной официальной государственной наградой Ленина был Орден Труда Хорезмской Народной Советской Республики (что делает Ленина первым кавалером данного ордена). Награда была передана секретарю Совнаркома Лидии Фотиевой от имени хорезмского народа. Других государственных наград, как РСФСР и СССР, так и иностранных государств, у Ленина не было.
22 января 1924 года Н. П. Горбунов, секретарь Ленина, снял со своего пиджака орден Красного Знамени и приколол его к военному френчу уже умершего Ленина. Эта награда находилась на теле Ленина до 1943 года. Ещё один орден Красного Знамени был возложен к гробу Ленина вместе с венком от Военной академии РККА.
Также в завещании Клары Цеткин прописывалось, что её последней волей является просьба прикрепить к военному френчу Владимира Ильича Ленина её орден Красного знамени (что и было выполнено после её смерти).

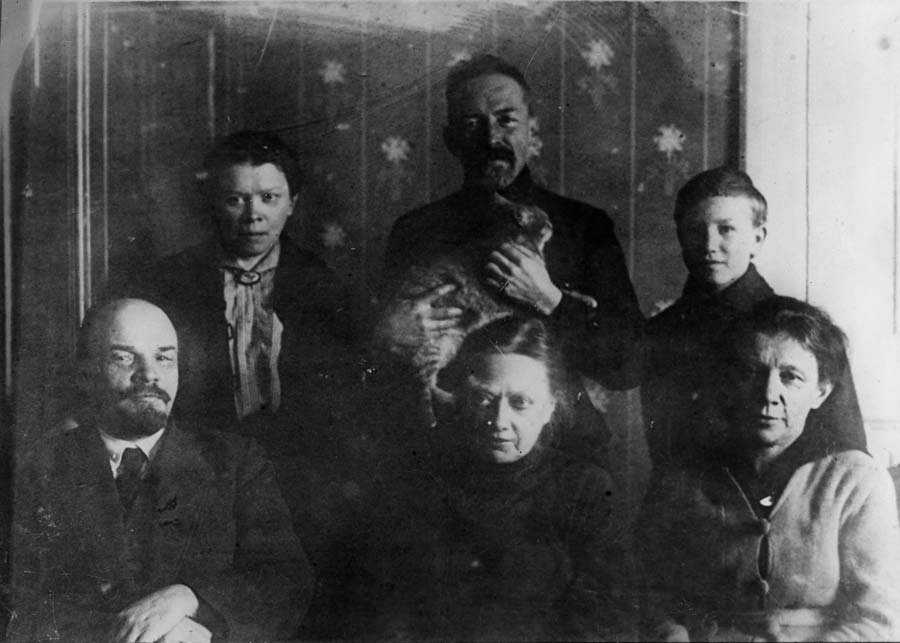
Ленин с семьёй. Кремль, осень 1920 года

Фигура Ленина на фасаде здания в Белфасте

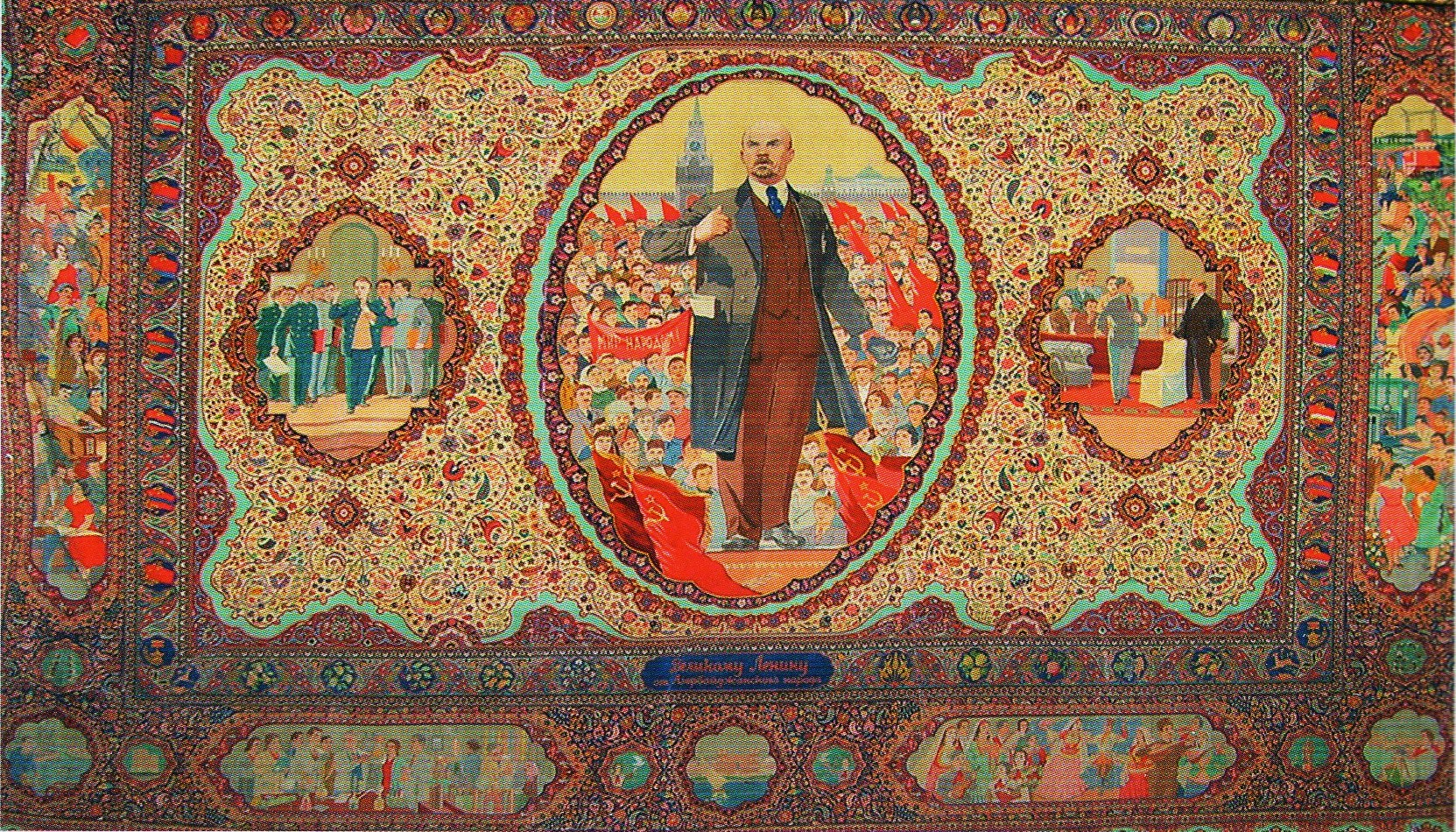
Ковёр Лятифа Керимова «Ленин», 1957 год

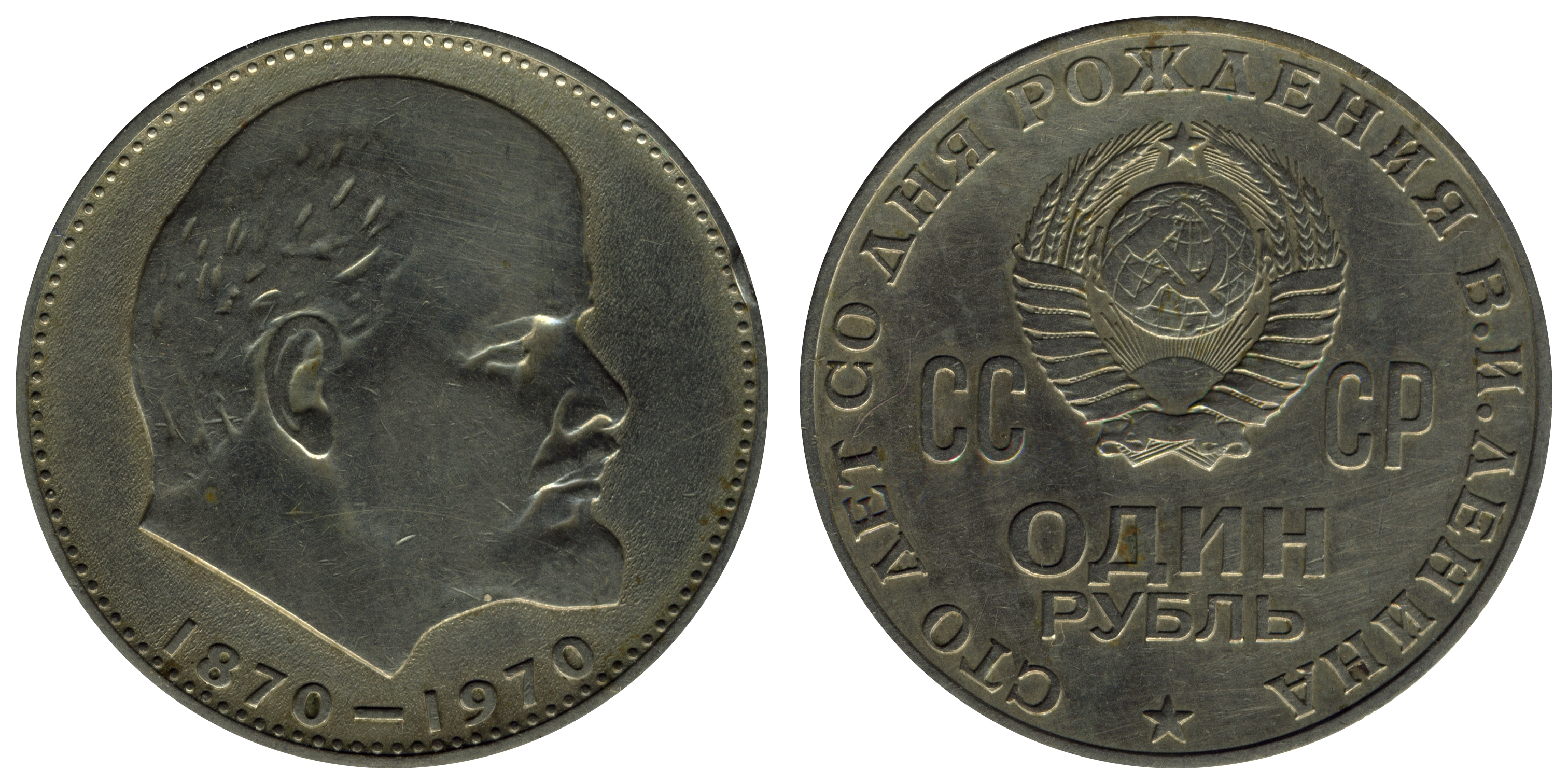
Монета в честь 100-летия со дня рождения Ленина — самая массовая памятная монета в СССР, тираж составил 100 млн штук

## Семья и родственники
Родился в семье Ульяновых: Ильи Николаевича Ульянова (1831—1886) и Марии Александровны Ульяновой (1835—1916). В семье родилось восемь детей (двое умерли в младенчестве). Братья и сёстры Ленина:
- Анна Ильинична Елизарова-Ульянова (1864—1935),
- Александр Ильич Ульянов (1866—1887),
- Ольга (1868—1869),
- Ольга Ильинична Ульянова (1871—1891),
- Николай (1873—1873),
- Дмитрий Ильич Ульянов (1874—1943),
- Мария Ильинична Ульянова (1878—1937).

Крестили в Николаевской церкви (Симбирск) 16 апреля 1870 года, восприемниками стали: действительный статский советник Арсений Фёдорович Белокрысенко и вдова коллежская асессорша Наталья Ивановна Ауновская (дев. Головинская, мать Ауновского Владимира Александровича, правнучка Толстого Александра Васильевича).

С 1898 года и до своей кончины Владимир Ильич Ленин состоял в браке с Надеждой Константиновной Крупской (1869—1939). Детей не было.

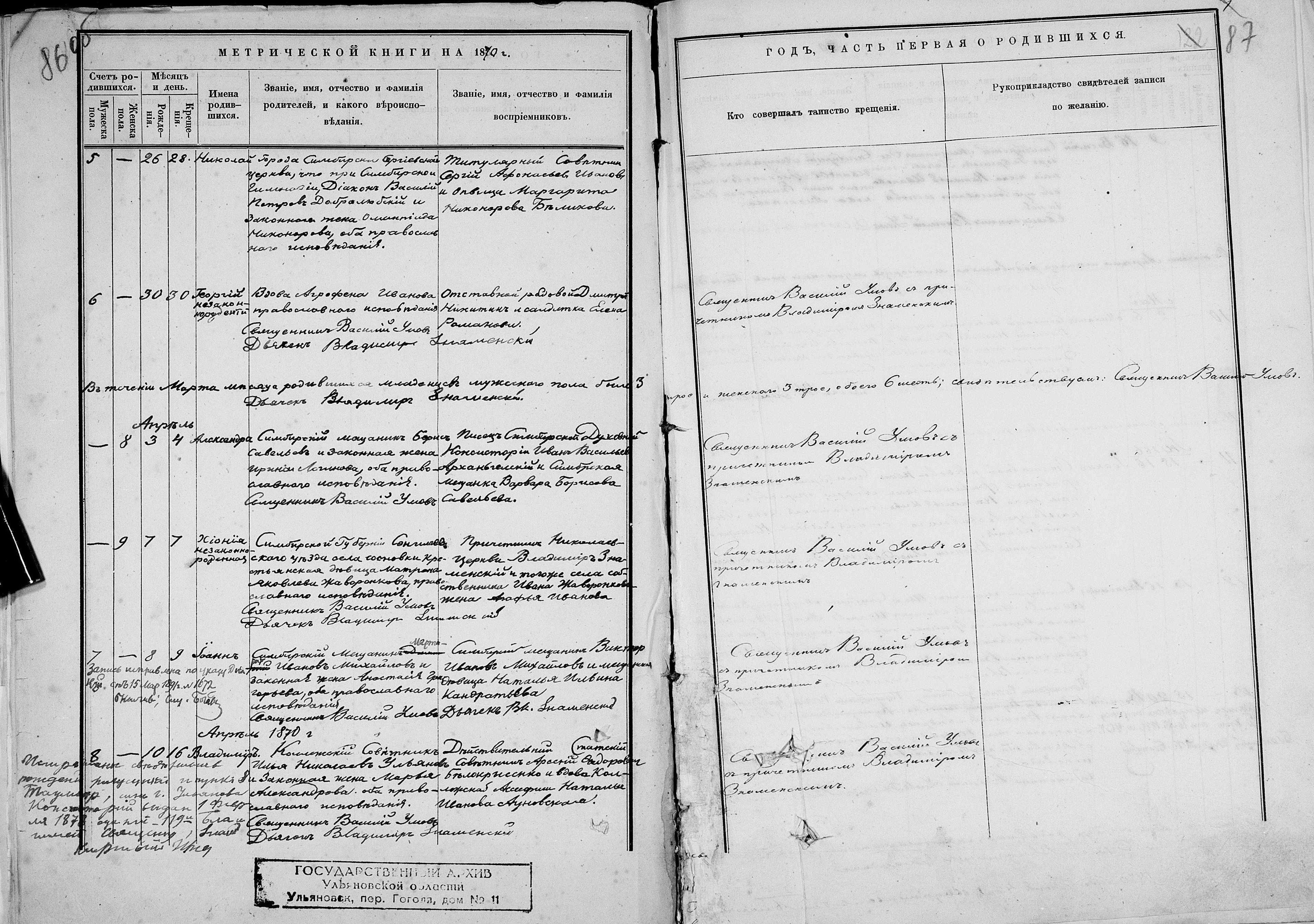
Запись в метрической книге Николаевской церкви (Симбирск) о рождении Владимира Ильича Ульянова (Ленина) 1870 г.

## Память
- В честь Ленина назван астероид (852) Владилена.
- Имя Ленина присутствует в первом послании внеземным цивилизациям — «Мир», «Ленин», «СССР» — к 2014 году оно преодолело расстояние в 51 световой год.
- Несколько вымпелов с барельефом Ленина было доставлено на Венеру, а также на Луну[319].
- Уже в постсоветский период в честь Ленина была названа лениния — вид ихтиозавров.
- В 2003 году, решением Ульяновской Городской Думы, В. И. Ульянову (Ленину) присвоено звание «Почётный гражданин города Ульяновска» (посмертно), которое является высшей наградой муниципального образования «Город Ульяновск»[320][321].

### Культ личности
Вокруг имени Ленина в советский период возник обширный культ. Бывшая столица Петроград был переименован в Ленинград. Именем Ленина назывались города, посёлки и улицы, в каждом городе стоял памятник Ленину. Цитатами Ленина доказывались утверждения в публицистике и научных работах.
Памятники Ленину стали частью советской традиции монументального искусства. После распада СССР многие памятники Ленину демонтировались, неоднократно подвергались вандализму, в том числе и взрывались.

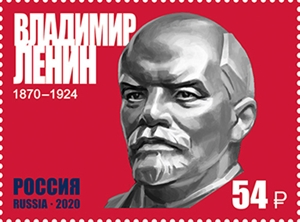
Почтовая марка России, посвящённая 150-летию со дня рождения В. И. Ленина

После распада СССР отношение к Ленину среди населения РФ стало дифференцированным; согласно опросу ФОМ, в 1999 году 65 % населения России считали роль Ленина в истории России положительной, 23 % — отрицательной, 13 % затруднились с ответом. Четыре года спустя, в апреле 2003 года, ФОМ провёл аналогичный опрос — на этот раз положительно оценили роль Ленина — 58 %, отрицательно — 17 %, а количество затруднившихся с ответом выросло до 24 %, в связи с чем ФОМ отметил «тенденцию дистанцирования» по отношению к фигуре Ленина, с 1999 года число респондентов, готовых дать однозначную оценку — положительную или отрицательную, значительно сократилось. Наиболее часто опрошенные называли Ленина «исторической личностью», воздерживаясь от оценки его вклада в историю России.
По данным опроса Левада-Центра 2014 года, число россиян, оценивающих роль Ленина в истории положительно, увеличилось с 40 % в 2006 году до 51 % в 2014 году. По данным ВЦИОМ за 2016 год, на вопрос «Ленин вызывает у Вас скорее симпатию или скорее неприязнь?» 63 % выразили симпатию, а 24 % — неприязнь.

## Образ в культуре и искусстве

Портрет Владимира Ленина, 1949, Чеслав Знамеровский

Впервые на экране образ Ленина появился в 1919 году с использованием хроникальных съёмок — режиссёром В. Гардиным и оператором А. Левицким была снята актёрская сцена агитфильма «Девяносто шесть» на Красной площади в момент выступления Ленина с грузовика. В 1927 году с участием персонажа Ленина были показаны два игровых фильма — «Русские не сдаются» и «Октябрь». Началом театральной ленинианы принято считать пьесы о Ленине, поставленные в 1937 году по решению Совнаркома, к 20-летию Октябрьской революции — «На берегу Невы» К. А. Тренёва в Малом театре, «Правда» А. Е. Корнейчука в Театре Революции, «Человек с ружьём» Н. Ф. Погодина в Театре имени Евг. Вахтангова. Но известны и более ранние постановки ряда самодеятельных театров, где помимо косвенного присутствия вождя в виде упоминаний или проигрываемых фонографических записей практиковалось участие загримированного актёра в роли Ленина. На профессиональной сцене образ Ленина был воплощён в 1927 году актёром В. Н. Никандровым в спектакле «1917 год» по пьесе режиссёра Малого театра И. С. Платона.
Выпущено множество мемуарной литературы, стихов, поэм, рассказов, повестей и романов, фильмов о Ленине. В СССР возможность сыграть Ленина в кино или на сцене считалась для актёра знаком высокого доверия, оказанного со стороны руководства КПСС.
Среди документальных фильмов: «Владимир Ильич Ленин» (1948) Михаила Ромма, «Три песни о Ленине» (1934) Дзиги Вертова, «Москва... Ленин» (1986, студия ЦНФ) Натальи Полонской и др.
Среди игровых — «Ленин в Октябре» (1937), «Человек с ружьём» (1938) и др. В литературе русской эмиграции Ленин был впервые изображён Марком Алдановым (роман «Самоубийство», 1956—1957 годы).
После возникновения СССР возник цикл анекдотов о Ленине.
Ленину принадлежит множество высказываний, ставших крылатыми выражениями. При этом ряд высказываний, приписываемых Ленину, ему не принадлежат, а впервые появлялись в литературных сочинениях и кинематографе. Крылатые фразы Ленина приобрели распространение в политическом и обыденном языках СССР и постсоветской России. К таким высказываниям относятся, например, «Учиться, учиться и учиться», предположительно произнесённые им в связи с казнью старшего брата слова «Мы пойдём другим путём», фраза «Есть такая партия!», произнесённая на I Всероссийском съезде советов, или характеристика «политическая проститутка».

## Частотный анализ лексикона сочинений Ленина
- Словарь языка печатных сочинений Ленина насчитывает 37 500 слов (словарь языка Пушкина насчитывает 21 000 слов, Шекспира — 15—20 тысяч слов)[332].